# Rize (rivière)
Pour les articles homonymes, voir Rize (homonymie).
La Rize (ou plus rarement, surtout au XIXe siècle, la Rise) est un cours d'eau français, affluent du Rhône, situé dans la Métropole de Lyon, en région Auvergne-Rhône-Alpes, et qui traverse les communes de Décines-Charpieu, Vaulx-en-Velin, Villeurbanne et Lyon (3e et 7e arrondissements).
Modeste ruisseau à l'hydrologie complexe, issu de résurgences et de diffluences du Rhône, et dont le cours suit vraisemblablement le tracé du Rhône après la glaciation de Würm, la Rize émerge au nord de l'actuelle commune de Décines-Charpieu, à la limite méridionale de l'actuel Grand Parc de Miribel-Jonage, et irrigue historiquement une partie de l'est de l'agglomération lyonnaise, avant de rejoindre le Rhône en rive gauche, à Lyon.
S'écoulant intégralement à l'air libre jusqu'au XIXe siècle, la Rize est coupée en deux par la mise en service du canal de Jonage dans les années 1890. En outre, elle est progressivement mise en égout ou asséchée voire supprimée sur la quasi-totalité de son cours aval, après le canal, sur le territoire de Villeurbanne et Lyon, entre les années 1850 et les années 1970, dans un contexte d'intense urbanisation et de développement industriel occasionnant une dégradation sensible du milieu naturel. Un affluent de ce cours d'eau, la Risette, a également disparu.
Au début du XXIe siècle, seule une portion restreinte mais en partie remaniée de la Rize demeure à l'air libre, dans sa partie amont, au nord du canal de Jonage, sur les communes de Décines-Charpieu et Vaulx-en-Velin. Quelques rares traces paysagères indirectes en aval, et plusieurs initiatives de valorisation patrimoniale entretiennent la présence de la Rize dans le paysage contemporain, et des projets de restauration partielle initiés depuis les années 1990 visent à en restituer la qualité écologique.

## Hydronymie
Pour expliquer le nom de la Rize, le poète de langue franco-provençale du XIXe siècle Guillaume Roquille propose un rapprochement avec le terme lyonnais risa (« petit ruisseau »), peut-être dérivé d'un mot burgonde signifiant la même chose.
Le terme risa est présenté dans le glossaire des termes toponymiques dialectaux, proposé par la Commission nationale de toponymie, comme un hydronyme synonyme de « petit ruisseau d'eau courante », en usage en région lyonnaise.

## Hydrographie

### Généralités
L'IGN attribue 5,7 km de longueur à la Rize. L'étude hydromorphologique menée en 2016 sur la Rize évalue sa longueur à 6,0 km, en faisant commencer son cours au niveau du coude des Terres Noires, et non à la Petite Camargue. Ces mesures ne s'appliquent qu'à la Rize à l'air libre, située sur la rive droite du canal de Jonage, entre Décines-Charpieu et Villeurbanne.
La pente de la Rize, extrêmement faible, oscille entre 0,44 ‰ et 1,35 ‰.

### «Sources»

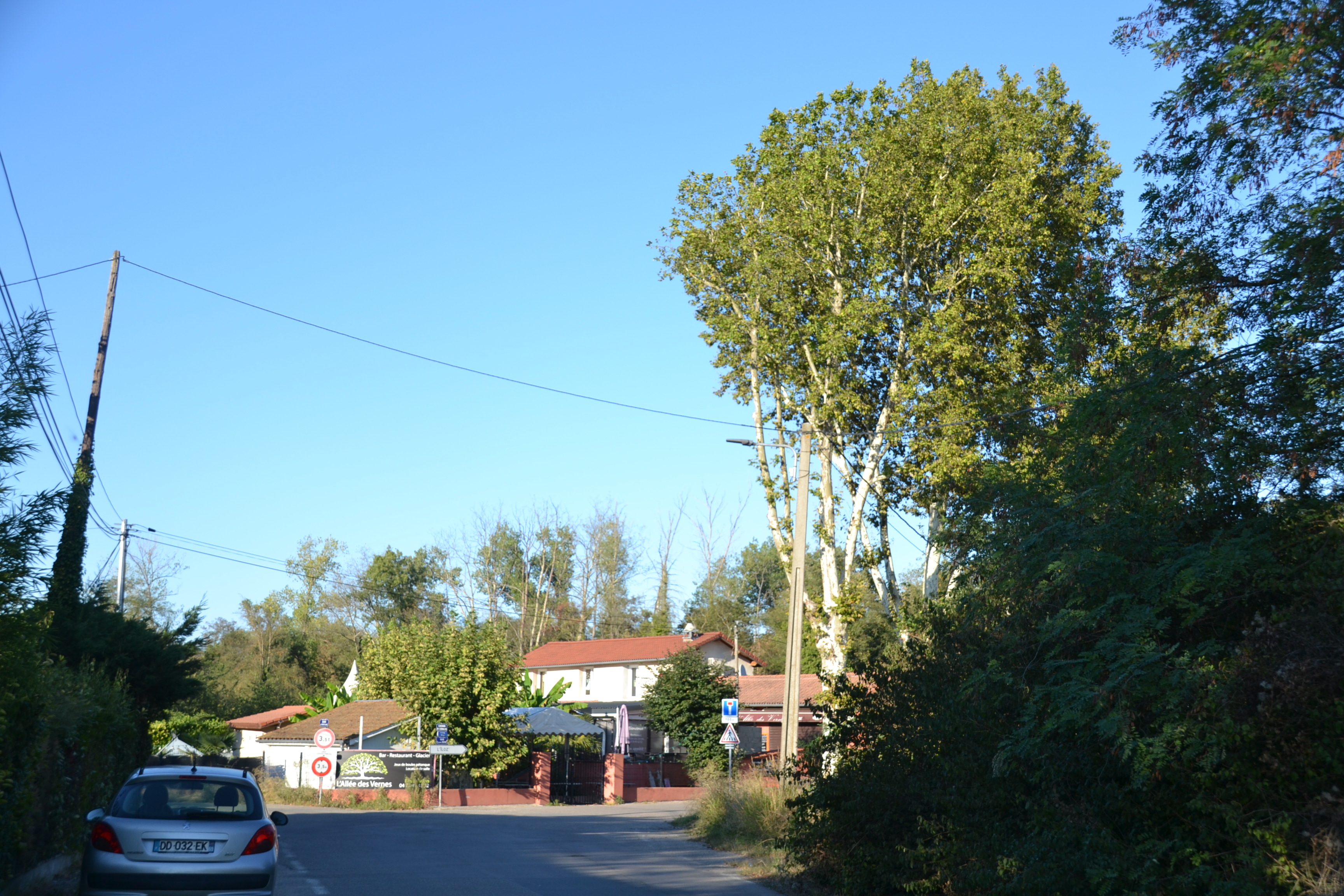
Habitations de la Petite Camargue.

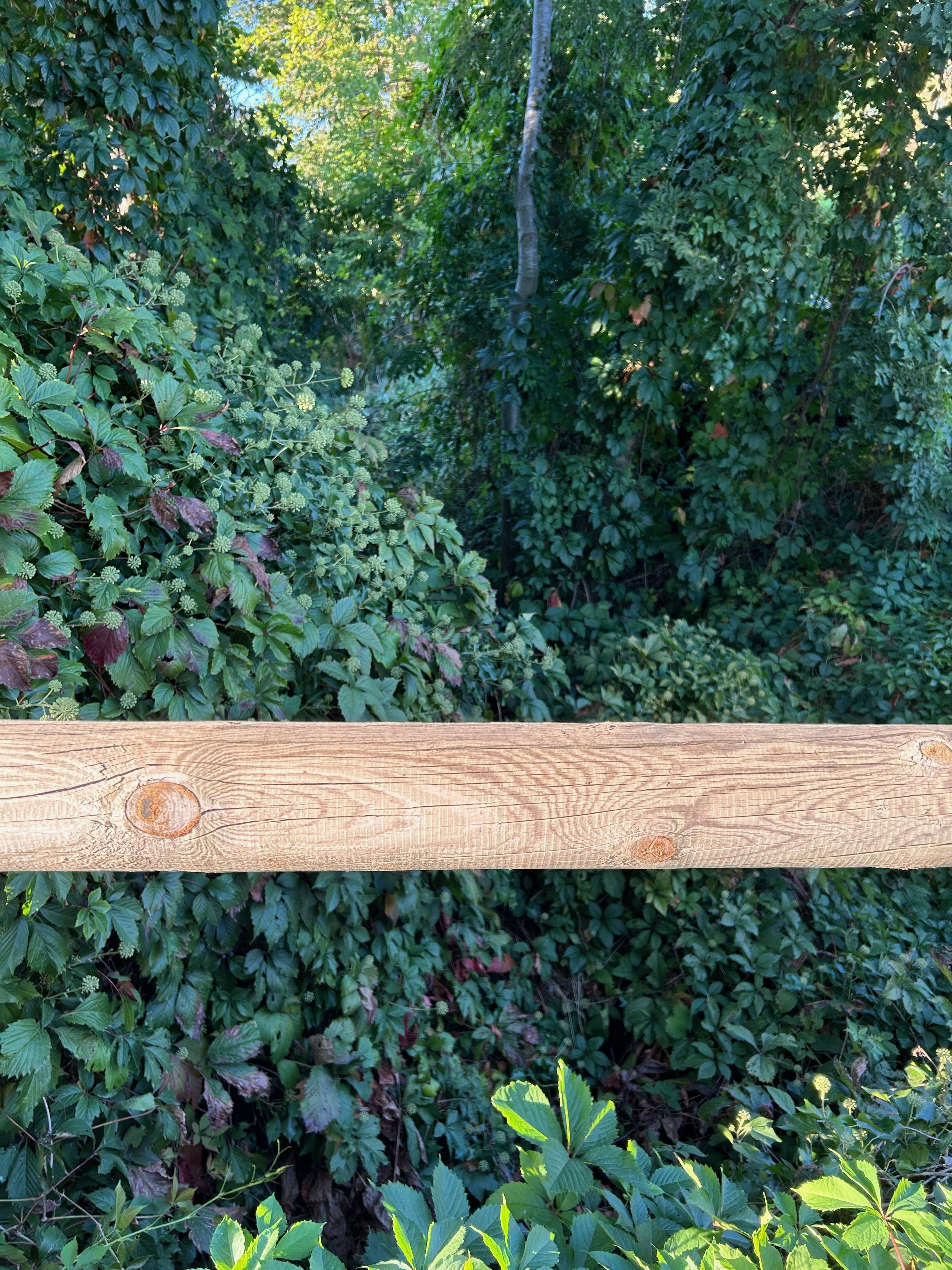
Premier pont répertorié sur la Rize, au niveau du lieu-dit la Petite Camargue (chemin de Cornalon).

De nos jours, on estime par convention que la Rize naît dans le secteur de La Petite Camargue, un hameau situé sur la commune de Décines-Charpieu, à proximité immédiate du lac des Simondières, qui constitue l'un des plans d'eau formant l'ensemble lacustre du Grand Parc de Miribel-Jonage, créé dans les années 1970. Cette localisation, sans être fausse, est incomplète.
Le ruisseau sourd initialement des marais situés au nord des communes de Décines, Vaulx-en-Velin et Villeurbanne. Il s'agit en vérité en partie de la résurgence d'un bras détaché du Rhône, dont le cours a été grandement modifié au cours de l'histoire, notamment en raison de crues récurrentes, dans la section séparant la Côtière au nord du pays du Velin au sud.
Jean Moussa définit la Rize comme résultant des résurgences issues des importants dépôts morainiques de graviers argileux issus des glaciations successives dans la région (Mindel, et surtout Riss et Würm, la constitution des dépôts formant les Balmes viennoises, au pied desquelles la Rize émerge, étant précisément attribuée à la glaciation de Riss) ; aussi ne parle-t-il pas de la « source » de la Rize mais de son « apparition ». Alimentée en grande partie par la nappe souterraine, la Rize peut être qualifiée de « cours d'eau phréatique », pour sa partie orientale tout du moins. Cette situation rapproche la Rize du Loiret, essentiellement nourri d'eaux résurgentes de la Loire. Dans sa partie occidentale (Vaulx-en-Velin), la Rize semble alimenter la nappe en retour.
Le cours de la Rize prend place dans le cours du Rhône à l'époque de la fonte post-würmienne, avant son déplacement vers l'ouest, la Côtière et la Croix-Rousse. Philibert Russo et Amable Audin qualifient la Rize de « bras préhistorique » du Rhône, avant que ce dernier ne migre vers le nord-ouest après la glaciation de Würm. Ce bras longe les Balmes viennoises, sur sa rive gauche, dont le relief se remarque encore de nos jours dans la déclivité marquée du terrain au sud de Villeurbanne, entre Cusset et Montchat. Les mêmes auteurs esquissent un cours ancien de la Rize plongeant dans le Rhône au pied de l'actuelle montée de Choulans, quand[Quand ?] la confluence Rhône-Saône s'effectuait en amont de l'actuelle presqu'île. De nouvelles recherches menées ultérieurement laissent à penser que la Rize s'est aussi établie aux environs du IIe siècle dans un lit que le Rhône a utilisé au Néolithique moyen.

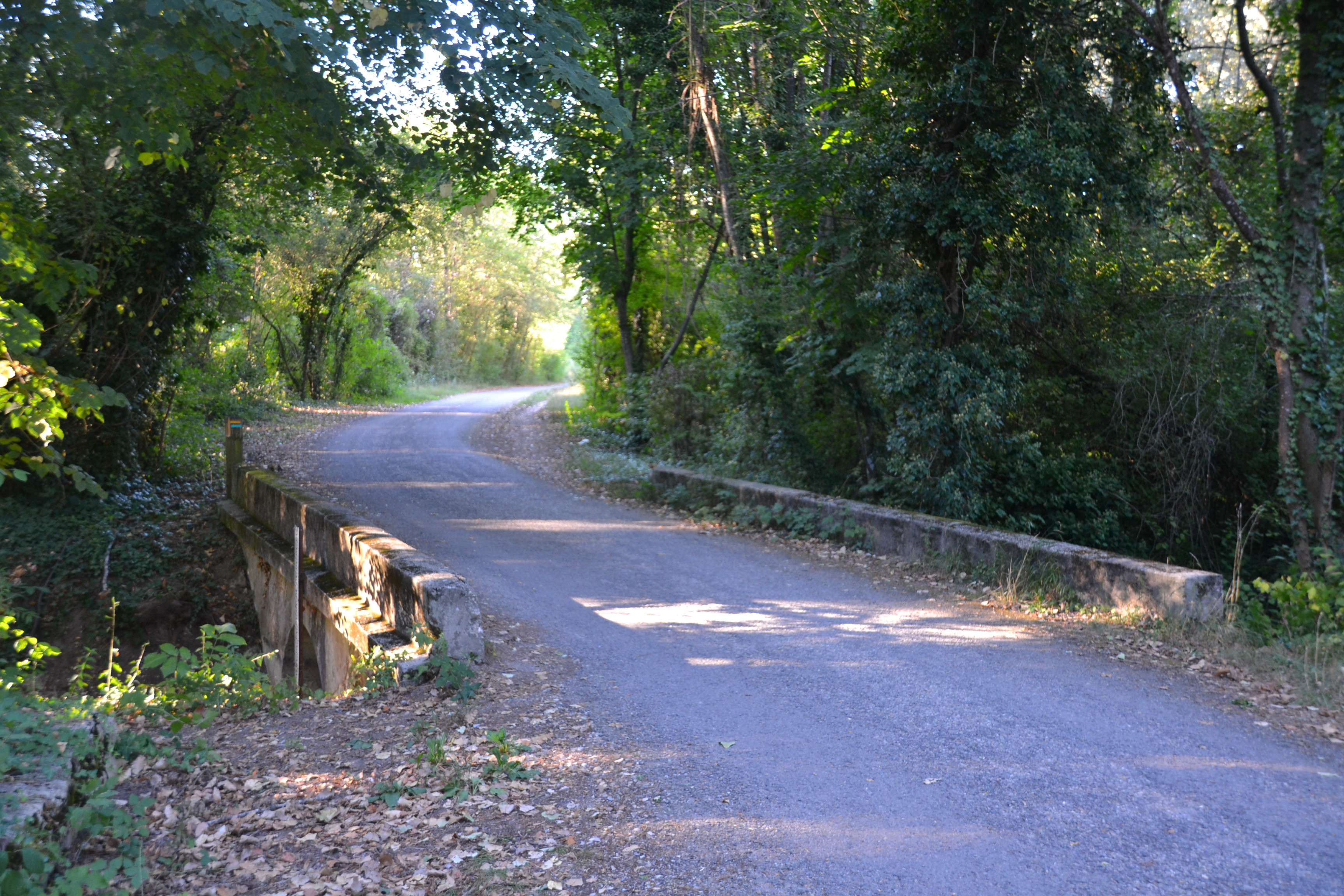
Pont sur la Bletta, entre les Allivoz et les Simondières, à environ 600 m à l'est du début du cours de la Rize.

L'émergence de la Rize se fait donc dans un contexte hydrologique complexe, marécageux, marqué par la présence de plusieurs autres cours d'eau de même régime, comme le Rizan, la Bletta (ou ruisseau du Gua) ou le ruisseau du Plat (ou Plan), auxquels elle est connectée par des fossés aléatoirement en eau. Dans les faits, le cours d'eau émane donc de plusieurs « sources », dont une autre était probablement située au niveau du réservoir du Grand-Large avant sa création dans les années 1890,. La carte d'état-major de 1866, quant à elle, présente la Rize comme étant en outre parallèlement alimentée par des ruisseaux dérivant directement du Rhône dans le secteur de Jonage, et non seulement des résurgences.
Sur les cartes du XXe et XXIe siècles, aucune source de la Rize n'est d'ailleurs mentionnée, l'amont du cours d'eau étant présenté en connexion directe avec le ruisseau du Gua (lui-même connecté au lac des Eaux Bleues au nord), la jonction se faisant entre Les Simondières et La Petite Camargue, à une altitude d'environ 174 m,, et à 3,5 km à l'est-nord-est du bourg de Vaulx-en-Velin. Le ruisseau du Gua, qui dessert le moulin de Cheyssin, est d'ailleurs parfois présenté comme lieu de naissance de la Rize. À cet égard, la Rize peut aujourd'hui être qualifiée de cours d'eau « sans source » du point de vue hydrologique.

### Cours amont
Tout au long de son cours amont historique, la Rize s'alimente d'autres résurgences. Son cours amont, essentiellement à l'air libre, concerne les communes de Décines, Vaulx et de façon très marginale, Villeurbanne.

#### Décines-Charpieu
La Rize chemine d'abord vers le sud, parallèle à la rue Claude-Monet, puis la rue Auguste-Rodin dont elle est distante d'une cinquantaine de mètres en moyenne. Elle longe ainsi l'arrière des parcelles résidentielles qui donnent sur ces deux rues, tandis qu'elle est bordée sur sa gauche par une vaste parcelle agricole, donnant d'autre part sur l'ancien moulin de Cheyssin. Dans le secteur des Terres Noires, après environ 1 200 m de cheminement, elle bifurque brutalement vers le sud-ouest, à seulement 150 m du réservoir du Grand-Large, qu'elle longe ensuite sans jamais s'en approcher à moins de 100 m, et emprunte un tracé creusé au XIXe siècle.

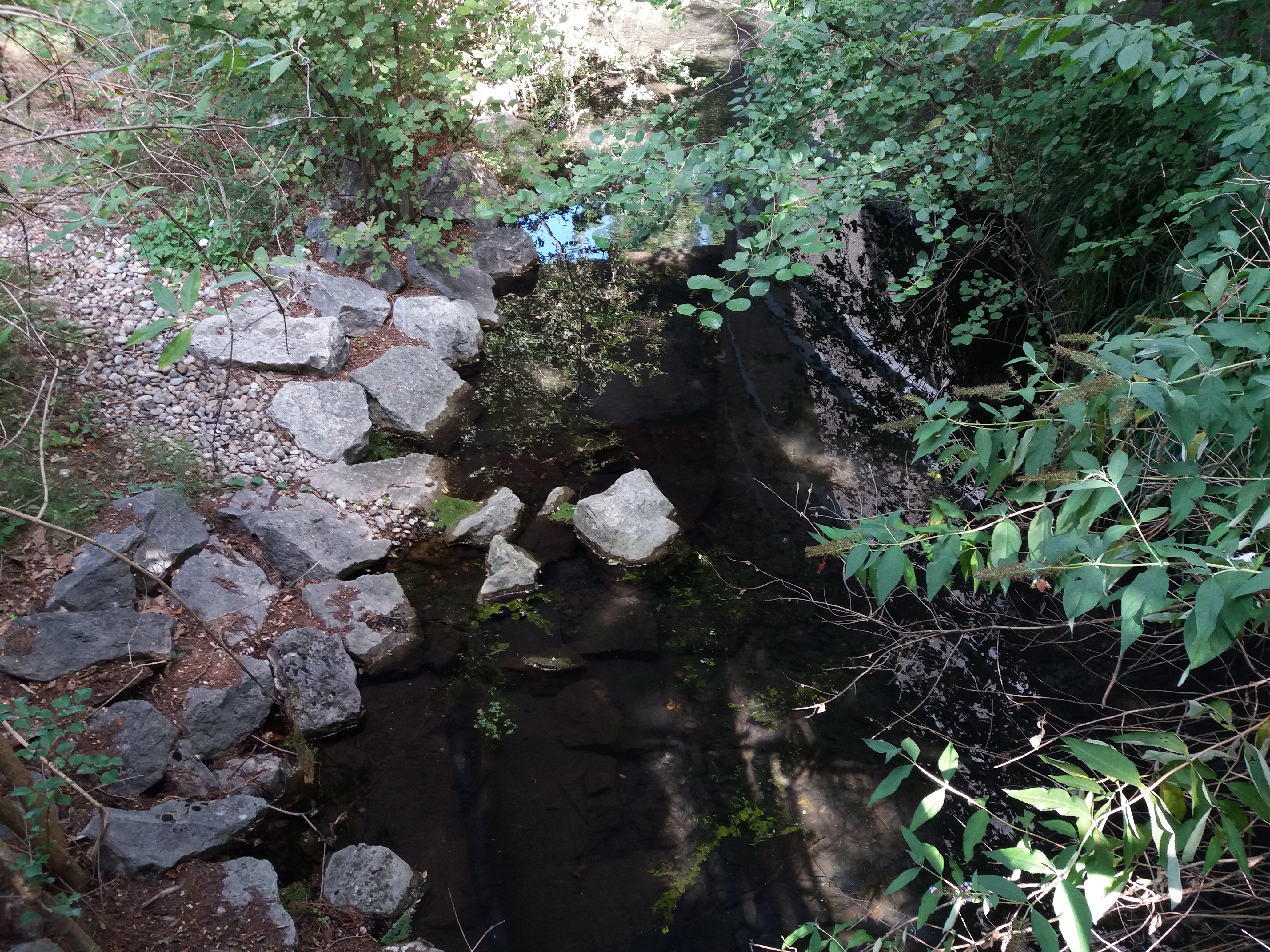
La Rize au niveau de la rue Claude-Monet.
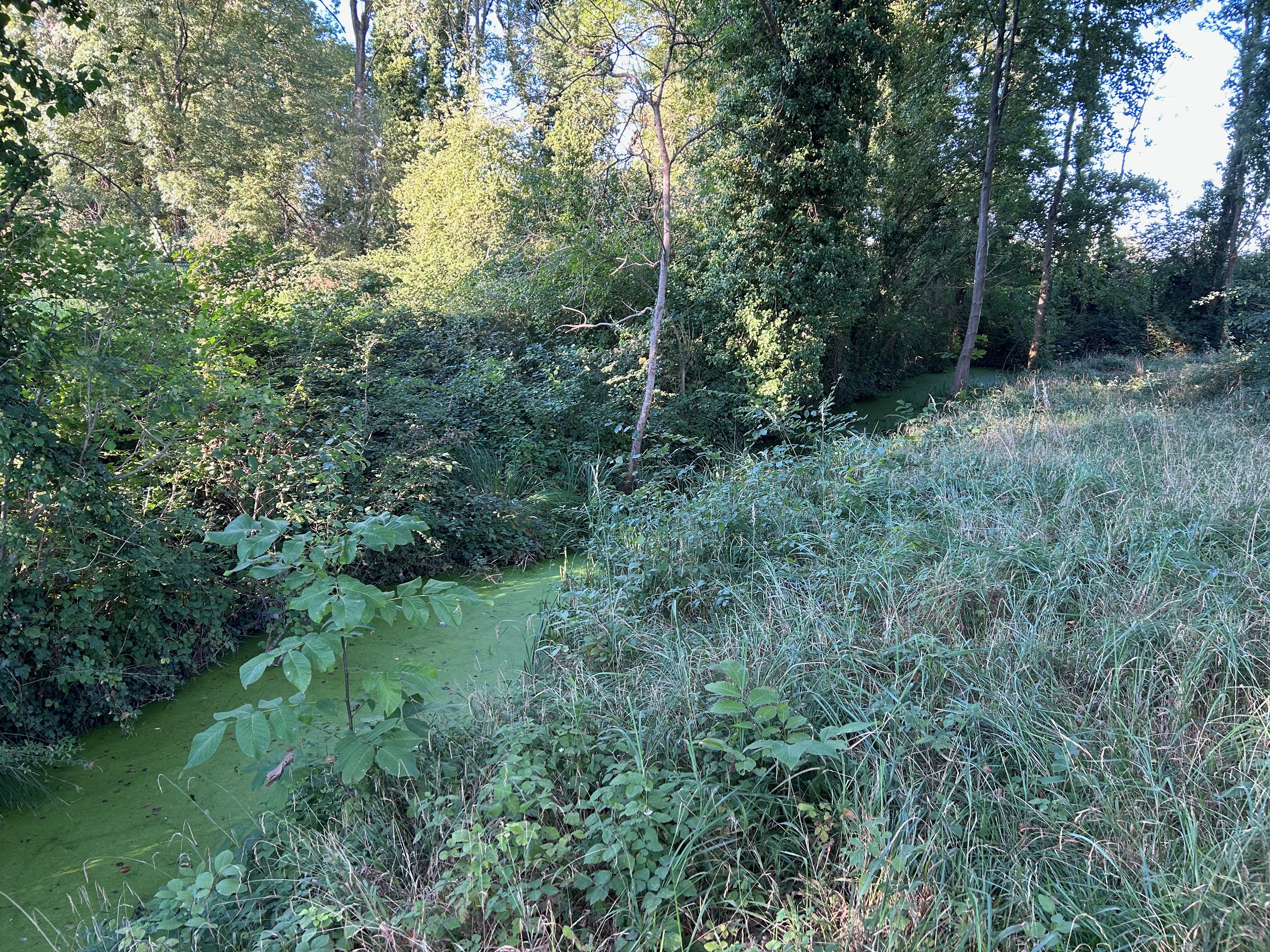
La Rize juste après la bifurcation des Terres Noires.
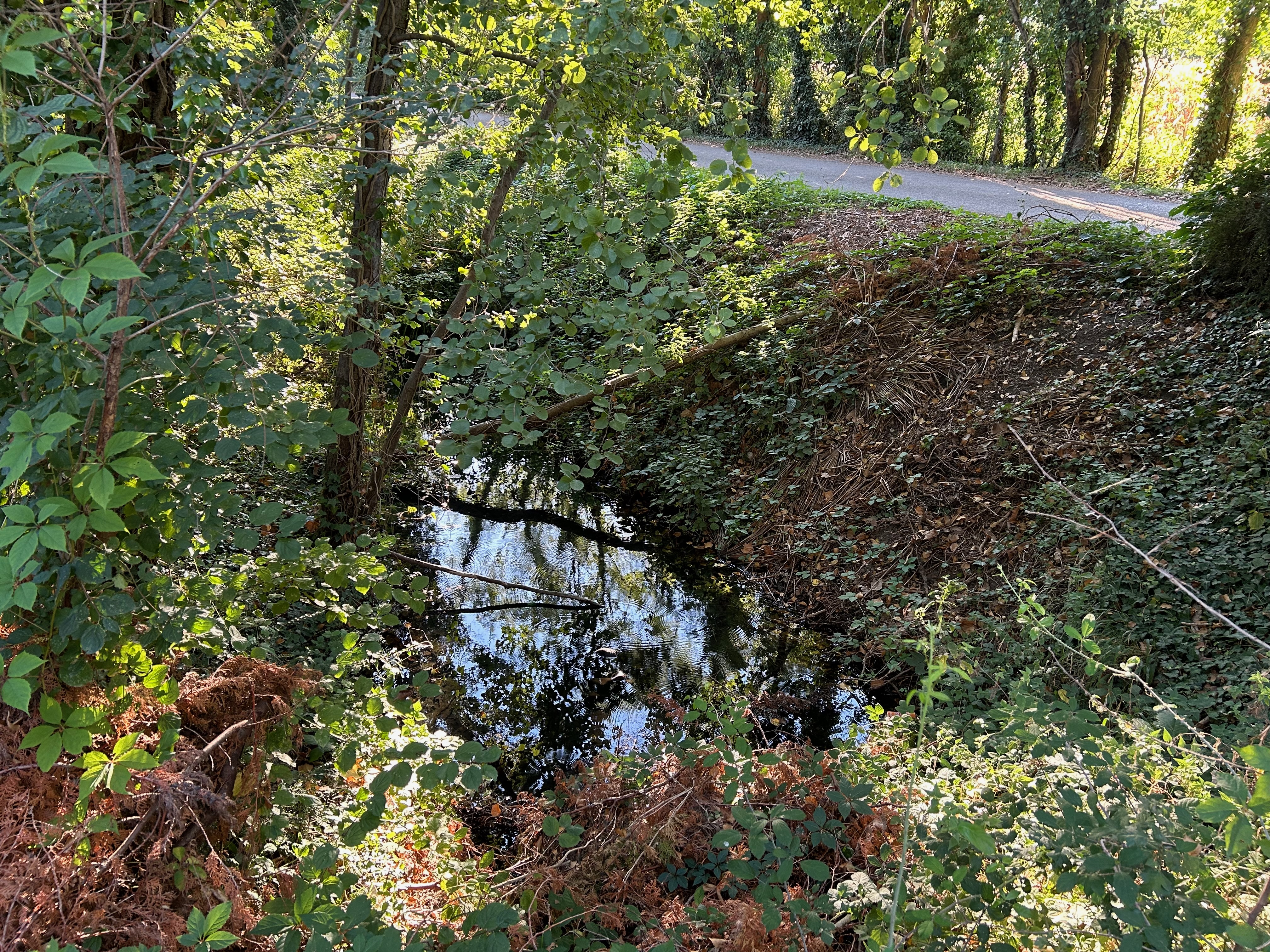
La Rize au niveau de la rue Auguste-Rodin.

Le ruisseau est dès lors longé en rive droite par la promenade de la Rize, aménagée pour la promenade à pied ou à vélo. Deux passerelles pédestres permettant d'atteindre la rive gauche (passerelle des Platanes, passerelle des Bouleaux) apparaissent abandonnées au début des années 2020. La Rize est ensuite traversée par un premier petit pont routier, au niveau du chemin des Cent-Écus, qui permet d'accéder au contre-canal de Jonage. La Rize passe ensuite sous la RN 346 (« rocade Est de Lyon »), et est alors traversée par deux nouveaux franchissements, dont l'un est routier (extrémité de la rue Claude-Monet). Le cours d'eau est ensuite suivi par le chemin de la Rize, borde le champ de captage d'eau potable de la Rubina avant d'être à nouveau croisé par une route carrossable, la route de Vaulx.

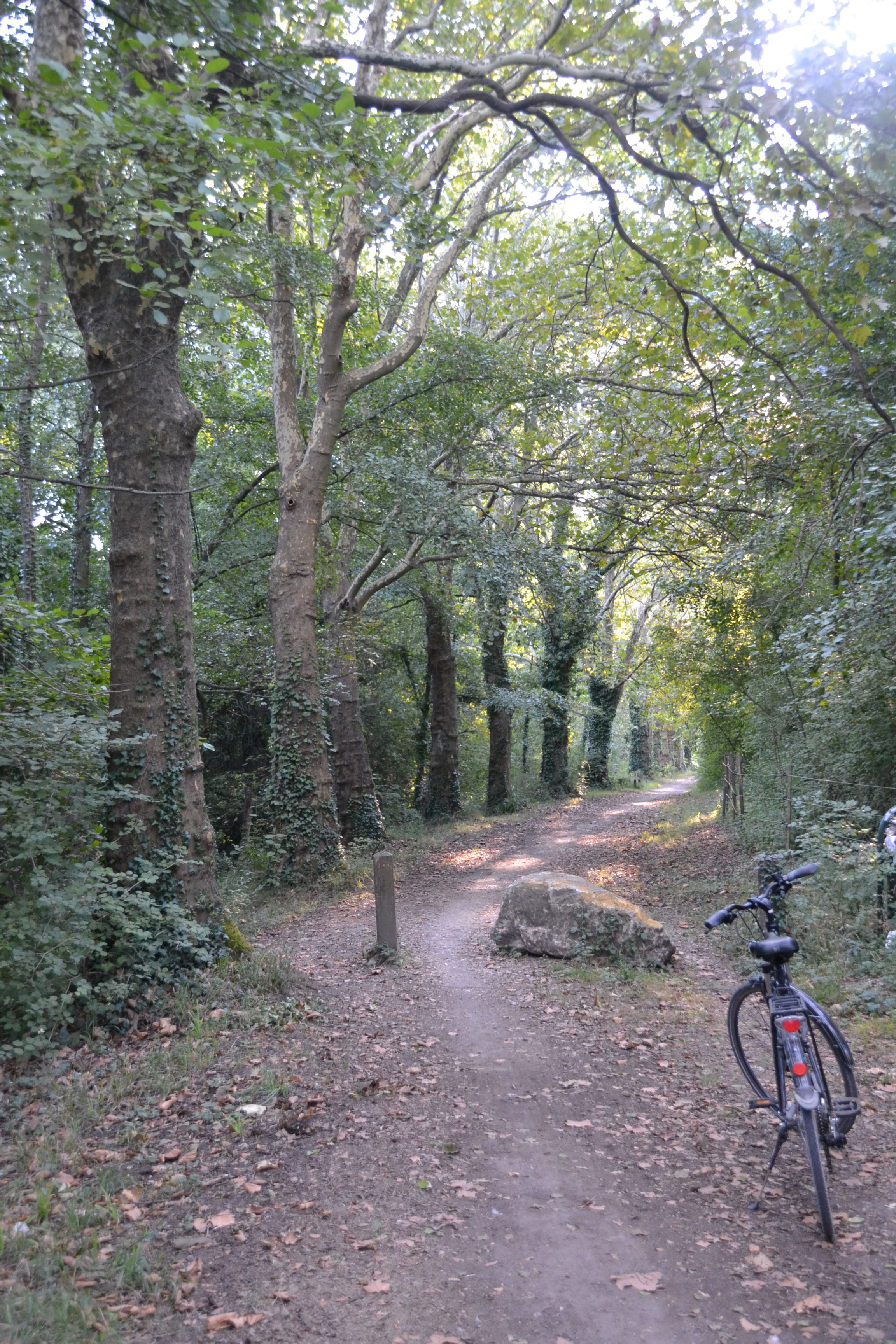
Promenade de la Rize.
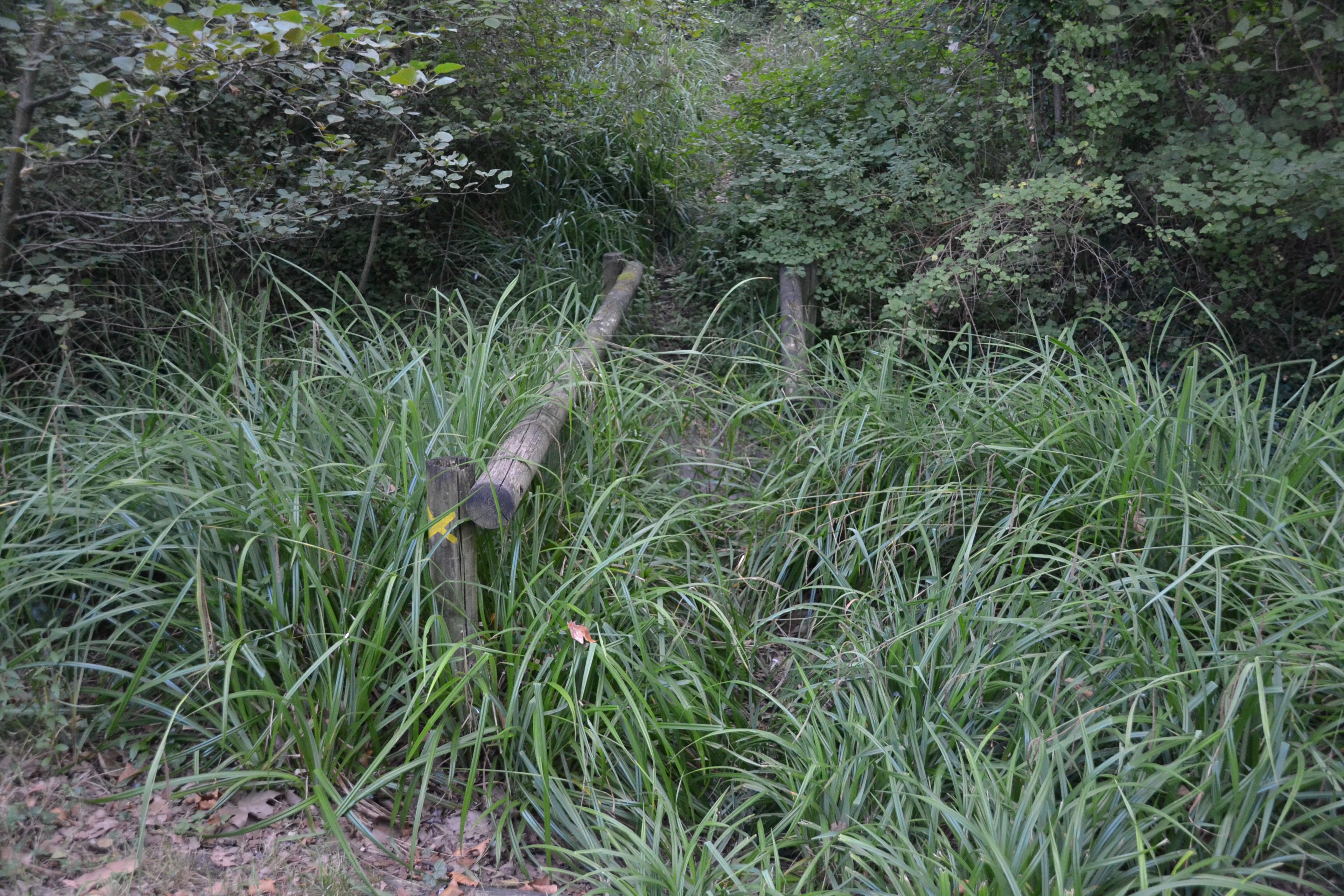
Passerelle envahie par la végétation, promenade de la Rize.
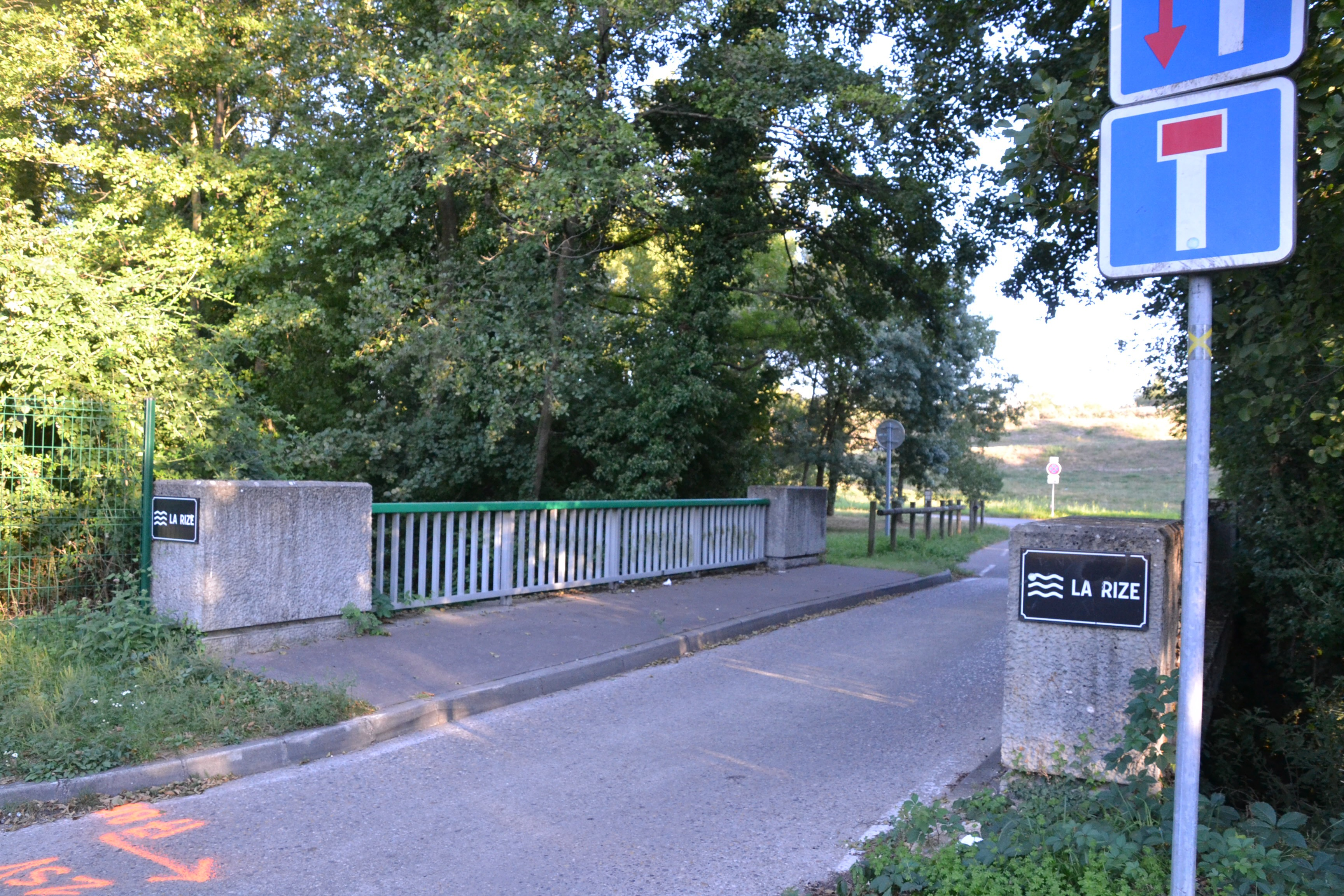
Petit pont du chemin des Cent-Écus sur la Rize.
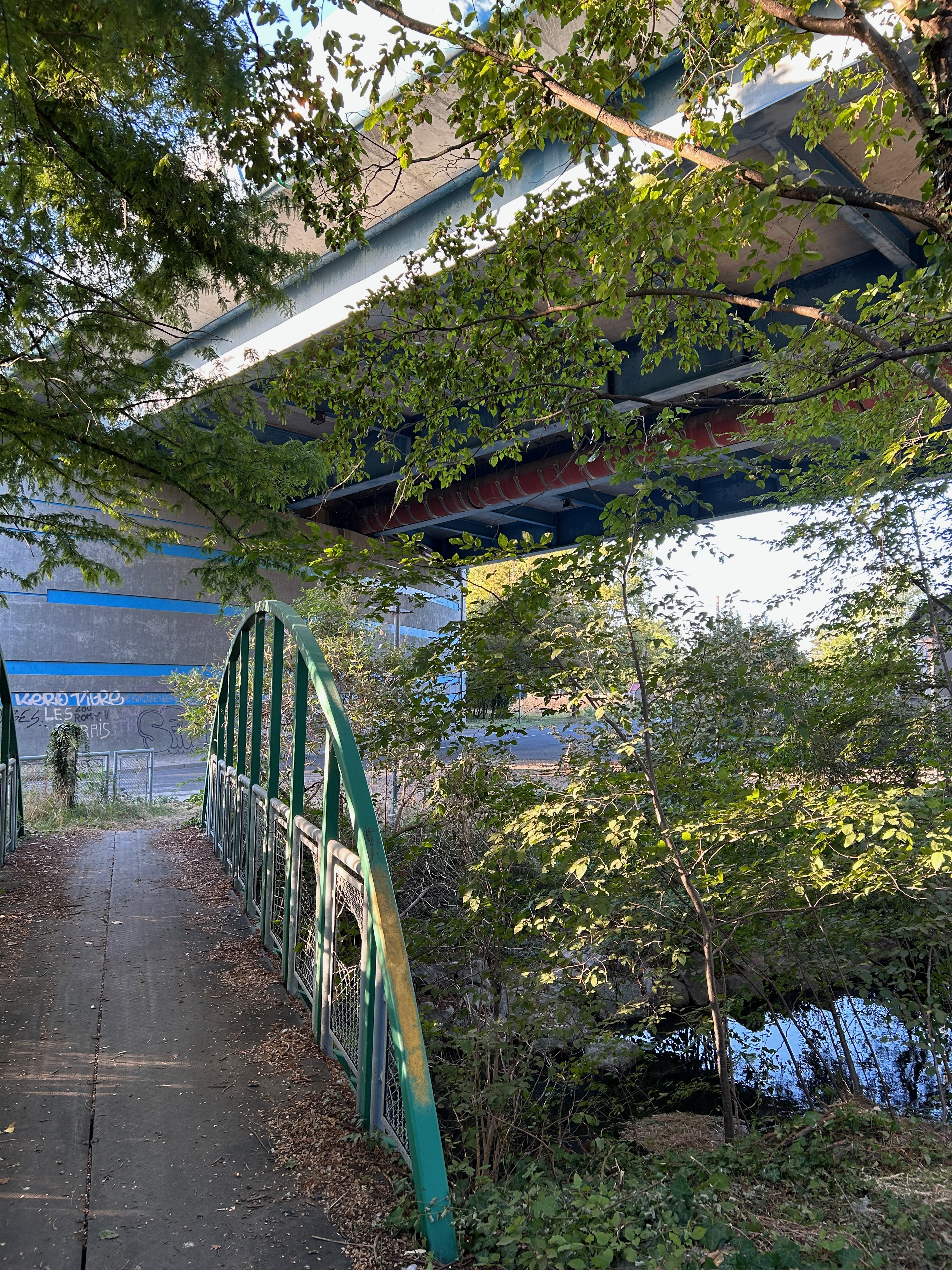
La Rize passant sous la rocade Est de Lyon.
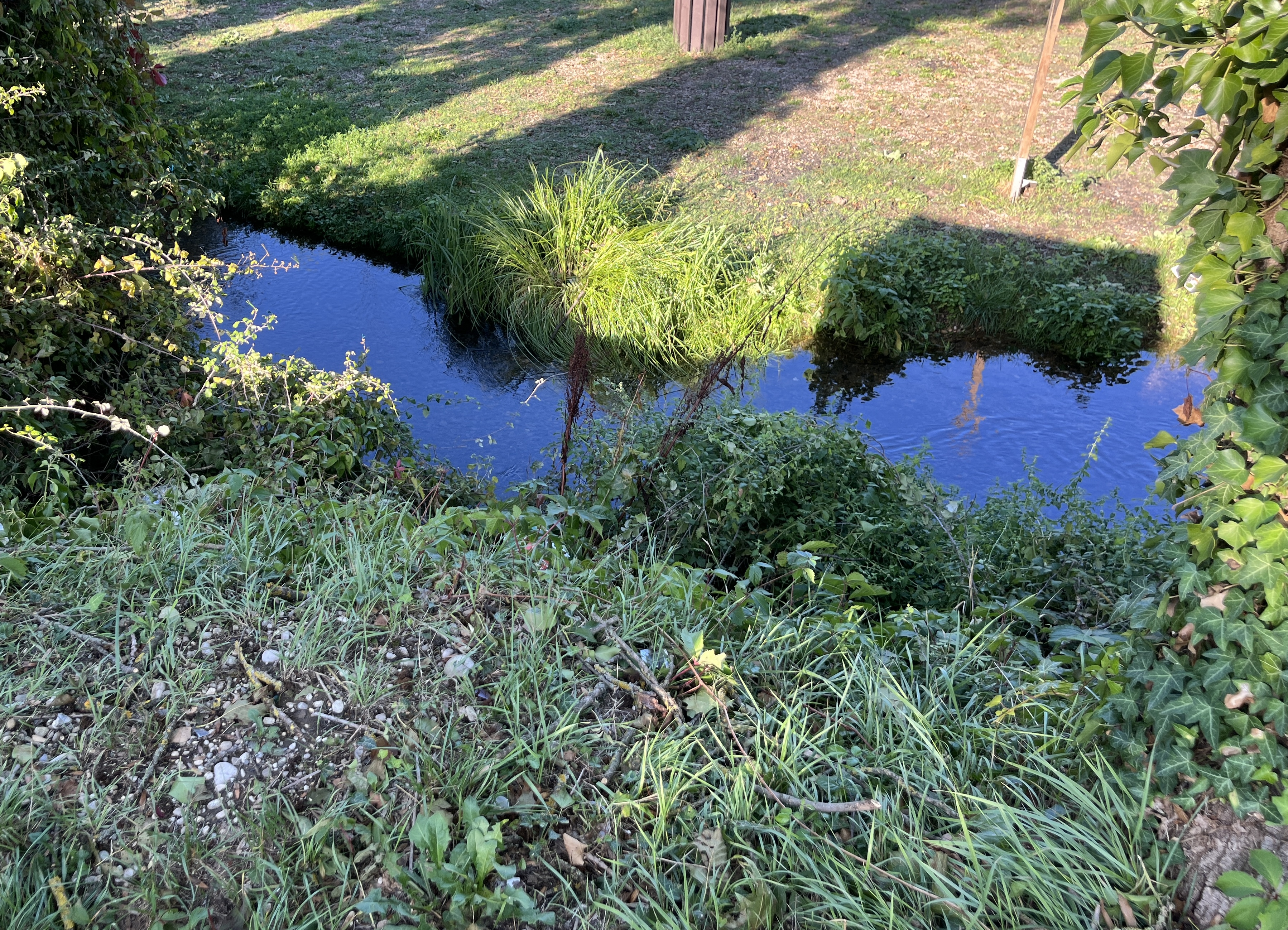
La Rize au niveau du chemin de la Rize.

Après la route de Vaulx, la suite de son parcours décinois se fait dans un contexte périurbain (secteur des Jonchères) marqué par le maintien d'une ripisylve et l'aménagement de chemins piétonniers de part et d'autre (chemin de la Rize en rive droite et promenade de l'Ondine en rive gauche), reliés par un gué, puis deux passerelles (passerelle de l'Ondine, passerelle des Noyers). Au niveau de Sous-Ratier, la Rize entre dans sa première portion busée, longue de 600 m, qui la fait longer une allée en impasse (chemin du Mas Sous-Rattier) et le sud de la zone industrielle de la Rize, puis traverser la route reliant Vaulx-en-Velin à Bron et qui se divise ici en deux traversées du canal de Jonage : le pont de la Sucrerie et le pont de la Soie.

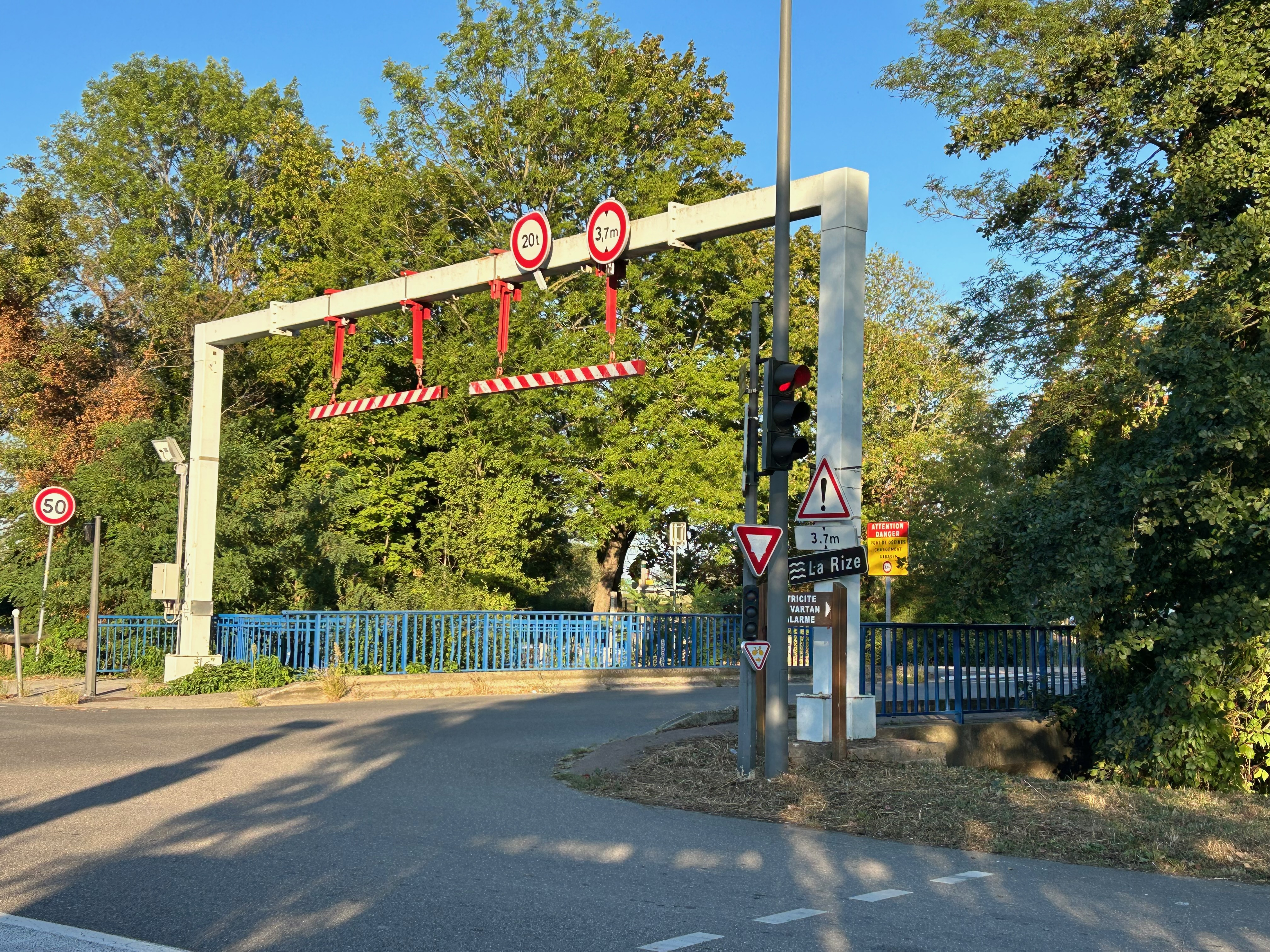
Pont de la route de Vaulx.
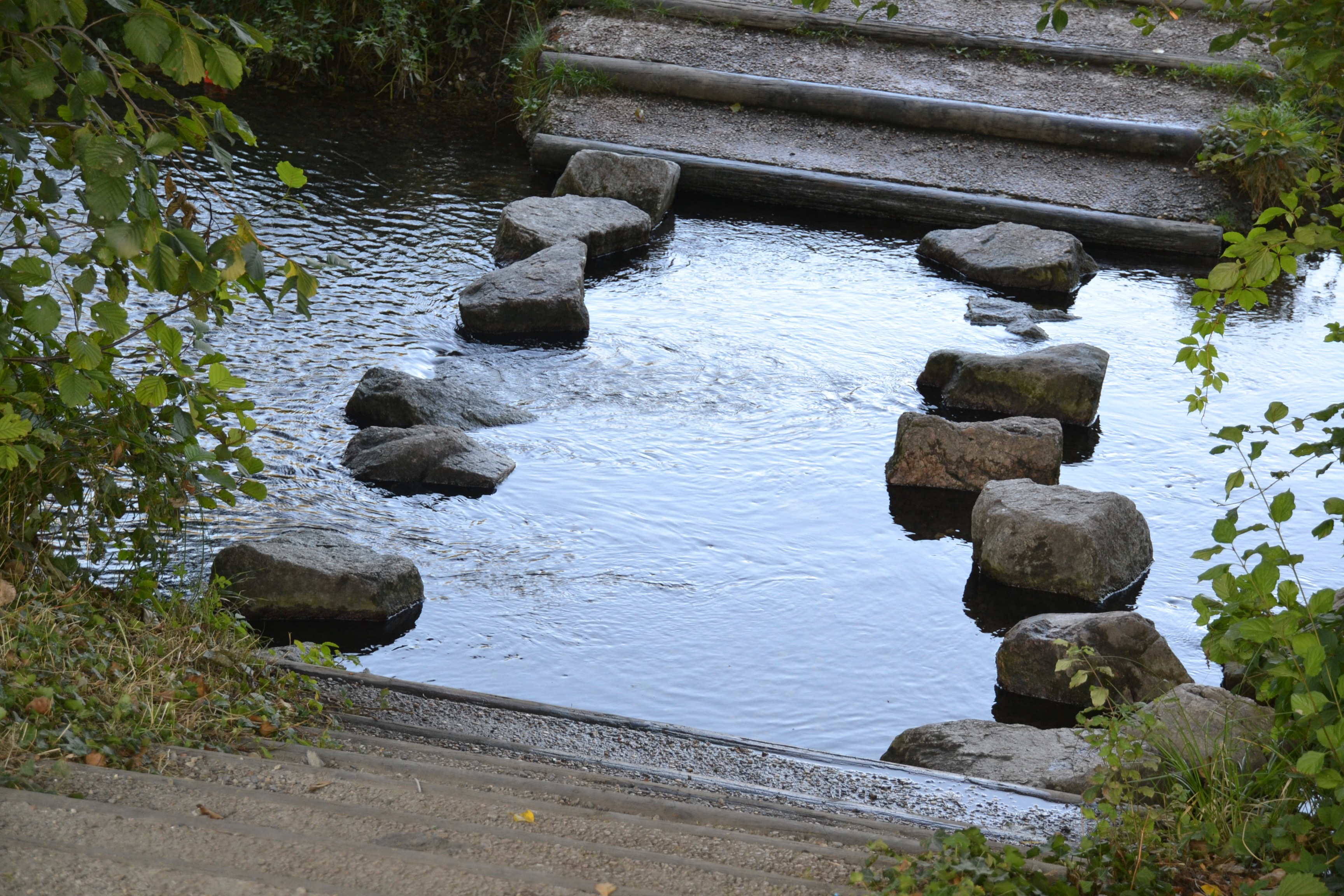
Gué de l'Iris.
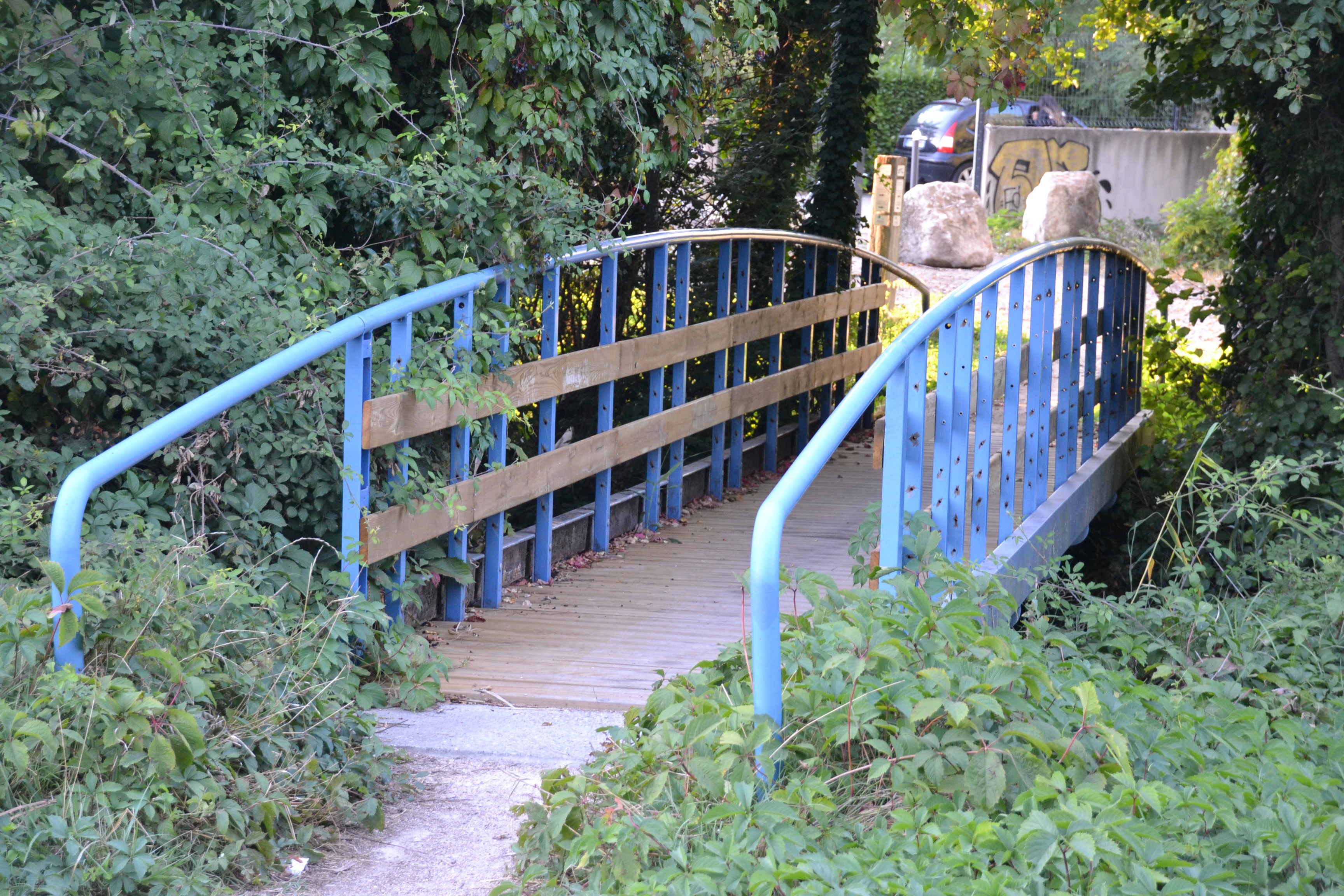
La passerelle des Noyers.

#### Vaulx-en-Velin
La Rize entre dès lors sur le territoire de Vaulx-en-Velin, après un parcours d'environ 4 km. Rejointe par le contre-canal du canal de Jonage au-delà du Pont de la Sucrerie, elle poursuit son chemin vers l'ouest en bordant les quartiers urbanisés et résidentiels de Vernay et du Pont des Planches ainsi que la zone artisanale de la Rize, dans l'axe de l'avenue Grandclément, qui longe sa rive droite. La rive gauche est aménagée pour la promenade. Plusieurs passerelles piétonnes franchissent successivement le ruisseau sur une portion longue d'environ 600 m (passerelle du Déjeuner-sur-l'Herbe, des Promeneurs, des Sportifs, des Artistes et des Jardiniers). La rive gauche abrite un parcours sportif sur la prairie humide qui sépare la Rize du canal.

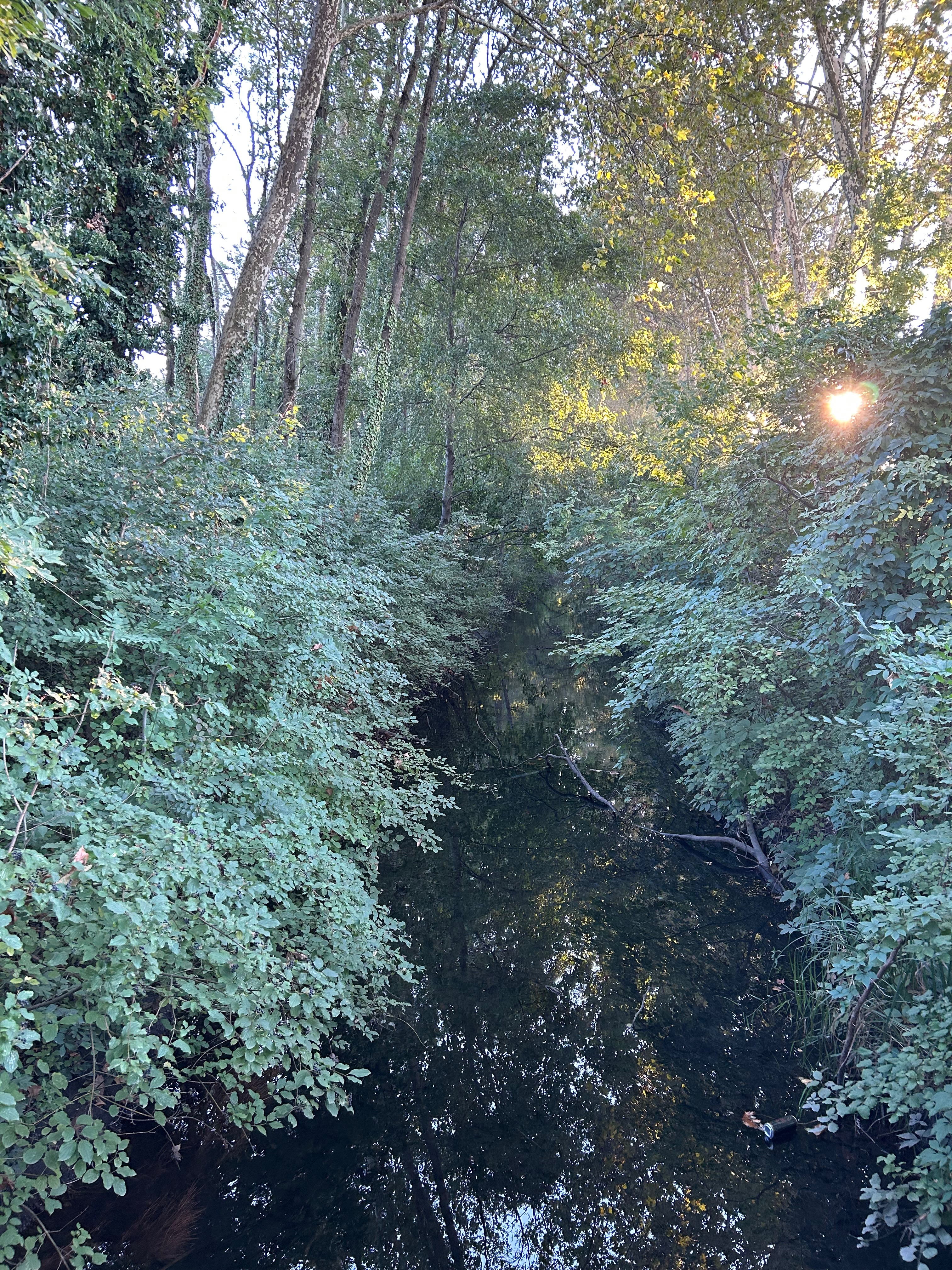
La Rize à Vaulx.
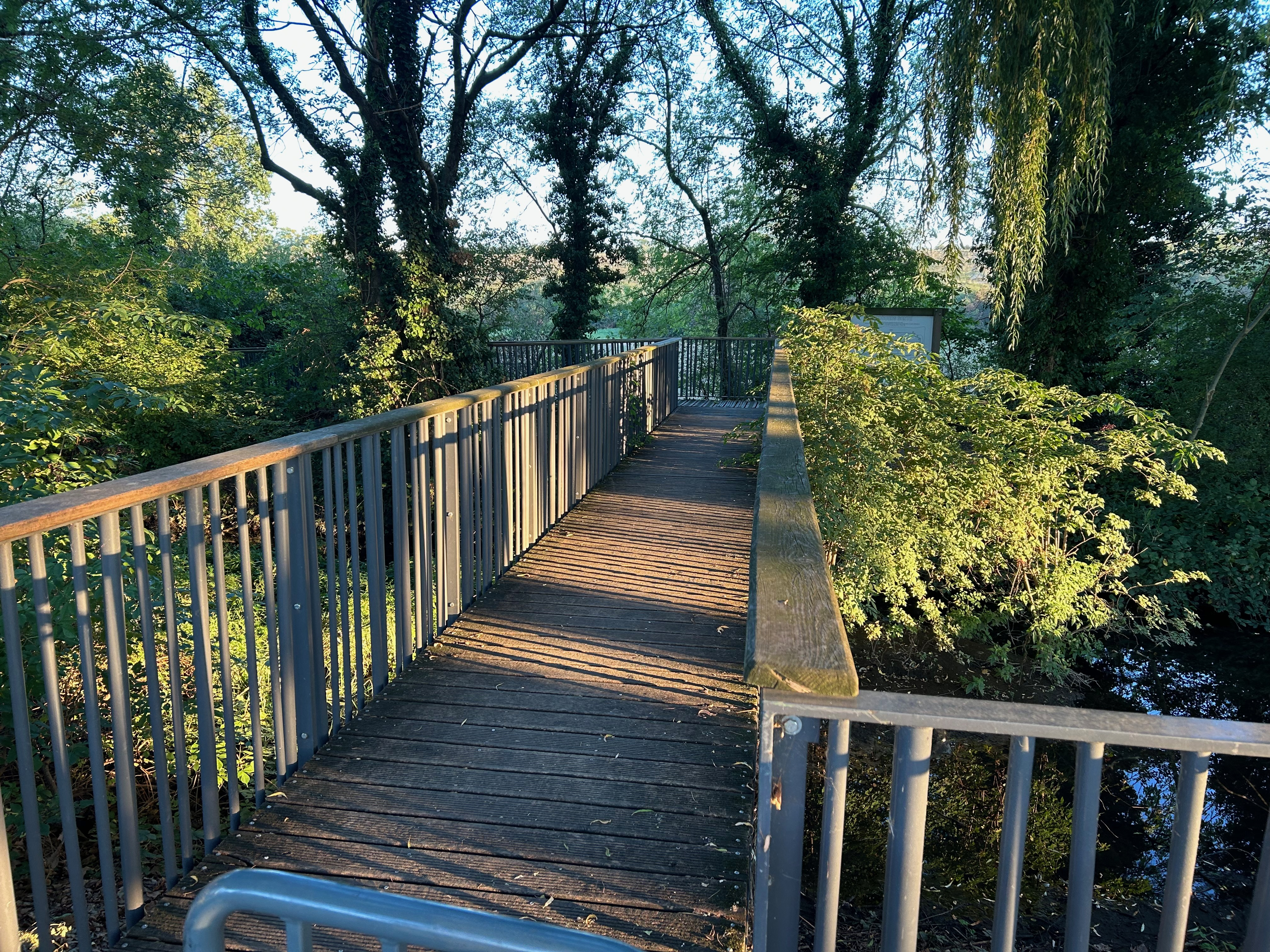
La passerelle des Sportifs, un des franchissements piétonniers de la Rize à Vaulx-en-Velin.
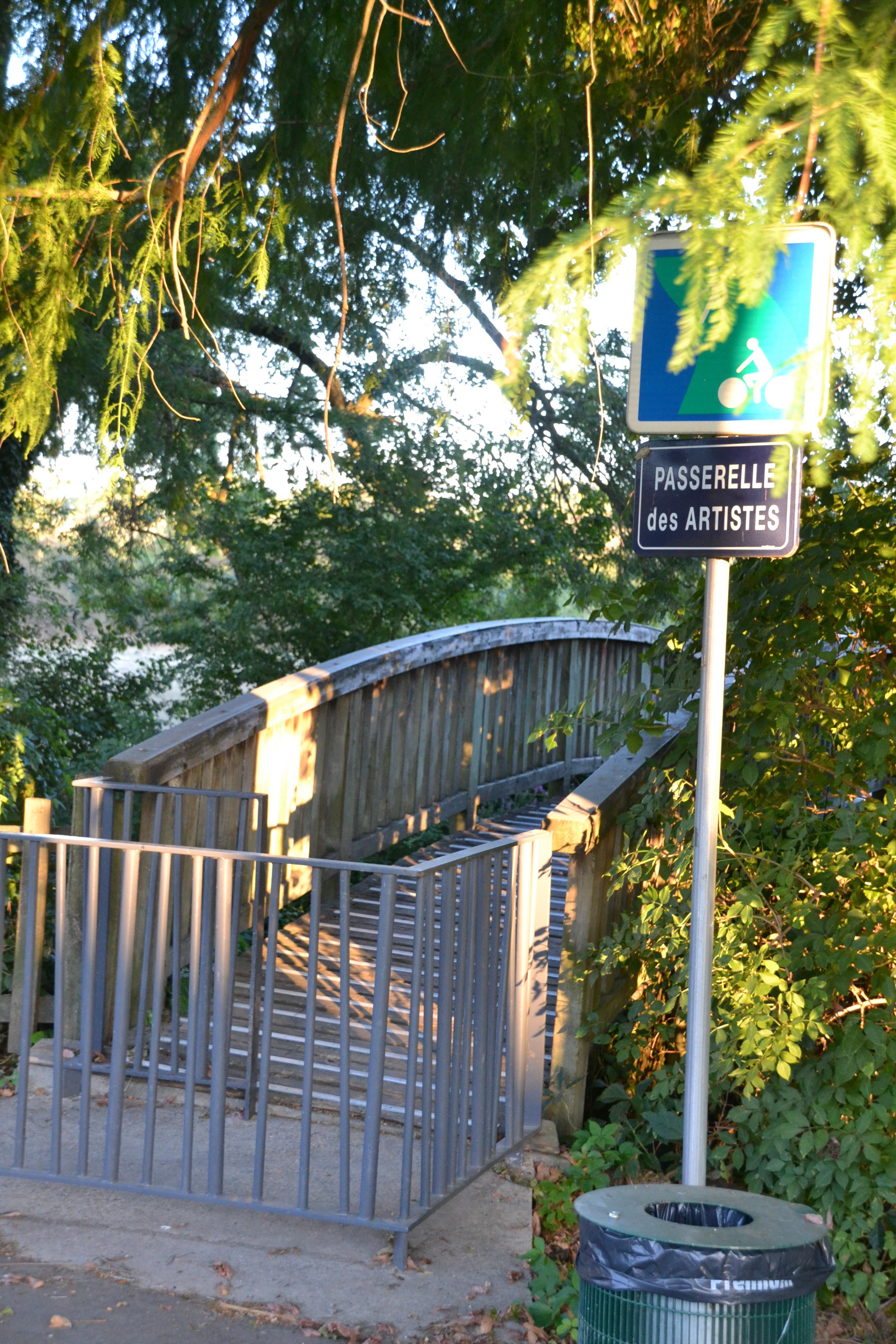
La passerelle des Artistes.
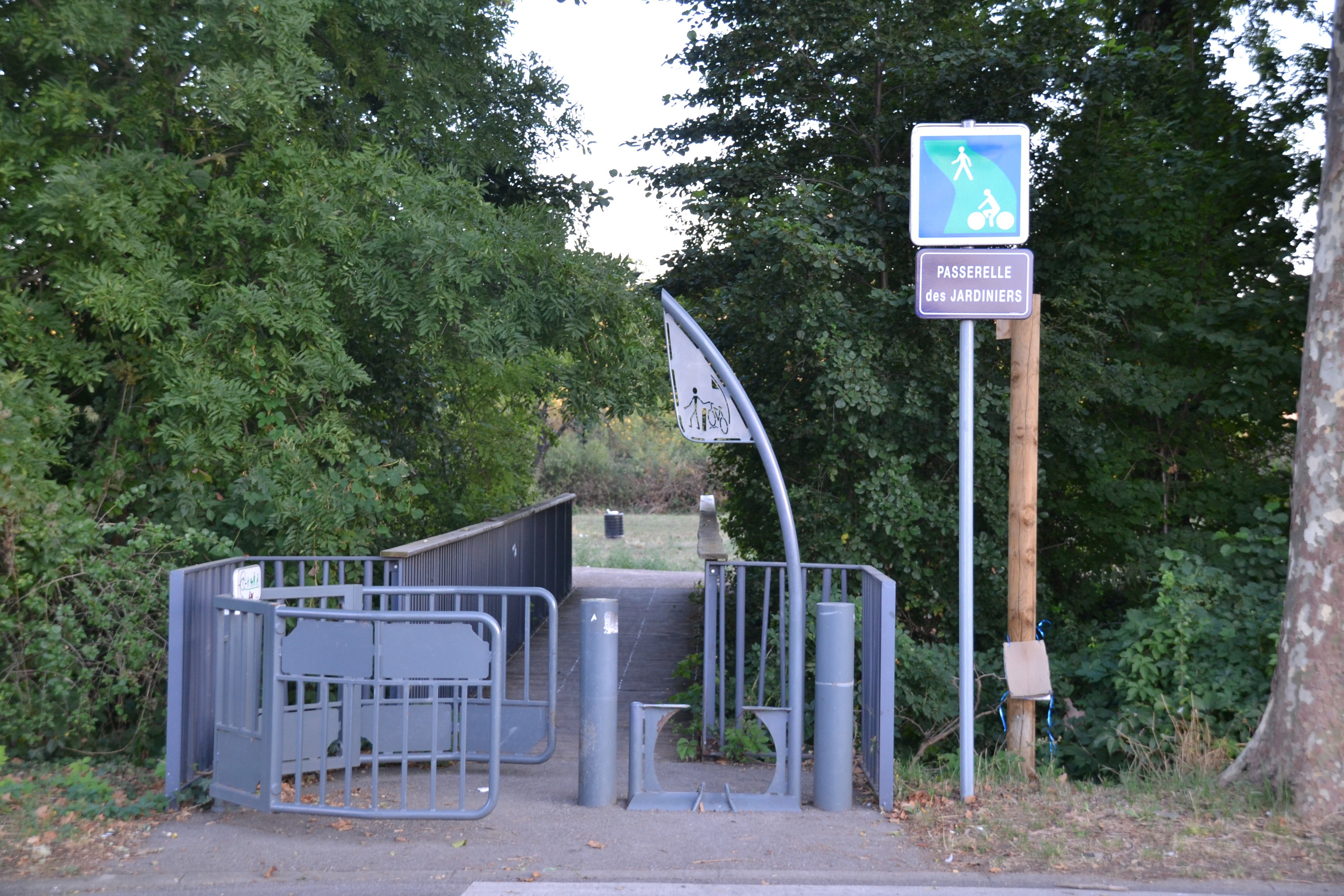
La passerelle des Jardiniers.

#### Exutoires dans le canal de Jonage
Le ruisseau poursuit plein ouest pour rejoindre le canal de Jonage en passant une écluse, juste avant le pont de Cusset et après avoir effectué ses 50 derniers mètres sur le territoire de Villeurbanne. Les eaux de la Rize rejoignent ici celles du Rhône.
À ce premier exutoire s'ajoutent deux autres issues : l'une consiste en un bras traversant la station de relèvement des eaux usées de Cusset, 200 m plus à l'ouest, avant de finir dans le canal de Jonage au pied du pont de Cusset.
L'autre se dissocie de la Rize en rive droite juste avant l'écluse, déviée vers le nord-ouest, et franchit l'avenue Grandclément pour irriguer quelques jardins ouvriers sur environ 500 m de long avant de replonger dans le canal dans l'axe de la rue Tita-Coïs. Ce bras constitue l'amorce d'une ancienne diffluence de la Rize, qui avant le percement du canal de Jonage regagnait le Rhône à la Doua, ce qui apparaît nettement sur la carte d'état-major de 1866 ou la carte topographique du Rhône établie en 1885. Sur certaines cartes de l'époque, comme la carte d'état-major de 1892 (feuille XXII-25), cette diffluence marécageuse longue de 4 à 5 km porte même le nom de la Rize. Il s'agit en fait d'un ancien bras majeur du Rhône, que le fleuve a abandonné après une crue importante au XIVe siècle. Aujourd'hui en partie avalée par le canal de Jonage, cette portion ancienne du ruisseau reparaît en partie plus en aval sous la forme d'un fossé en rive droite du canal, qui supporte encore la limite administrative entre Villeurbanne (quartier Saint-Jean) et Vaulx-en-Velin.
Son tracé contemporain à l'air libre s'achève ici, près du pont de Cusset. La suite du cours historique de la Rize est décrite dans la partie suivante.

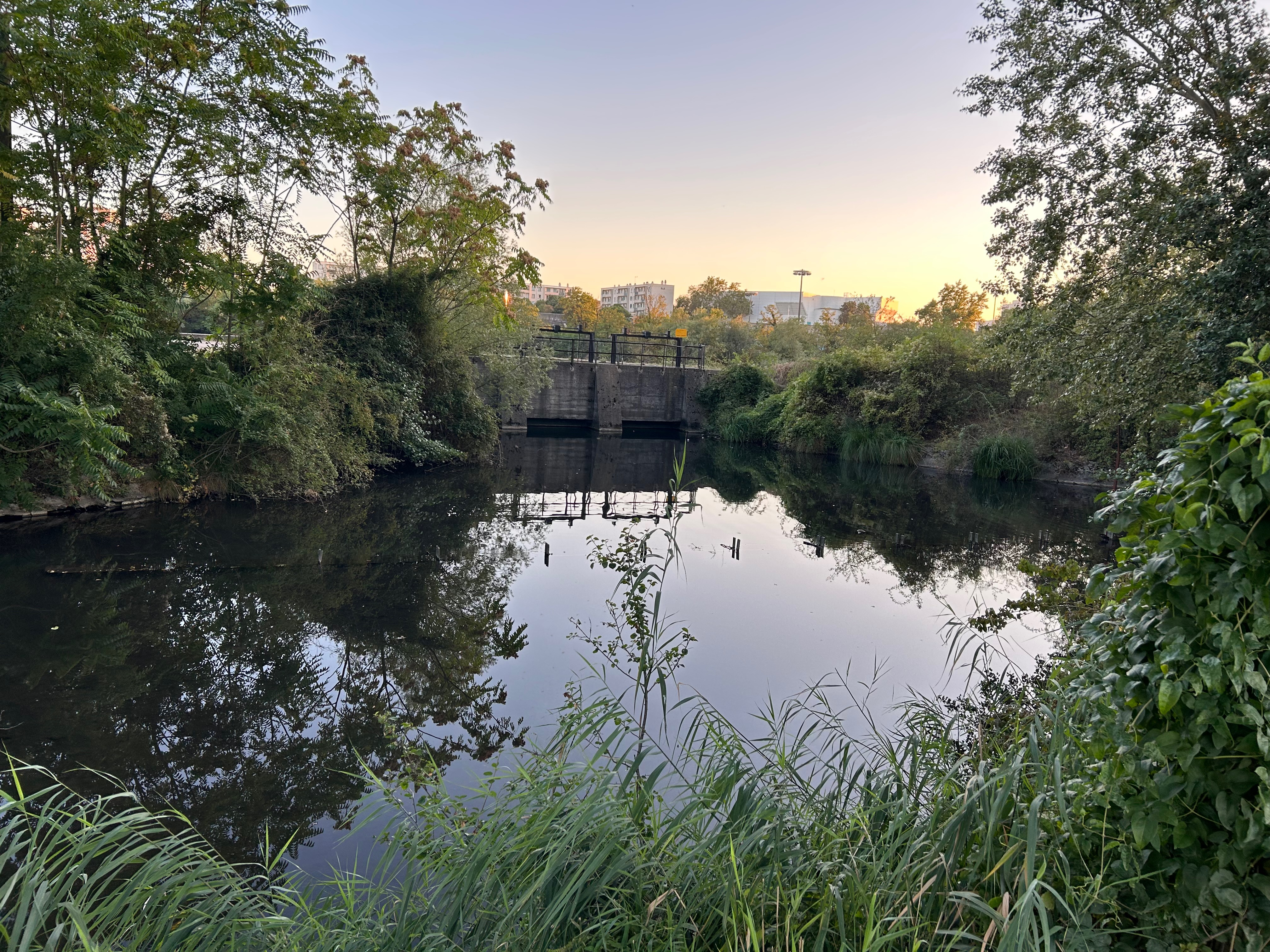
Fin du parcours de la Rize : vue de l'écluse depuis l'avenue Grandclément.
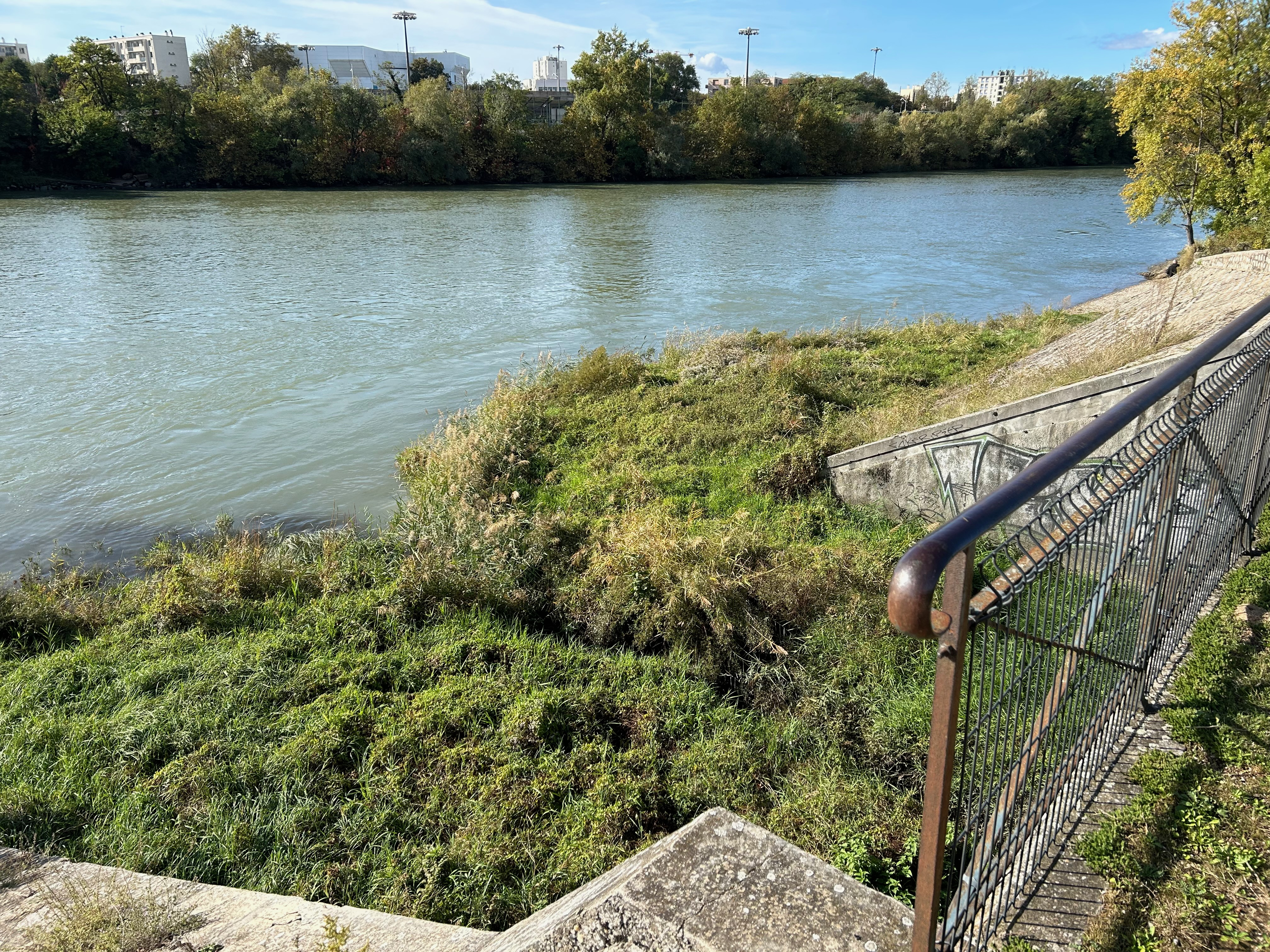
Fin du parcours de la Rize : exutoire principal dans le canal de Jonage.
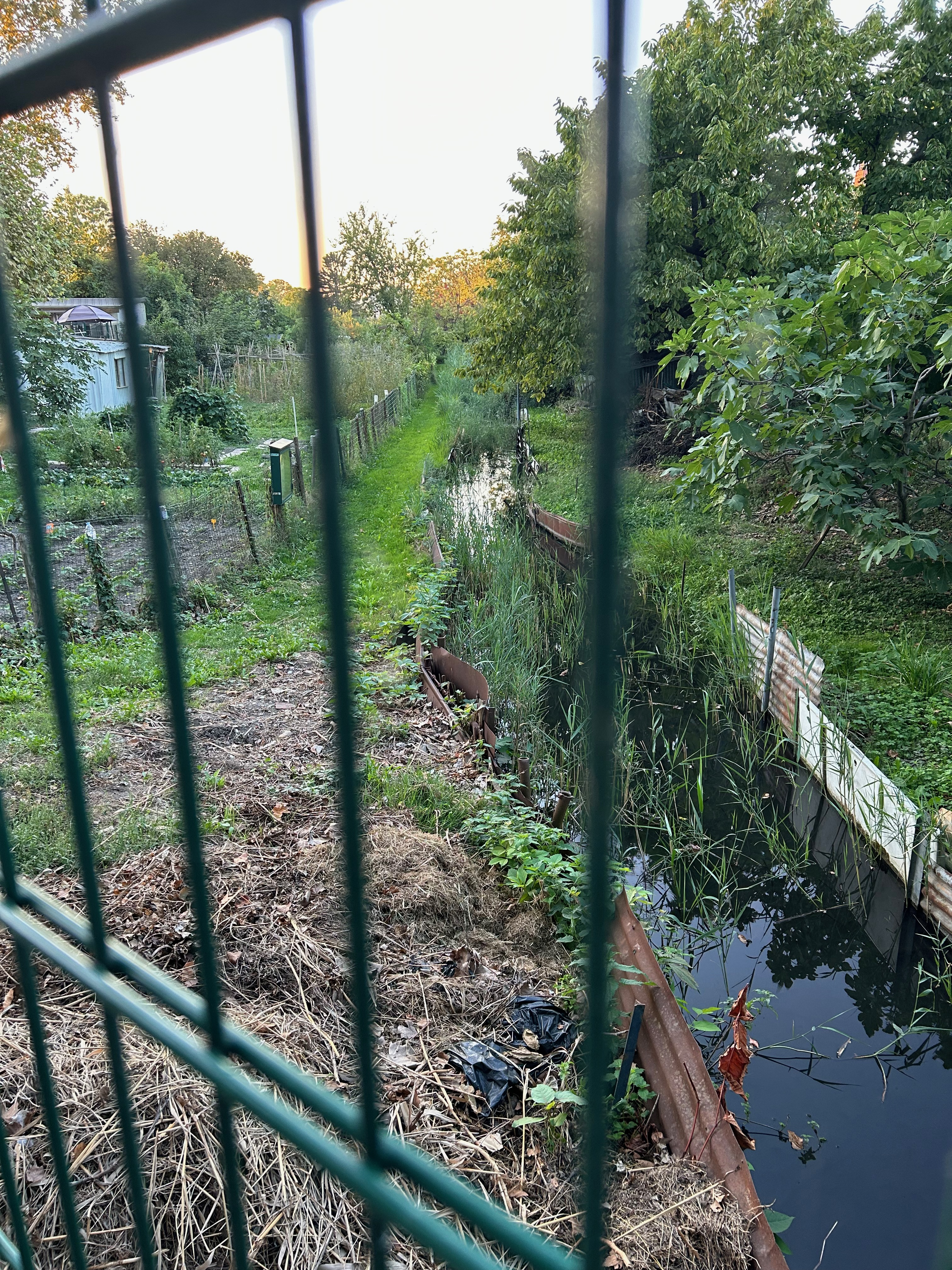
Bras de la Rize irriguant les jardins ouvriers entre Vaulx et Villeurbanne.
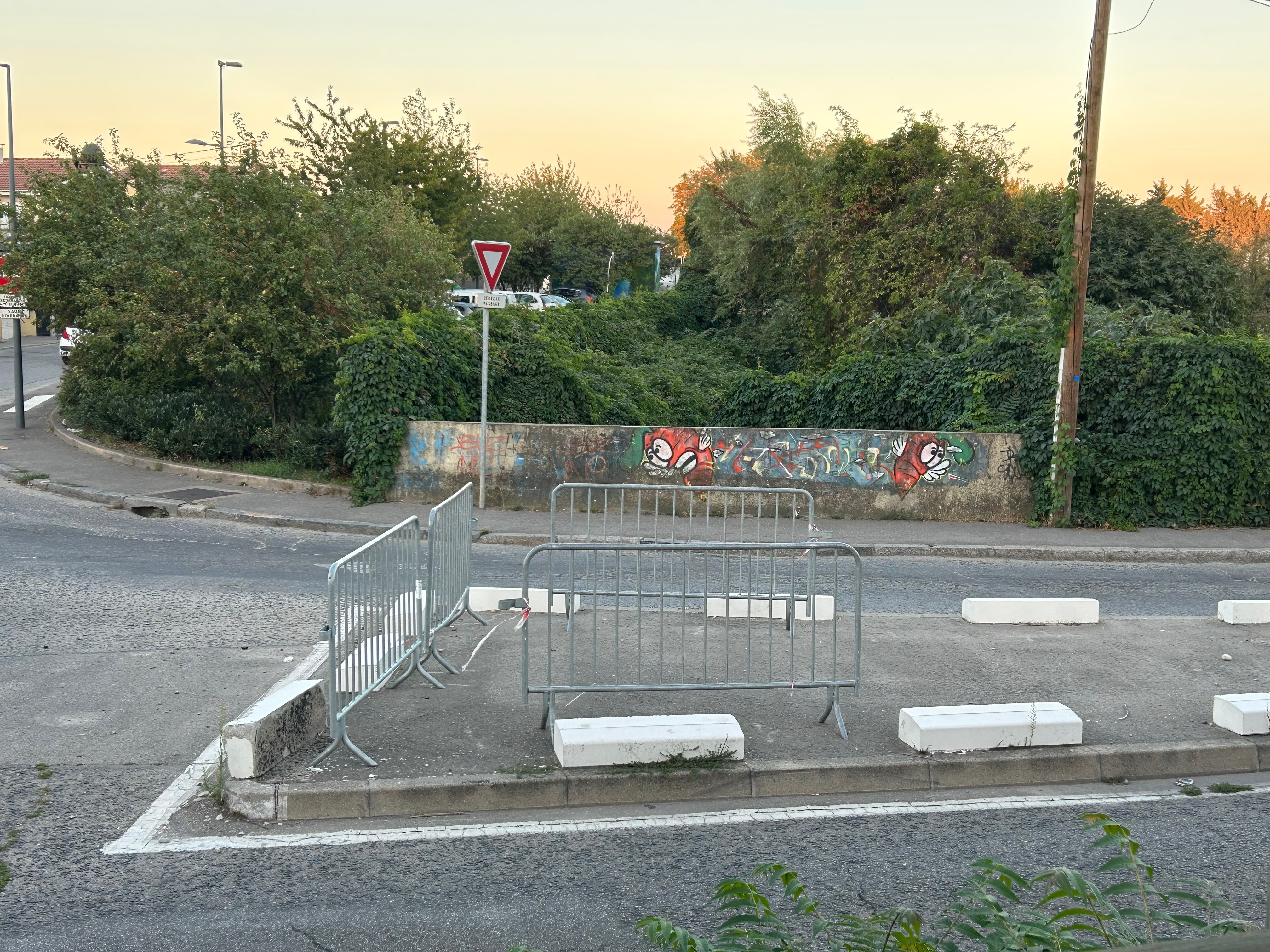
Bras de la Rize irriguant les jardins du quartier Saint-Jean.

### Cours aval

#### Cours unique à Villeurbanne
Avant la construction du canal de Jonage dans les années 1890, la Rize poursuit naturellement son cours vers l'ouest à travers Villeurbanne, dans les prairies de Saint-Antoine, le domaine de la Ferrandière, les terres des moines de la Part-Dieu pour se jeter dans le Rhône par deux embouchures, en aval et en amont du pont de la Guillotière.
Dans son cours villeurbannais, le busage est perceptible dans le paysage à quelques reprises, essentiellement sous la forme d'un fossé ou d'une bande étroite de terrain non bâtie séparant des propriétés.
Après le pont de Cusset, au-delà du boulevard Laurent-Bonnevay, la rivière, désormais enterrée et mêlée aux égouts, serpente en longeant une partie de la rue Louis-Galvani, puis bifurque sur la rue Bourgchanin et longe par le sud le parc de la Commune-de-Paris. Elle reprend une direction sud le long de la rue Pierre-Voyant, puis traverse le cours Émile-Zola pour longer à distance la petite rue Pasteur. Suivant progressivement une direction sud-ouest, elle traverse successivement les rues Chevreul, Victor-Basch, du Progrès et de la Baïsse, longeant l'axe de la rue Pierre-Baratin, du boulevard Eugène-Réguillon et de la rue du Docteur-Frappaz à une distance oscillant entre 50 et 150 m. Le terrain est ici en déclivité prononcée, marquant nettement le talus bordant l'ancienne rive gauche de la Rize.

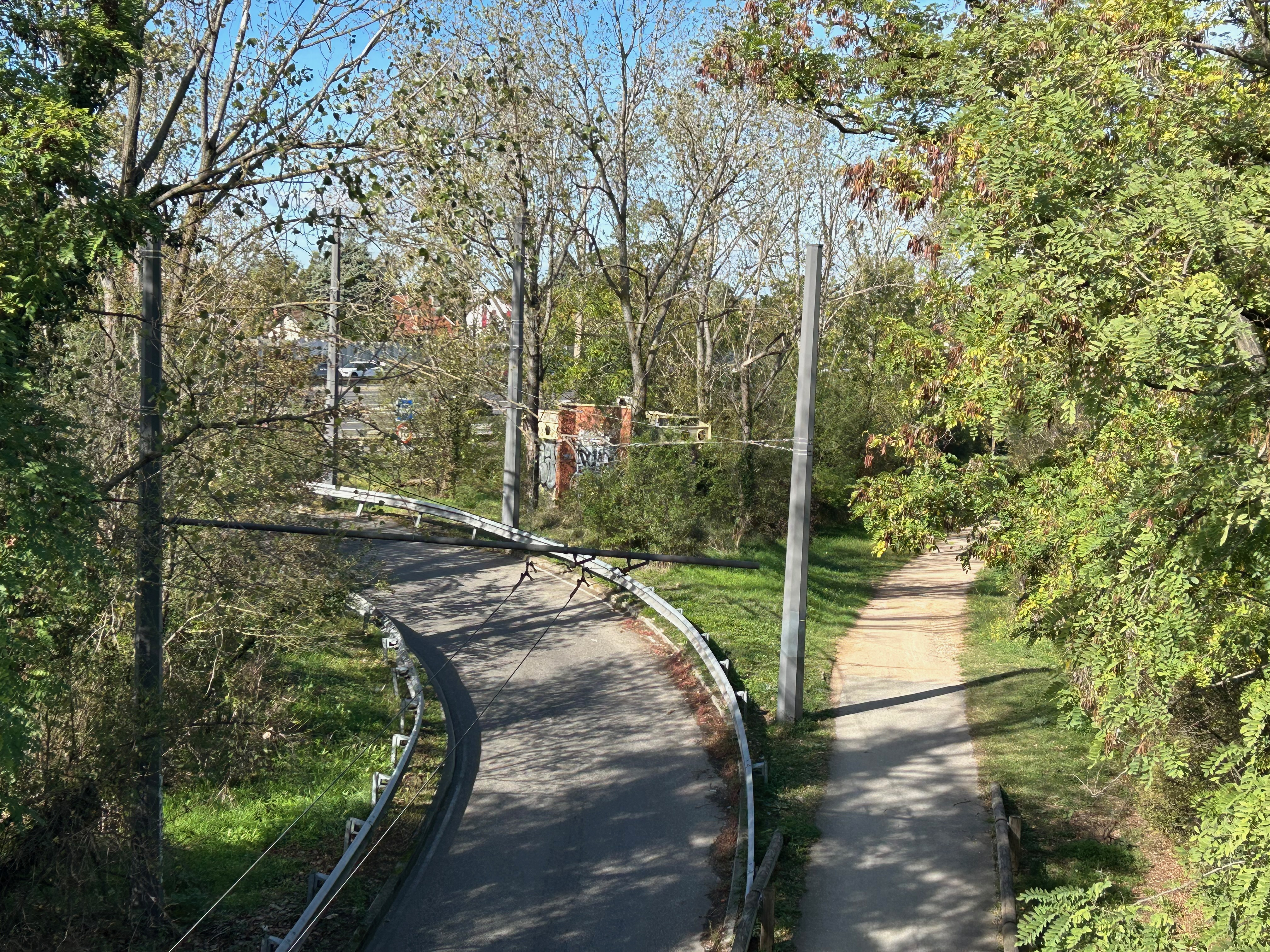
Édifice du service des eaux au milieu de l'échangeur de Cusset, rappelant le passage de la Rize sur la rive gauche du canal de Jonage.
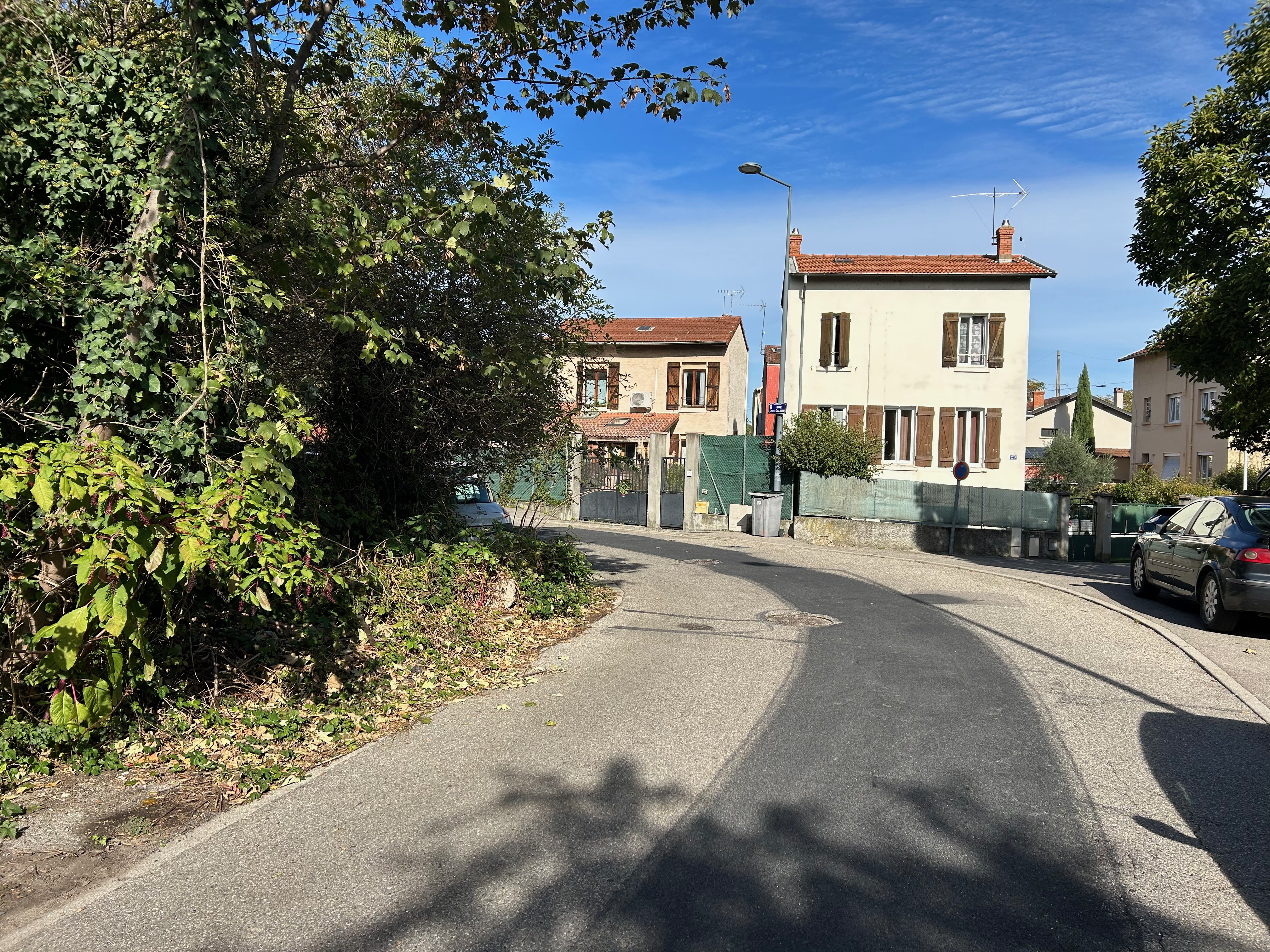
Végétation et rebord en béton, à gauche, signalant le tracé de la Rize, rue Louis-Galvani.
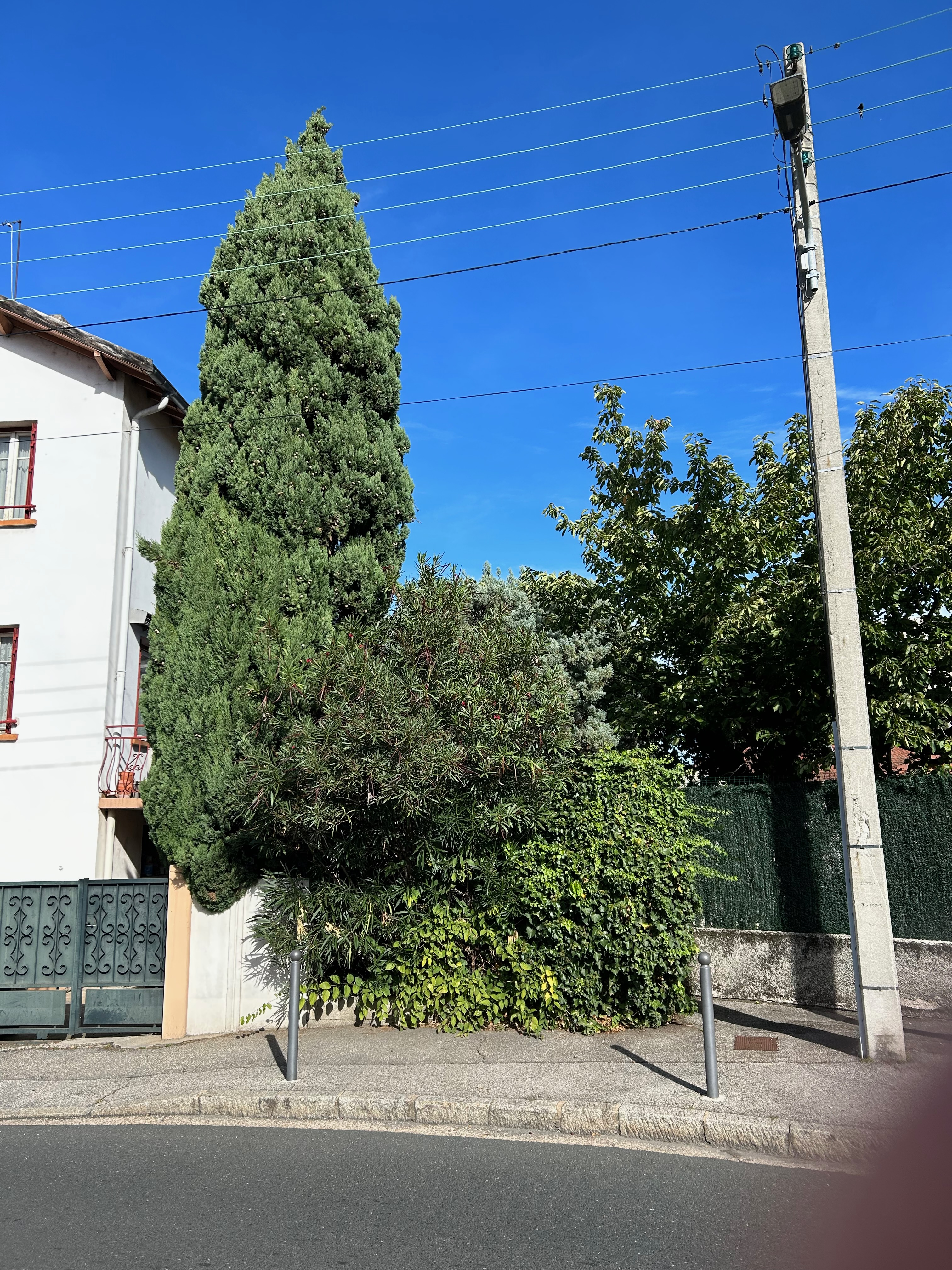
Arbres de la rue Chevreul, signalant l'ancien fossé de la Rize.
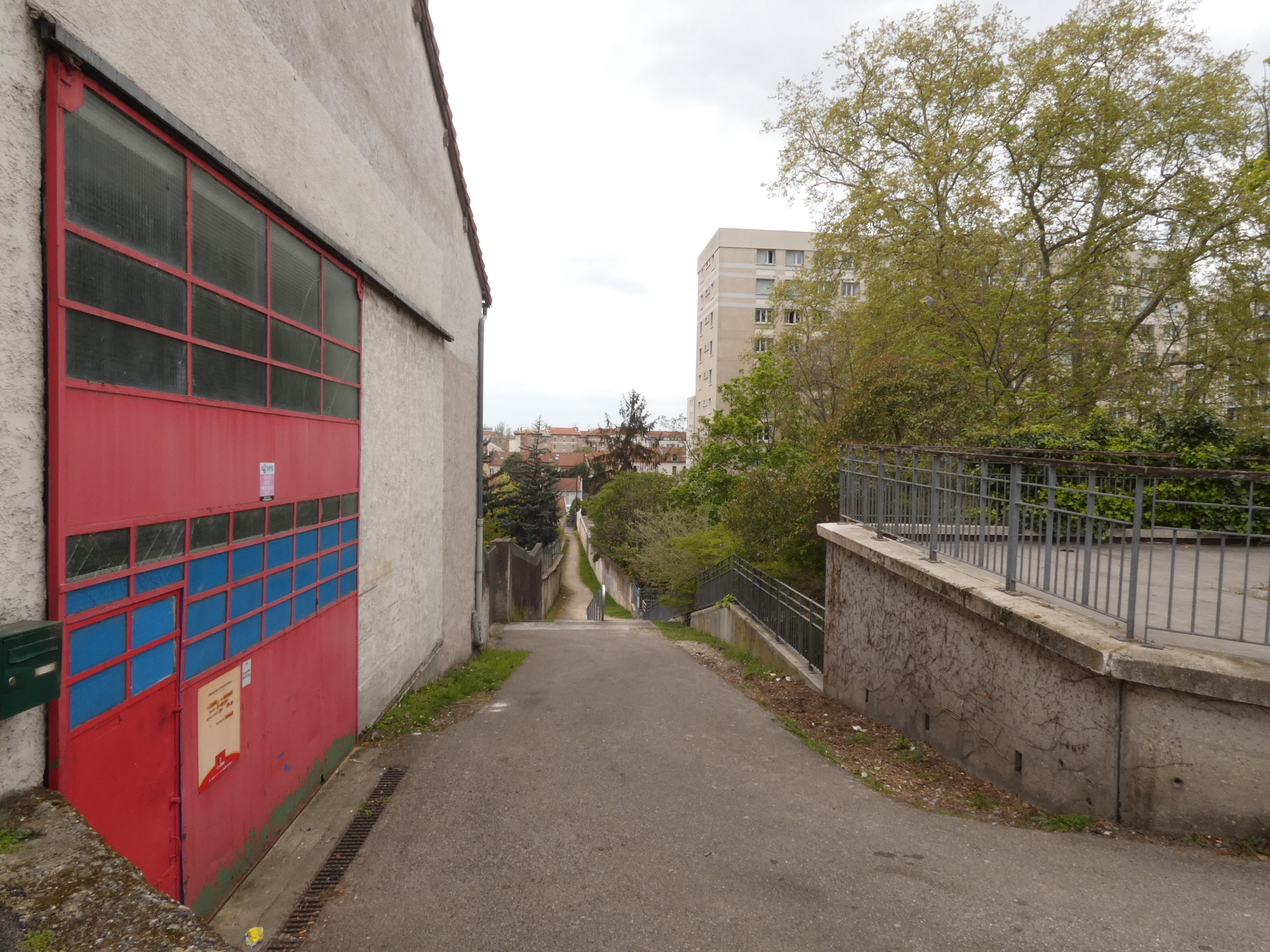
Déclivité marquée du terrain, rappelant le vallon de la Rize, près de la rue Pierre-Baratin (Villeurbanne).
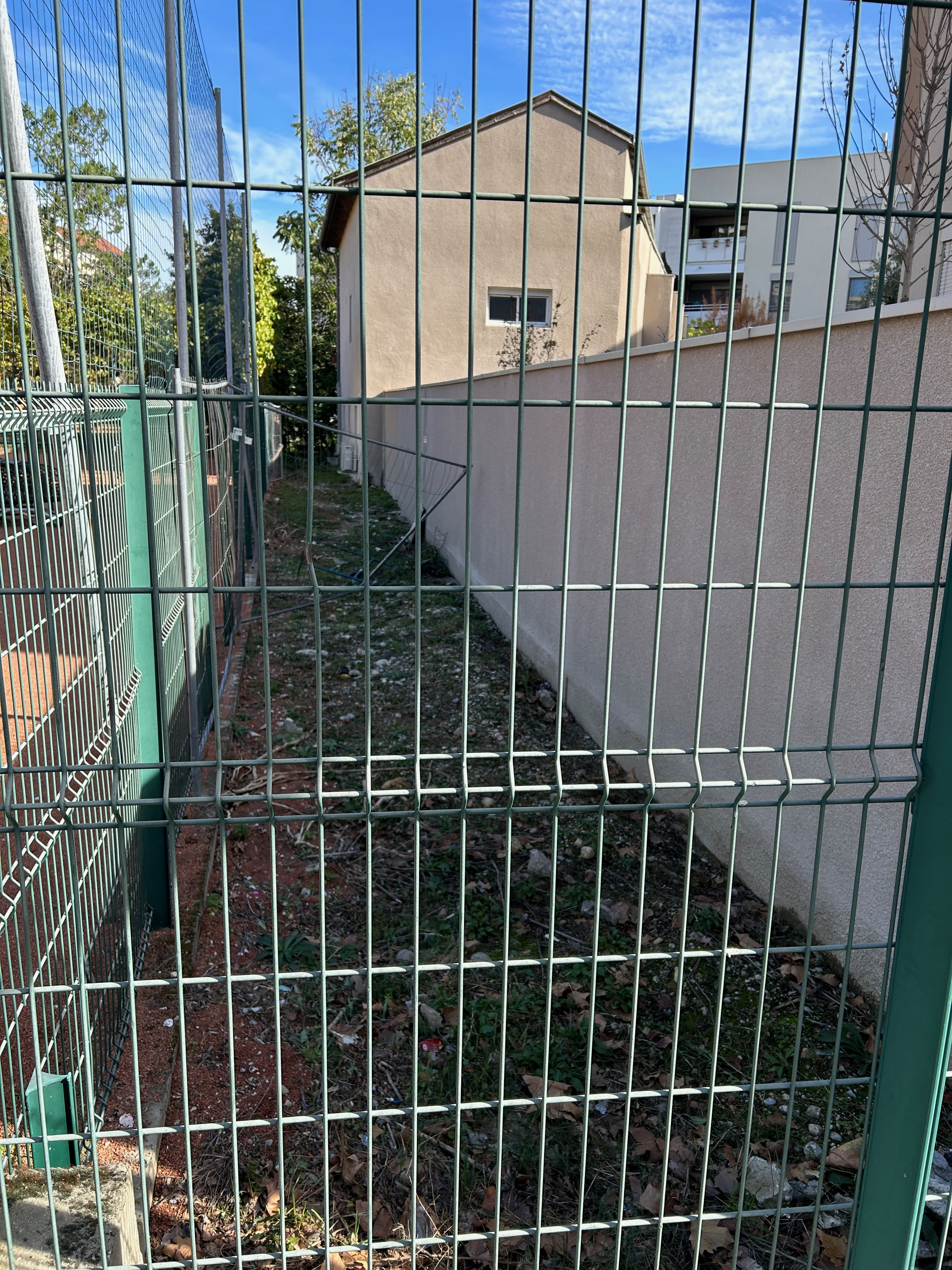
Fossé de la rue de la Baisse.

Au-delà de la place Jules-Grandclément, la Rize poursuit son cours historique en traversant la rue du 1er-Mars-1943 et en atteignant la rue des Peupliers, dont elle longe la partie méridionale. Elle traverse le cours Tolstoï, passe près de la petite rue de la Rize et s'oriente désormais vers l'ouest pour franchir la rue Antonin-Perrin et traverser l'emprise de l'actuel parc Jacob-Hugentobler. Prenant la direction du nord-ouest, elle progresse dans l'axe de la rue Valentin-Haüy, puis de la rue Lafontaine, et traverse la rue Louis-Braille, la rue Florian, l'allée de l'Enfance et la rue Richelieu. Repassant au nord de la rue Lafontaine, elle continue vers l'ouest (rue Édouard-Aynard, rue Pascal, avenue Marc-Sangnier), et quitte Villeurbanne par la rue du 4-Septembre-1797, dans le quartier de la Ferrandière.

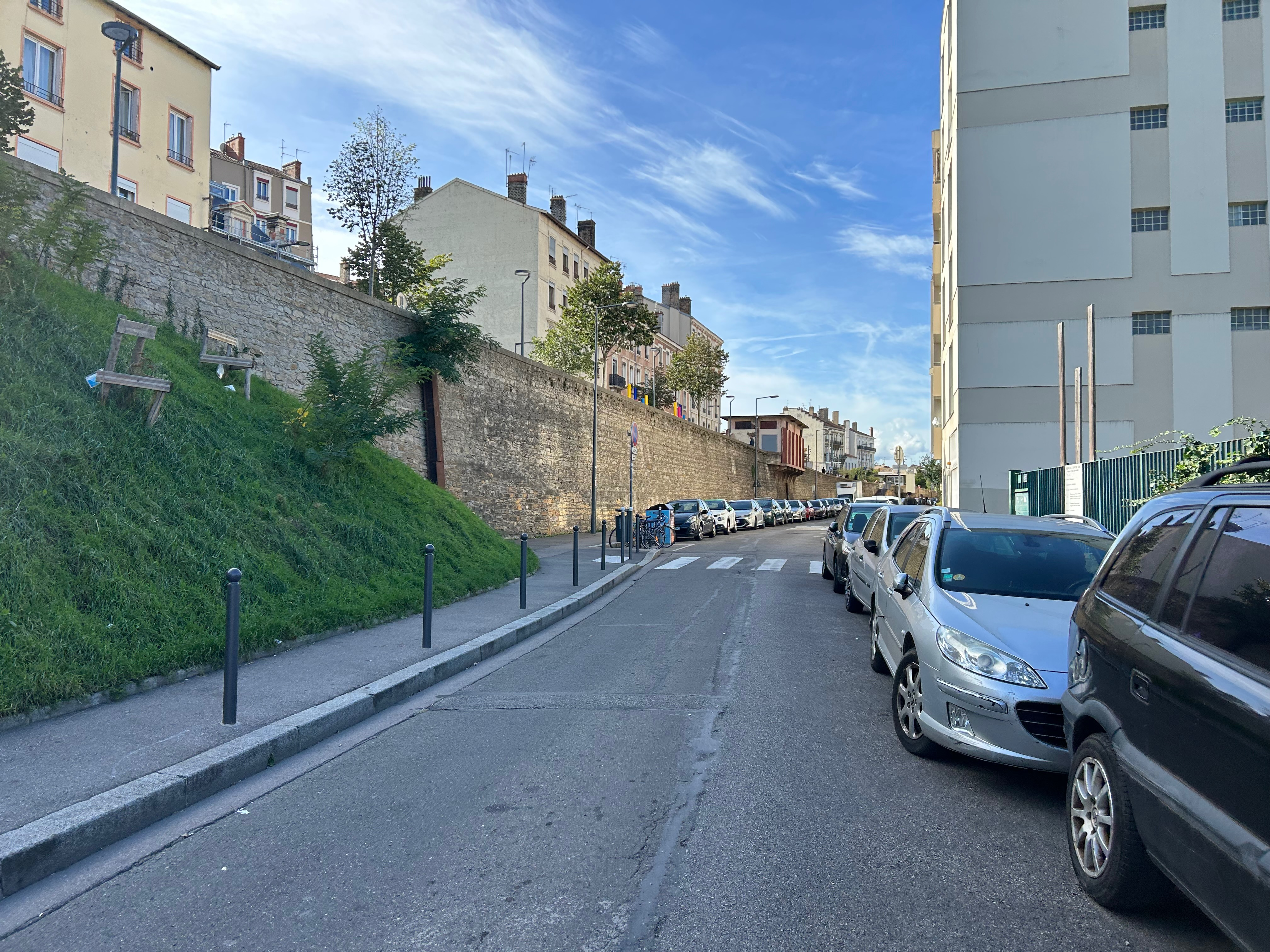
Terrain en décrochement sous le boulevard Réguillon, à l'approche de la place Jules-Grandclément.
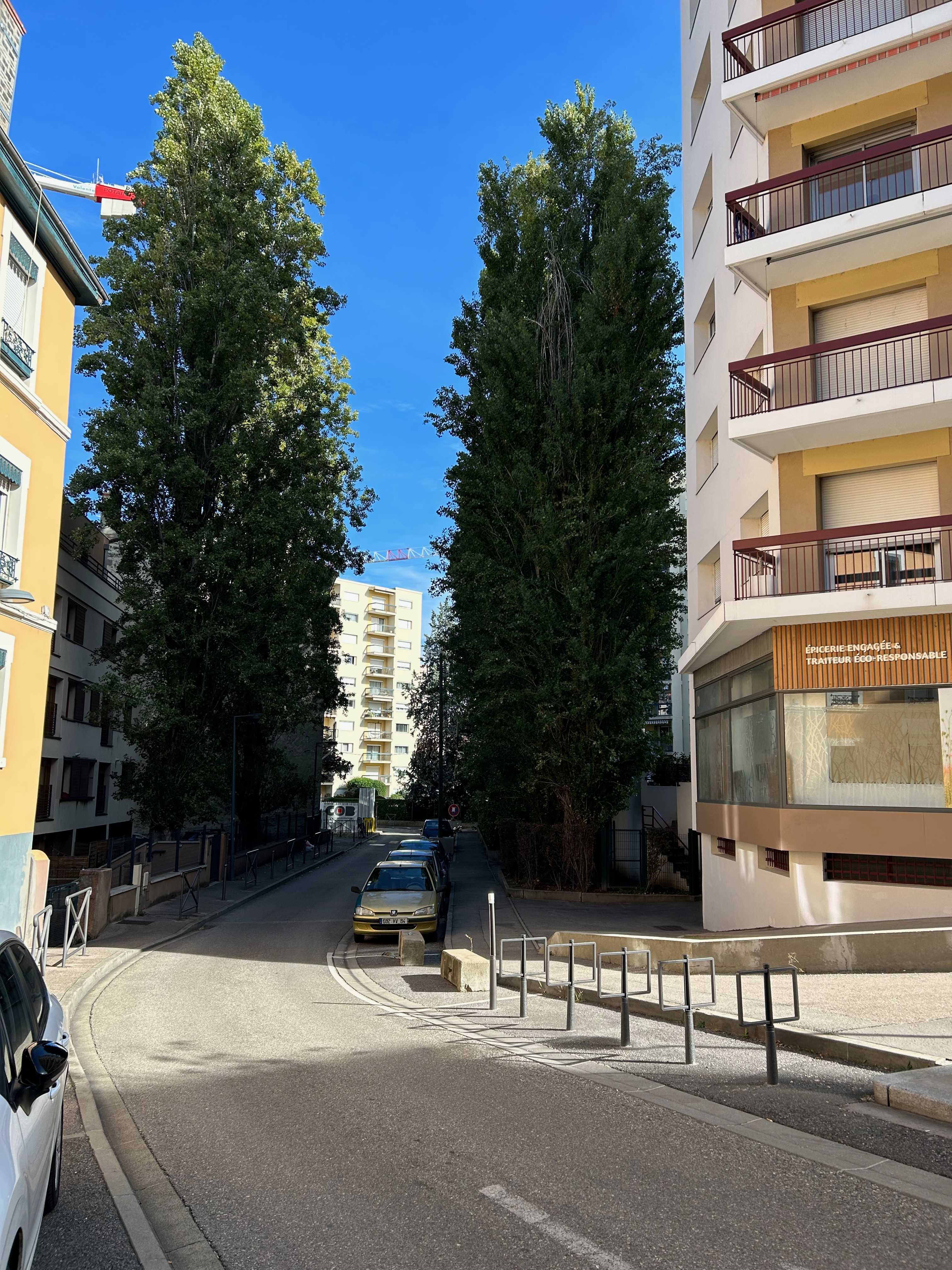
Rue des Peupliers, portion dans l'axe de la Rize.
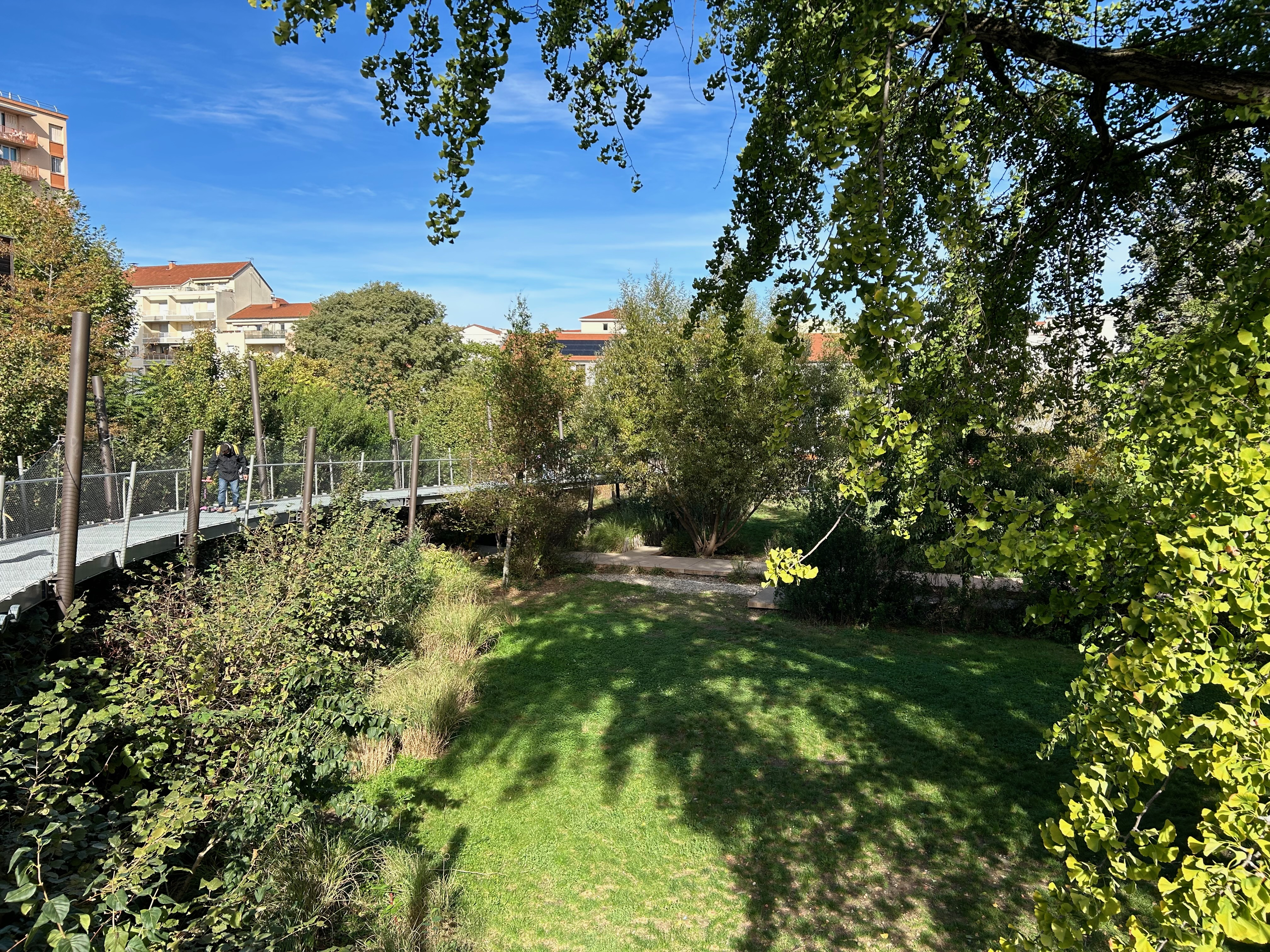
Aménagement du parc Jacob-Hugentobler, censé rappeler le passage de la Rize.
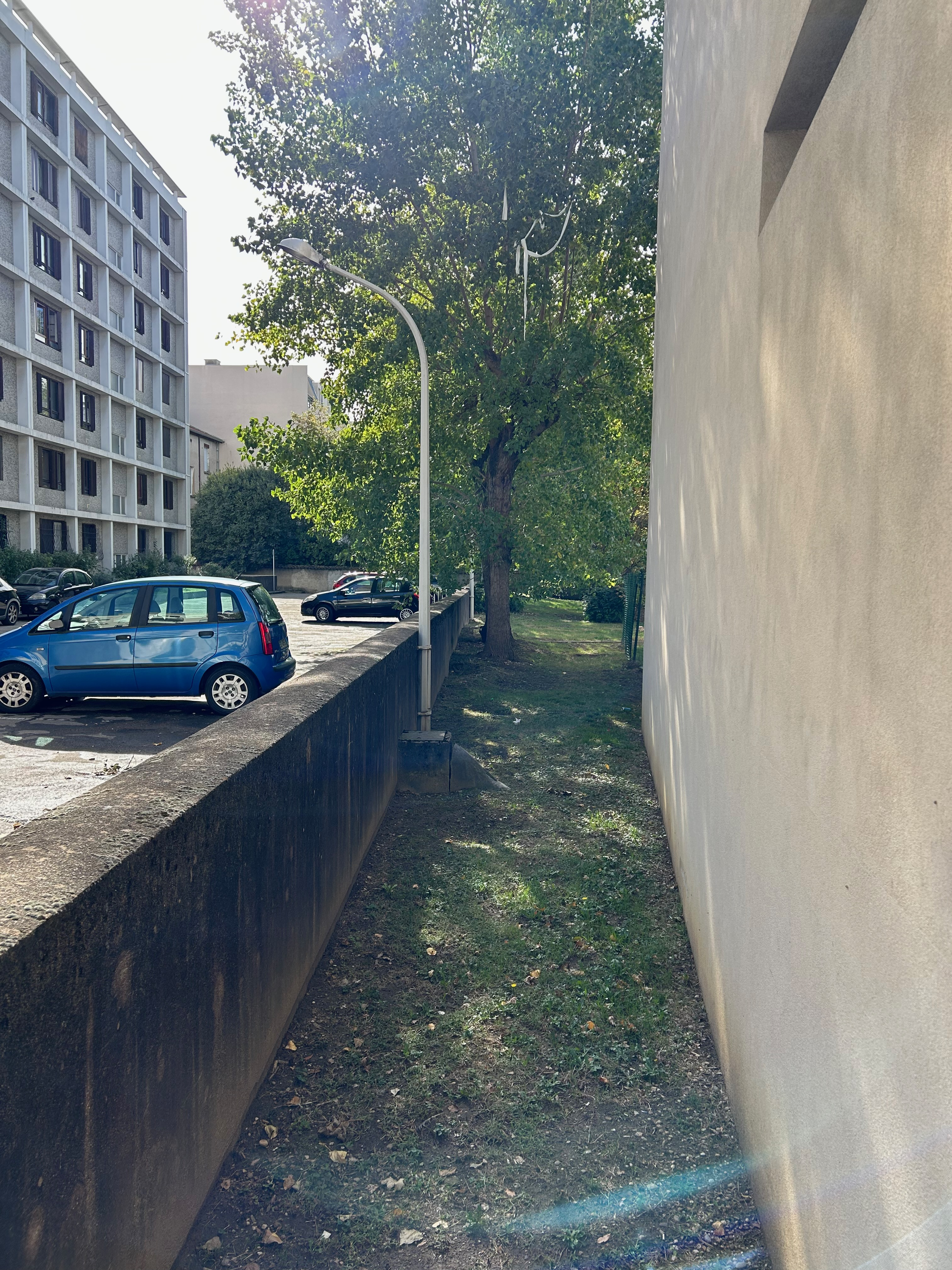
Terrain non bâti à l'emplacement de la Rize, rue du 4-Septembre-1797.

#### Cours unique à Lyon

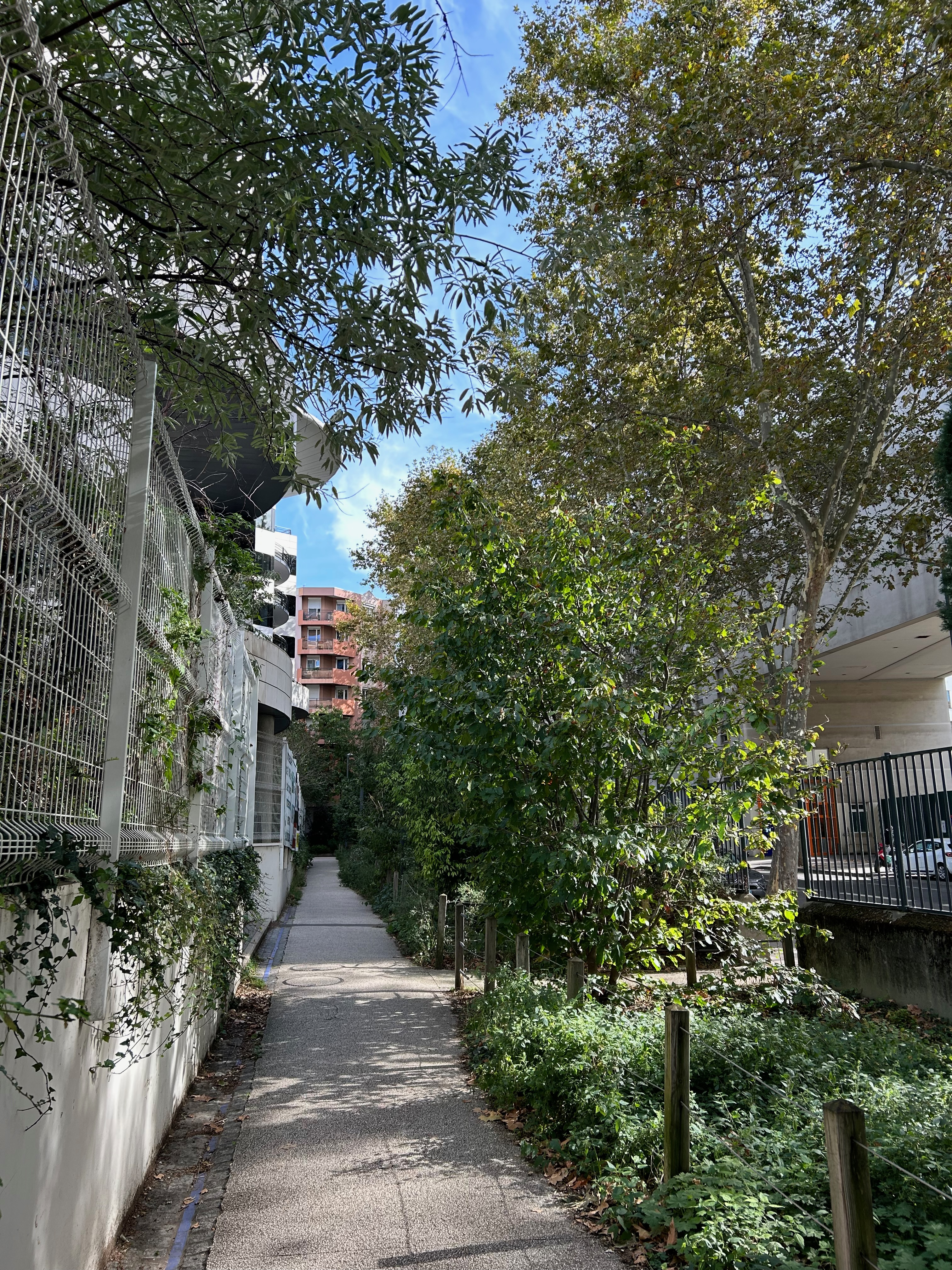
Allée parallèle à l'avenue Georges-Pompidou, matérialisant l'axe historique de la Rize.

La Rize chemine ensuite en direction de la Part-Dieu (3e arrondissement), en obliquant à nouveau vers le sud-ouest, traversant les rues Claudius-Pionchon et Louis-Jasseron, avant d'emprunter l'axe de l'actuelle avenue Georges-Pompidou, plein ouest, qui la fait croiser les rues Baraban et Étienne-Richerand, et longer le parc Jeanne Jugan.
Bifurquant un temps vers le sud le long de la rue Maurice-Flandin, la Rize repart vers l'ouest, traversant l'emprise des voies ferrées au niveau du raccordement de l'ancienne ligne de l'Est lyonnais (actuelle ligne 3 du tramway).
Arrivée au niveau des anciennes casernes militaires, inaugurées en 1861 et démolies dans les années 1960 pour laisser place au centre commercial de la Part-Dieu, la Rize se sépare en deux bras, dans un phénomène de diffluence.

### Bras aval nord
Le premier bras, au nord, dit « romain et médiéval », est attesté au croisement de la rue de la Part-Dieu et de la rue Boileau (André-Philip aujourd'hui), puis le long de la rue Moncey et rejoint alors le Rhône en amont du pont de la Guillotière, derrière l'hôtel de la Mutualité,.

### Bras aval sud

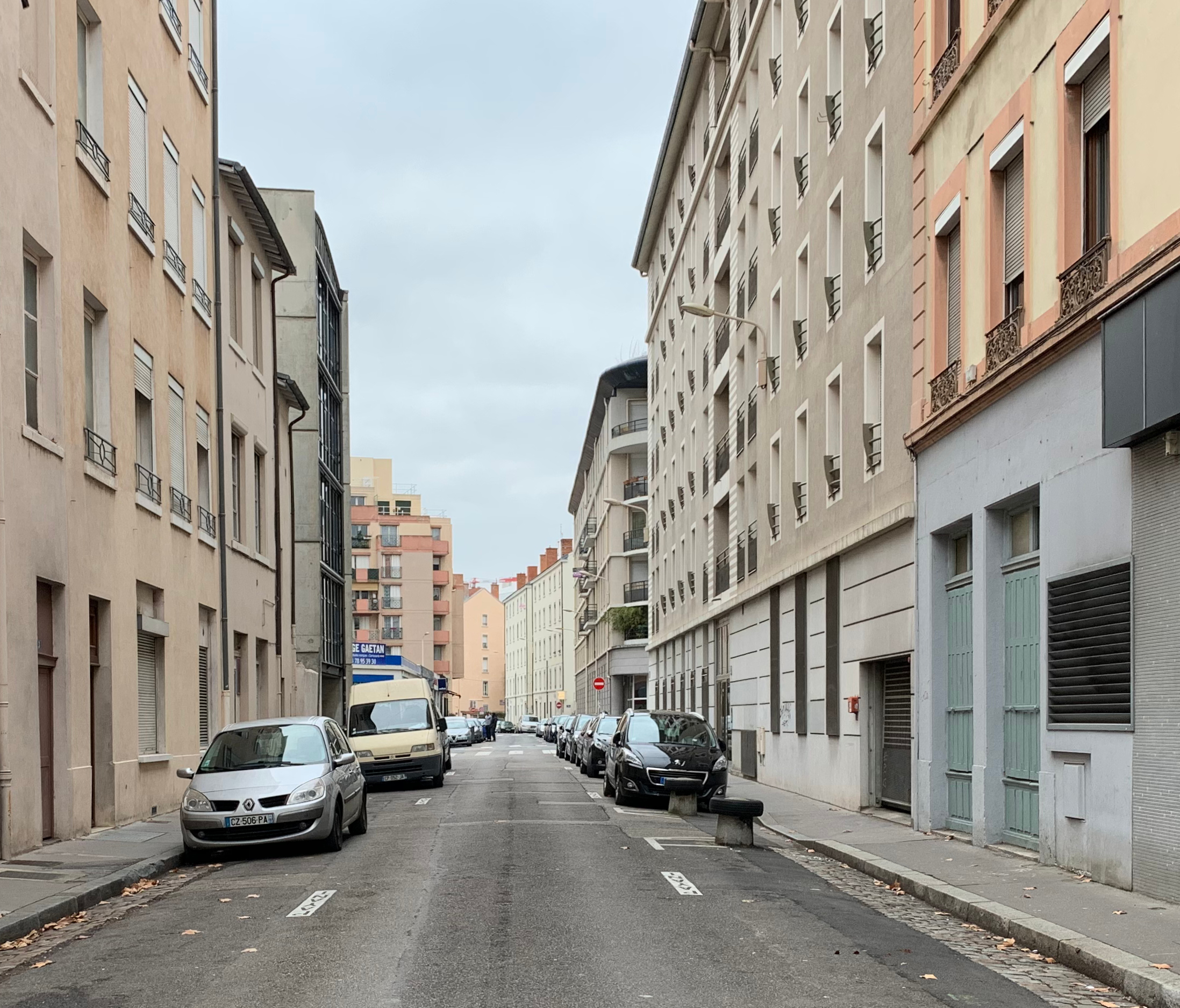
La rue de la Rize (Lyon, 3e).

Le second bras, plus au sud, qualifié de « préhistorique », voit son souvenir demeurer dans le nom de la rue de la Rize, près du quartier de la Buire. À proximité se trouve la rue Danton, dont l'ancien nom, en vigueur avant 1904, rue de Champfleuri ou Champfleury rappelle les prairies précédemment arrosées par la Rize,. Le ruisseau poursuit son chemin en franchissant l'actuelle place des Martyrs-de-la-Résistance, la rue Garibaldi, la rue des Rancy et la rue Villeroy, puis traverse le cours Gambetta vers la place Aristide-Briand.
Sa présence est ensuite restée dans la mémoire du quartier de l'église Saint-Louis (7e arrondissement), au croisement de la grande rue de la Guillotière et de la rue de Créqui. À l’époque, un « pont de trois arches » était nécessaire pour la traverser. Précisément, le no 103 de la grande rue de la Guillotière, dont l'immeuble actuel date de 1885, est construit au-dessus de lit à l'époque déjà détourné de la Rize ; en 1971, la cave de la bâtisse donne encore à voir l'ancien lit et des arches du pont. La Rize rejoignait ensuite le Rhône par la rue Creuzet, qu'elle suit précisément,,, et termine sa course en traversant l'avenue Jean-Jaurès puis en longeant la rue Raoul-Servant jusqu'à l'amont du viaduc ferroviaire de Perrache. Jusqu'en 1871, la rive gauche du Rhône est alors caractérisée par la présence d'un bras important, la lône de Béchevelin, dans laquelle la Rize aboutit,.
Le busage de la Rize dans sa partie terminale dévie son cours au sud des voies ferrées, et la fait plonger dans le Rhône dans le secteur de la rue Gustave-Nadaud.

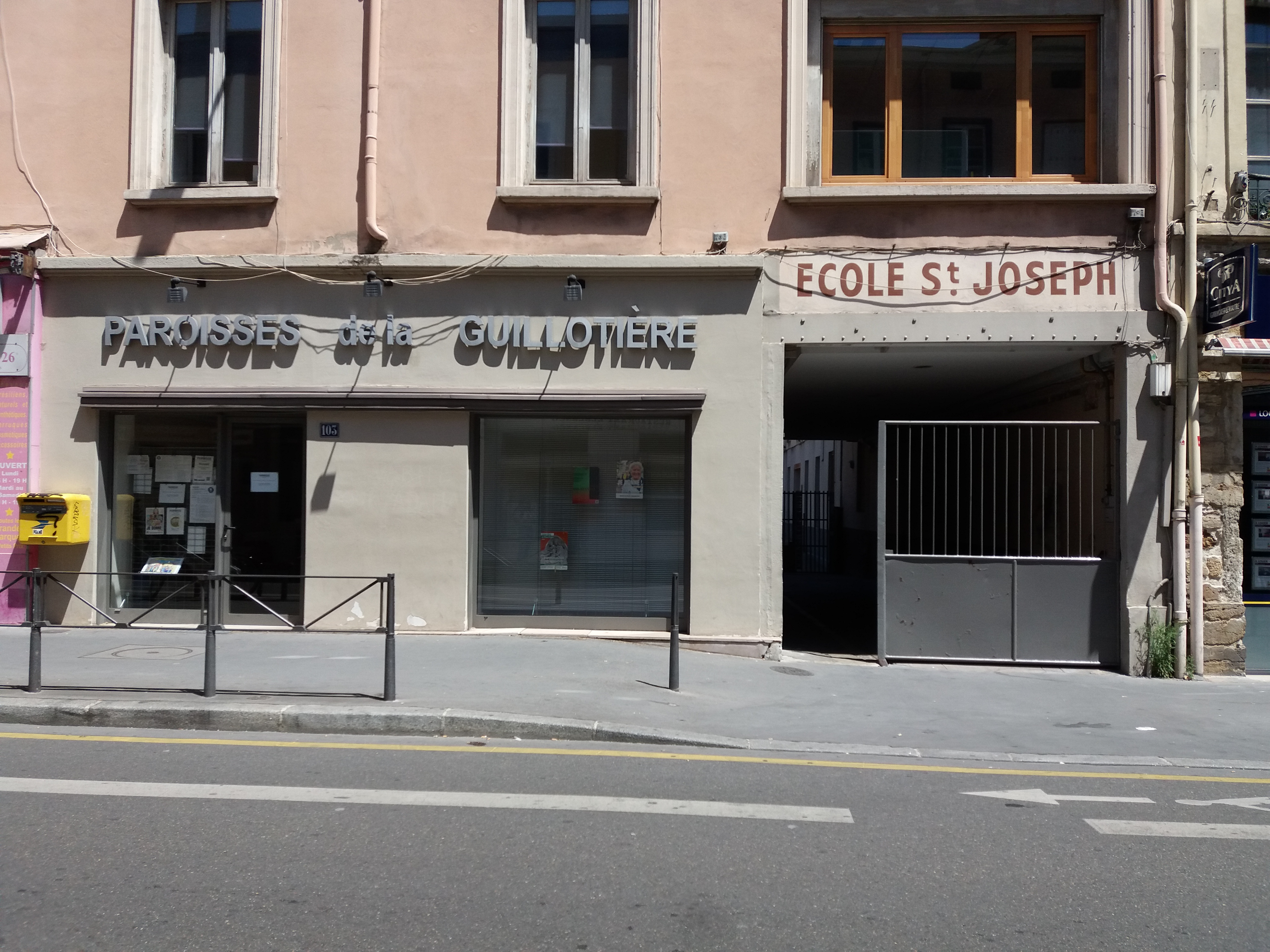
Le n°103 de la grande rue de la Guillotière, construit sur l'ancien lit de la Rize (Lyon, 7e).
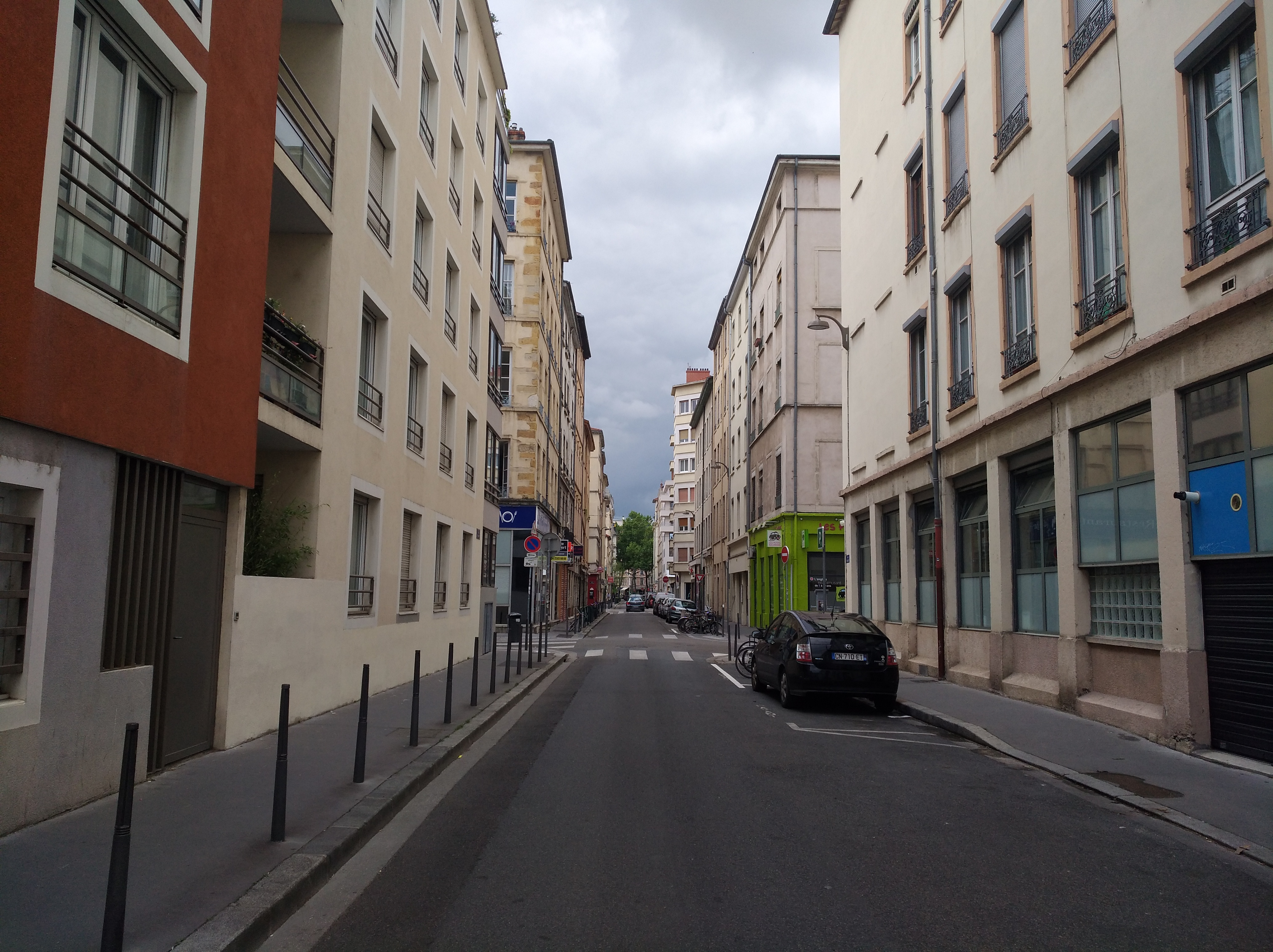
La rue Creuzet (Lyon, 7e).

## Paysages

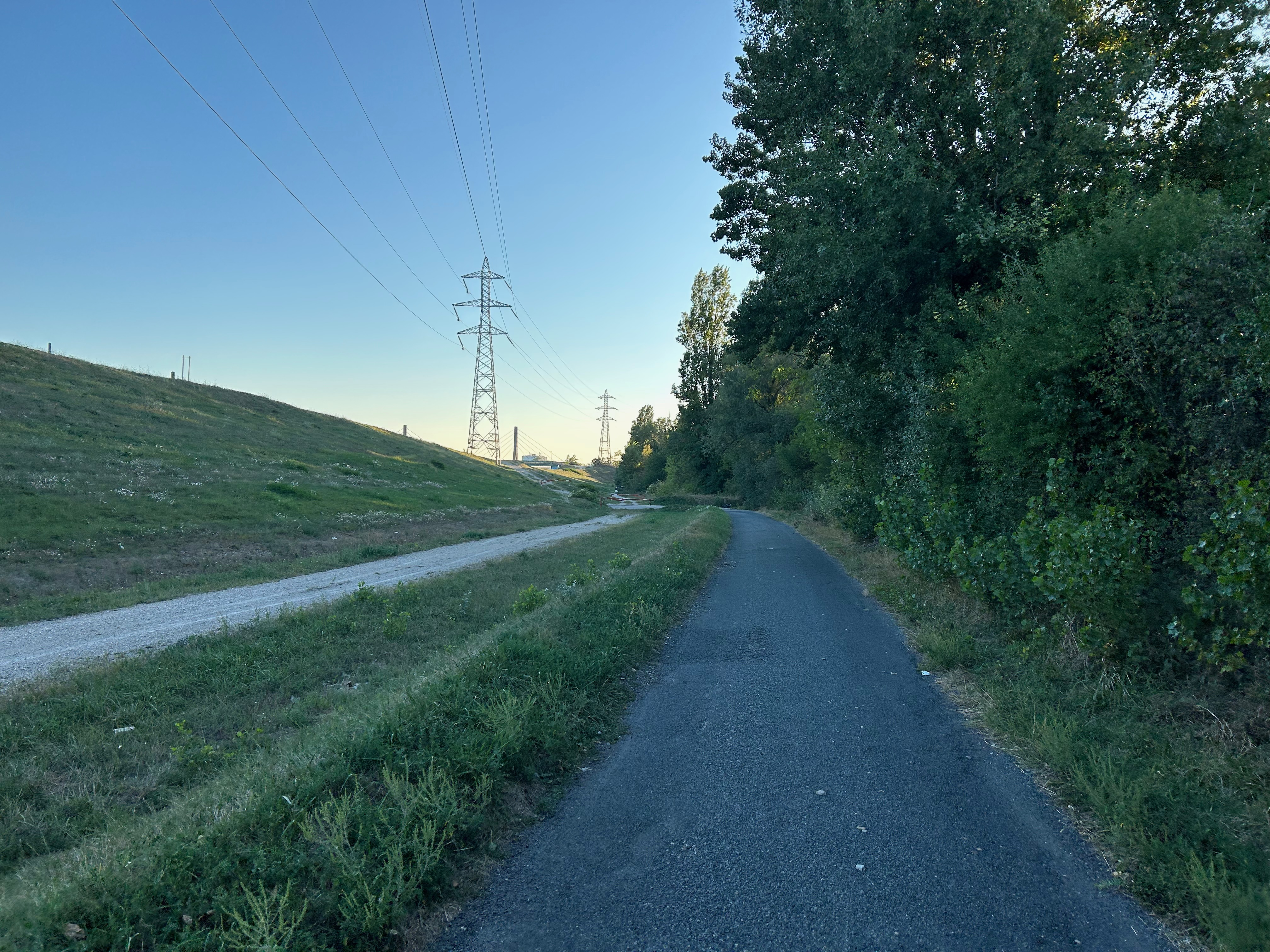
Ambiance paysagère dans l'interstice compris entre la Rize amont (à droite) et le canal de Jonage (à gauche), ici dans le secteur du Mas-Sous-Rattier, à Décines.

Reliant les marges de l'agglomération lyonnaise au cœur de ville, la Rize traverse des paysages diversifiés. L'urbanisation de sa partie aval produit une dichotomie marquée, au regard de la partie amont, relativement préservée par l'existence du grand parc de Miribel-Jonage et le maintien de terres agricoles (les Terres Noires, la Rubina). Ces terres sont cultivées (maïs, colza) ou en prairie.
L'existence d'une ripisylve sur une partie de la Rize amont, à Décines-Charpieu, produit un paysage arboré, signalé par des rangées d'arbres qui se démarquent facilement des parcelles agricoles au relief plan. L'environnement est plus urbain à partir de Vaulx-en-Velin, même si une dense plantation d'arbres isole le cours d'eau des quartiers construits au nord (locaux artisanaux et industriels, habitat pavillonnaire). La bande de terre située au sud, elle-même bordée au sud par le canal, est en partie occupée par la centrale hydroélectrique de Cusset, mais principalement des prairies et des jardins ouvriers. La différence d'altitude entre le rebord du canal et du réservoir du Grand-Large d'une part, et la Rize d'autre part (environ 5 m), permet de dégager des perspectives sur la zone du ruisseau depuis la digue en surplomb. En retour, cette configuration contribue à l'impression d'enfermement depuis la Rize, à partir de laquelle il est impossible de voir la rive gauche du canal et donc les cœurs urbains de Meyzieu et Décines ou le quartier de la Soie.
En aval du canal de Jonage, à Villeurbanne et Lyon, la suppression du cours naturel de la Rize et son enterrement ont effacé la dimension aquatique du paysage, qui n'est rappelée que par quelques vestiges ou de rares évocations dans des aménagements contemporains.

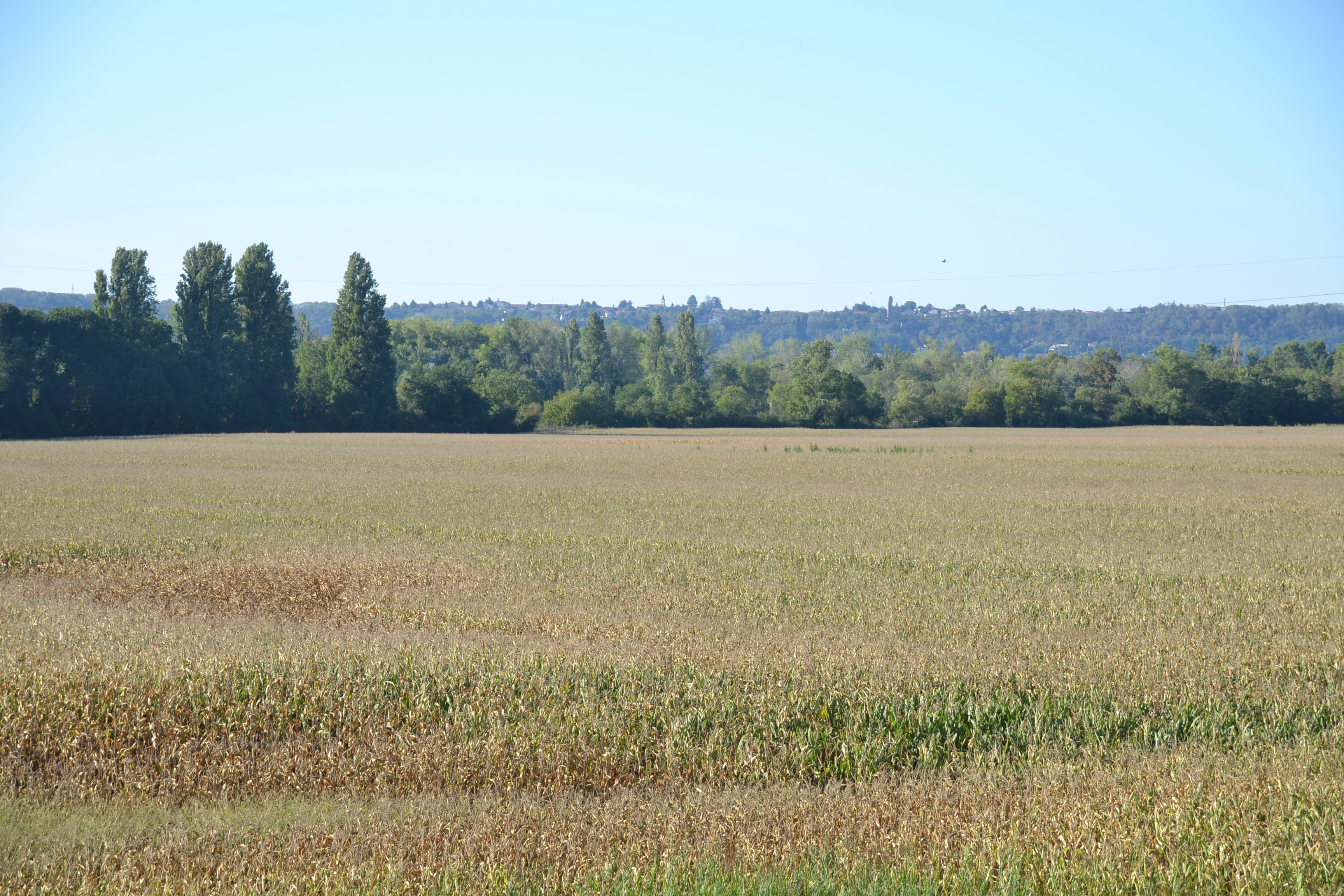
Champs cultivés des Terres Noires.
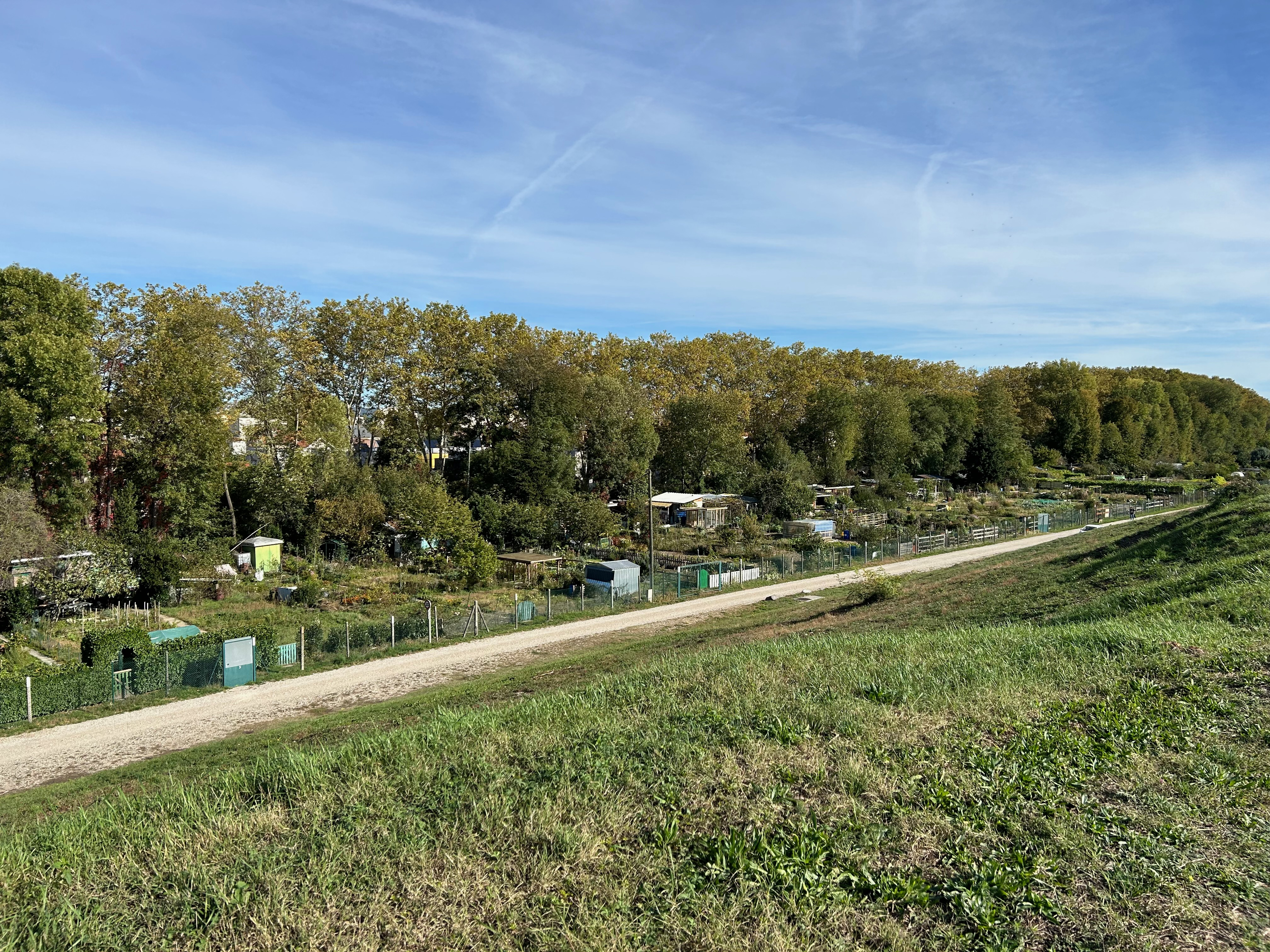
Jardins ouvriers, vus depuis la centrale de Cusset. La Rize est signalée en arrière-plan par la rangée de platanes.
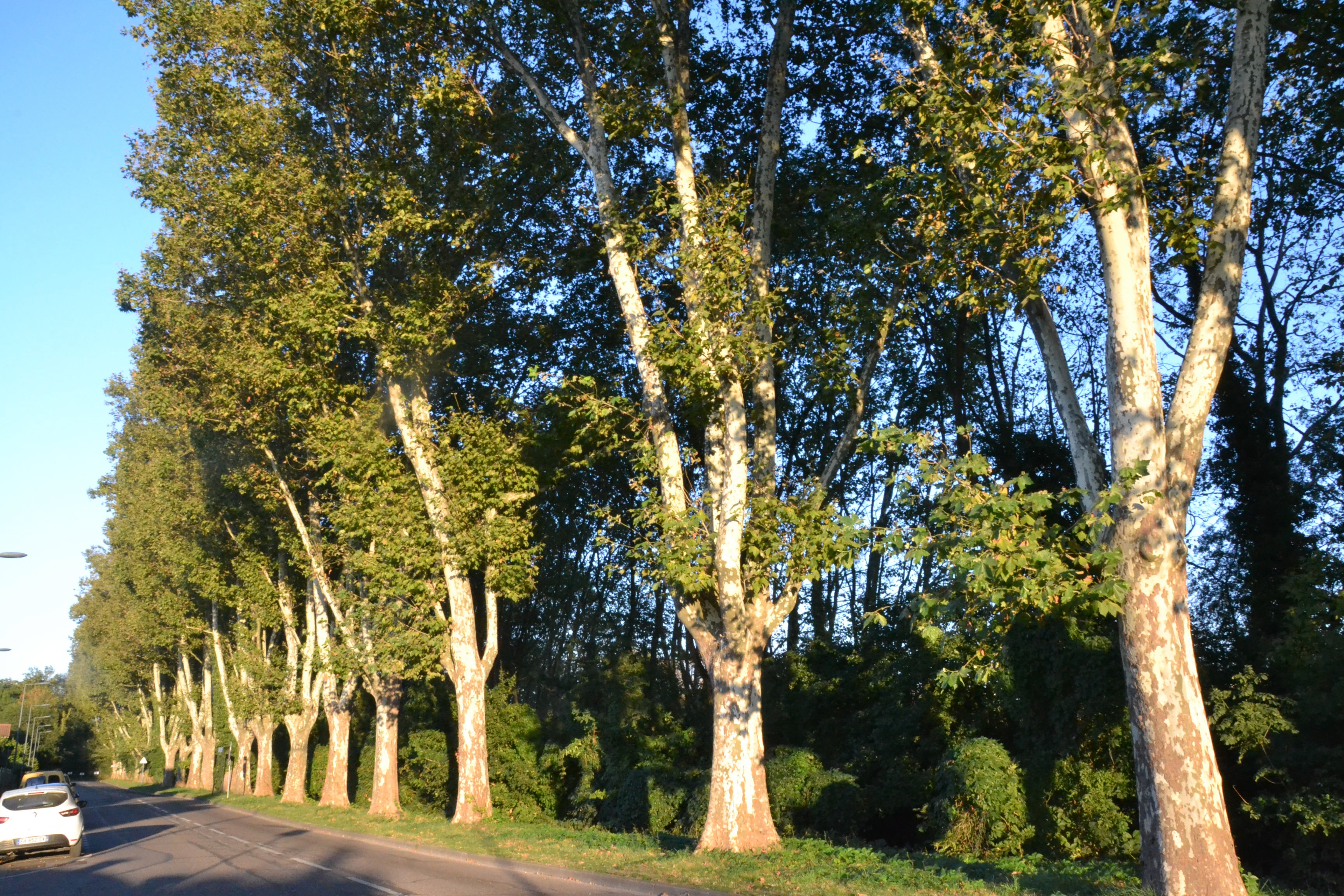
Rangée de platanes masquant la Rize depuis l'avenue Grandclément, à Vaulx.

## Hydrologie

### Régime

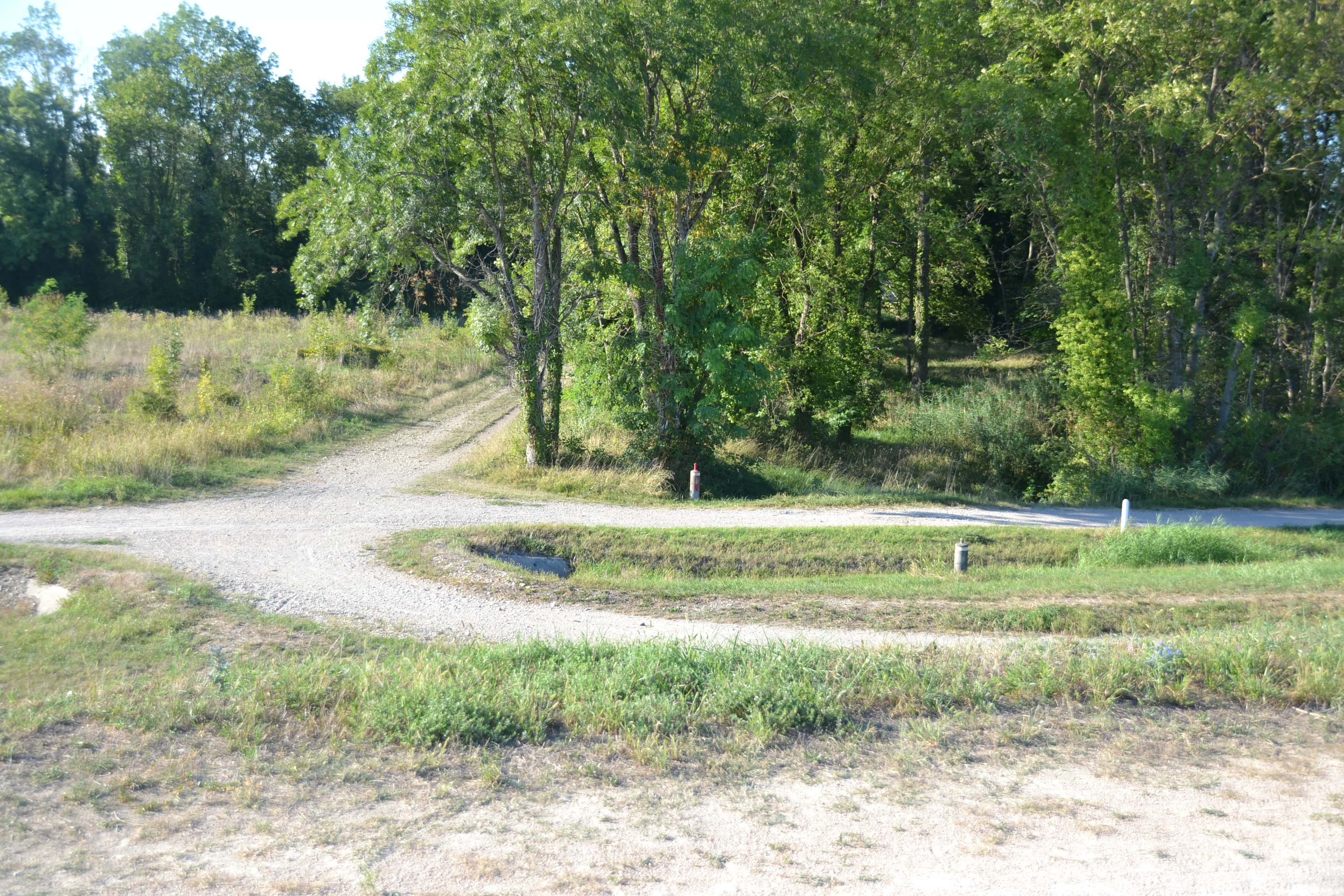
Jonction entre le contre-canal de Jonage, au premier plan (axe droite-gauche), et un bras de la Rize (fossé s'éloignant entre les deux rangées d'arbres en face), dans le secteur des Terres-Noires, sur la commune de Décines-Charpieu.

L'étude de l'hydrologie de la Rize est peu aisée, du fait de son régime historiquement complexe, marqué par des apports d'eau divers (résurgences, diffluences) et une grande perturbation des milieux au fil du temps. Le fonctionnement hydrologique de la Rize peut aujourd'hui être qualifié de « complètement artificiel ».
Le bassin versant originel de la Rize, très urbanisé, n'existe plus, son drainage s'orientant vers des exutoires autres que le ruisseau initial. Le ruisseau reçoit désormais les eaux de deux petits sous-bassins versants artificialisés, en provenance de la zone industrielle de la Rize dans le secteur du pont de la Sucrerie, de la zone artisanale de la Rize un peu plus en aval.
Le débit d'étiage de la Rize est désormais soutenu par des infiltrations en provenance du canal de Jonage (47 litres par seconde en moyenne), qui la longe au sud-est. Dans les années 1990, le débit en amont du pont de Décines est toujours supérieur à 14 litres par seconde. Les mesures effectuées en 2016 sur le cours amont de la Rize décrivent un débit de 4 l/sec. aux Terres Noires, de 111 l/sec. au rond-point de la Soie, et 110 l/sec. au débouché dans le canal de Jonage.
Le niveau du canal est parfois supérieur à celui de la Rize, ce qui nécessite un pompage par station de relèvement au niveau de l'exutoire artificiel de la Rize près du pont de Cusset,.
L'envasement de la Rize est manifeste dans sa partie extérieure aval (Vaulx-en-Velin).

### Gestion
Le Service d'administration nationale des données et référentiels sur l'eau (Sandre) enregistre la Rize, dans sa portion aval à l'air libre, entre le lieu-dit Les Terres Noires et la confluence avec le canal de Jonage, comme une rivière indépendante, longue de 5,67 km.
En revanche, dans la classification des « masses d'eau de rivière » dont la typologie découle de la Directive-cadre sur l'eau, la Rize, dans la même étendue, est envisagée comme partie intégrante du Rhône, et dispose ainsi du même code Sandre que « le Rhône du pont de Jons à la confluence Saône ».
La partie située en amont des Terres Noires, qui démarre à La Petite Camargue et qui longe la rue Auguste-Rodin jusqu'à son coude vers le sud-ouest à environ 150 m du canal de Jonage, n'est pas répertoriée par le Sandre.
L'absence de station hydrologique référencée sur la Banque Hydro, ne permet pas de disposer de données hydrologiques précises. Il existe cependant deux station de mesure de la qualité des eaux, référencées par le Sandre et surveillées par l'Agence de l'Eau Rhône-Méditerranée et Corse, positionnées à Décines-Charpieu, près du captage de la Rubina, et à Vaulx-en-Velin, au bord de la promenade longeant l'avenue Grandclément.

## Histoire humaine

### Premières mentions
Le ruisseau est déjà mentionné au XIIe siècle[réf. nécessaire].

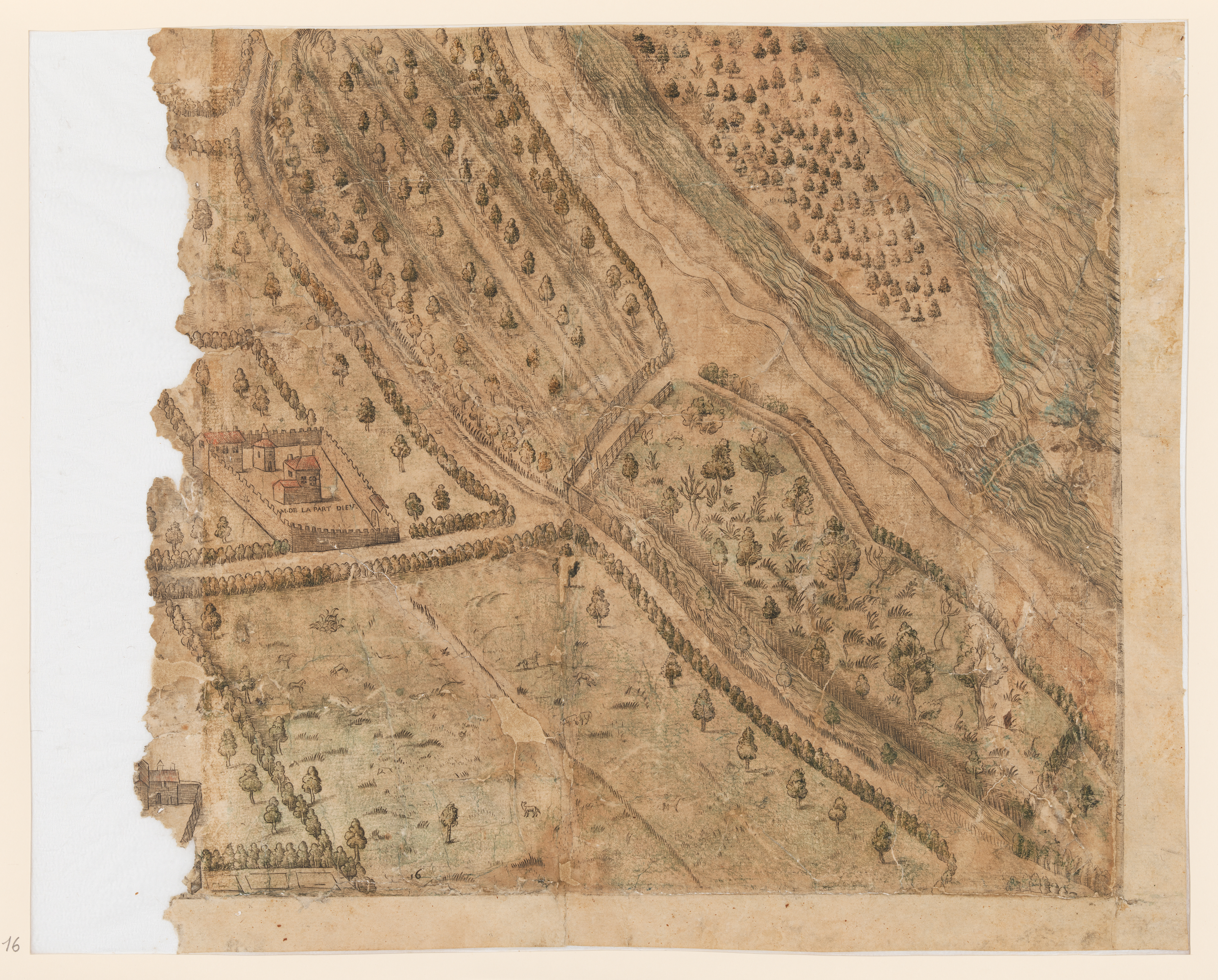
Sur le plan scénographique de Lyon (vers 1550), la rive gauche du Rhône est doublée d'un ruisseau parallèle, sans qu'il soit possible d'attester que ce soit la Rize.

Sa présence sur les plans successifs de Lyon est aléatoire et parfois incertaine. Le plan scénographique de Lyon du XVIe siècle figure des cours d'eau sur la rive gauche du Rhône, sans qu'il soit possible d'affirmer qu'il s'agit de la Rize. Sur le plan qu'il exécute en 1607 à la demande des autorités municipales, Philippe Lebeau fait apparaître dans un coin du document un cours d'eau traversant le faubourg de la Guillotière à bonne distance de la berge du Rhône,.

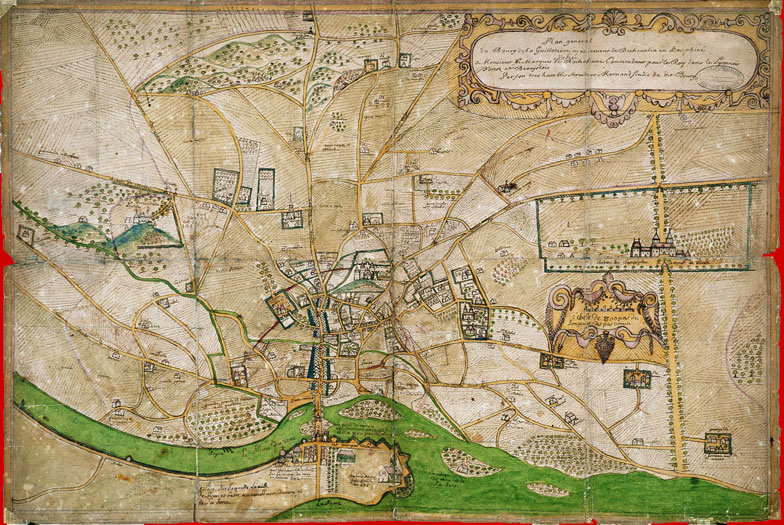
Plan de la Guillotière de 1710, en rive gauche du Rhône, dit « plan Mornand », faisant apparaître un ruisseau aboutissant en deux bras dans le fleuve.

Le Plan général du bourg de la Guillotière, mandement de Béchevelin en Dauphiné de 1710 fait apparaître un ruisseau aboutissant en deux bras dans le Rhône.
En revanche, la vue oblique de la Guillotière que peint Henri Verdier en 1697 ne permet pas d'identifier la Rize de façon certaine,. Et le ruisseau n'apparaît pas sur la carte de Cassini, dont la feuille correspondante (n°118, Belley), établie vers 1760, se contente de mentionner la corniche des Balmes viennoises qui court de Jonage à la Guillotière d'est en ouest. Il en est de même pour le plan Bertrand de 1785 ou le plan Villionne de 1799. Le secteur est épargné par les travaux d'aménagement des Brotteaux mis en œuvre par Morand.
La Rize est ensuite plus clairement représentée sur plusieurs plans du début du XIXe siècle, comme le cadastre napoléonien (levé en 1812 pour Villeurbanne : visible sur toute la traversée de la commune ; levé en 1824 pour la commune de La Guillotière : visible dans le secteur de la Villette mais pas en aval), le plan Gelas de Villeurbanne de 1843 ou encore le plan topographique Dignoscyo-Rembielinski de 1847 qui met nettement en évidence ses divagations entre la Part-Dieu et le faubourg de la Guillotière,.
Au XVIIIe siècle, un autre cours d'eau, partageant la même hydrologie que la Rize, à savoir celle d'une modeste résurgence du Rhône alimentée par des infiltrations, irrigue aussi la rive gauche du fleuve, à travers les actuels 6e et 3e arrondissements. Désigné par l'hydronyme ruisseau de Feurs ou Fuers, il est régulièrement confondu avec le bras nord de la Rize, dont il semble partager en partie le tracé décrit par Russo et Audin en 1961. Il apparaît sur plusieurs cartes de l'époque, et encore au XIXe siècle, après son détournement consécutif à la construction du fort des Brotteaux en 1838. Sur le plan topographique de 1848-1852, il circule entre la rue du Monument (aujourd'hui rue Louis-Blanc, dans le 6e arrondissement) et la rue Louis le Grand (aujourd'hui rue Villeroy, dans le 3e), en coupant le cours Lafayette, la rue de Bonnel, la rue Servient, la rue de la Part-Dieu et la rue Mazenod. D'après le plan des sorties routières de Lyon aux époques gallo-romaine et médiévale proposé par Amable Audin, le ruisseau semble gagner le bras nord de la Rize après l'avoir étroitement longé.
En 1831, un projet de nivellement de la Rize dans sa partie concernant la commune de La Guillotière est présenté. En 1861, les bras de la Rize entre la Part-Dieu et l'église Saint-Louis sont encore précisément cartographiés.

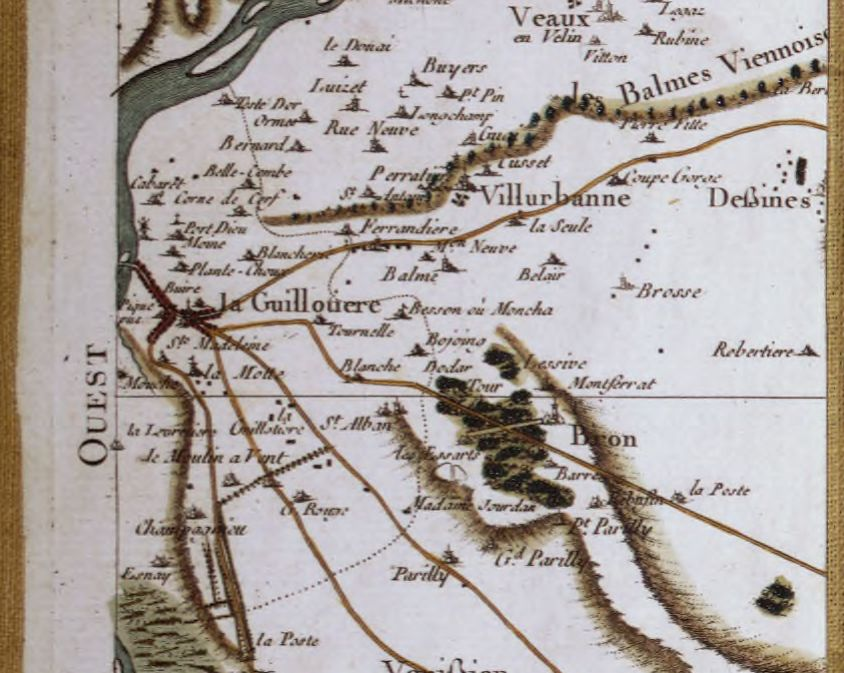
Extrait de la carte de Cassini (v. 1759-1762) du secteur de la Guillotière, sur laquelle la Rize n'est pas mentionnée.
Plan Garella de 1833, montrant l'aboutissement d'un ruisseau (bras sud de la Rize) dans la lône de Bèchevelin, à la Guillotière.
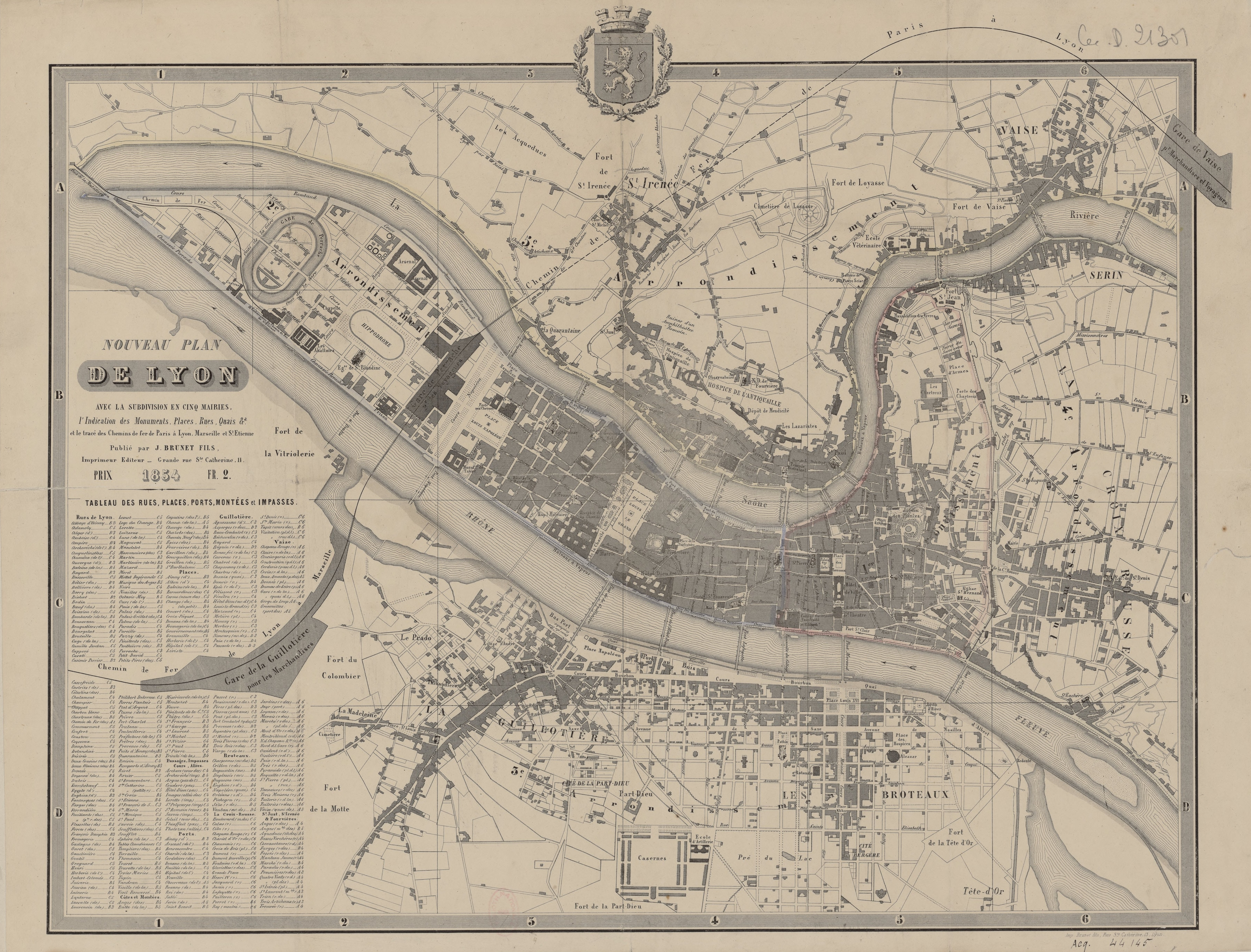
Plan de 1854 faisant apparaître le bras sud de la Rize près des casernes de la Part-Dieu et le long de la rue Creuzet, ainsi que le ruisseau de Feurs entre les Brotteaux et la Guillotière.
Carte d'état-major de 1866, montrant les multiples connexions de la Rize en amont, avec des ruisseaux directement liés au Rhône.

### Époque industrielle (1850-1970)

#### Utilisation des eaux en aval

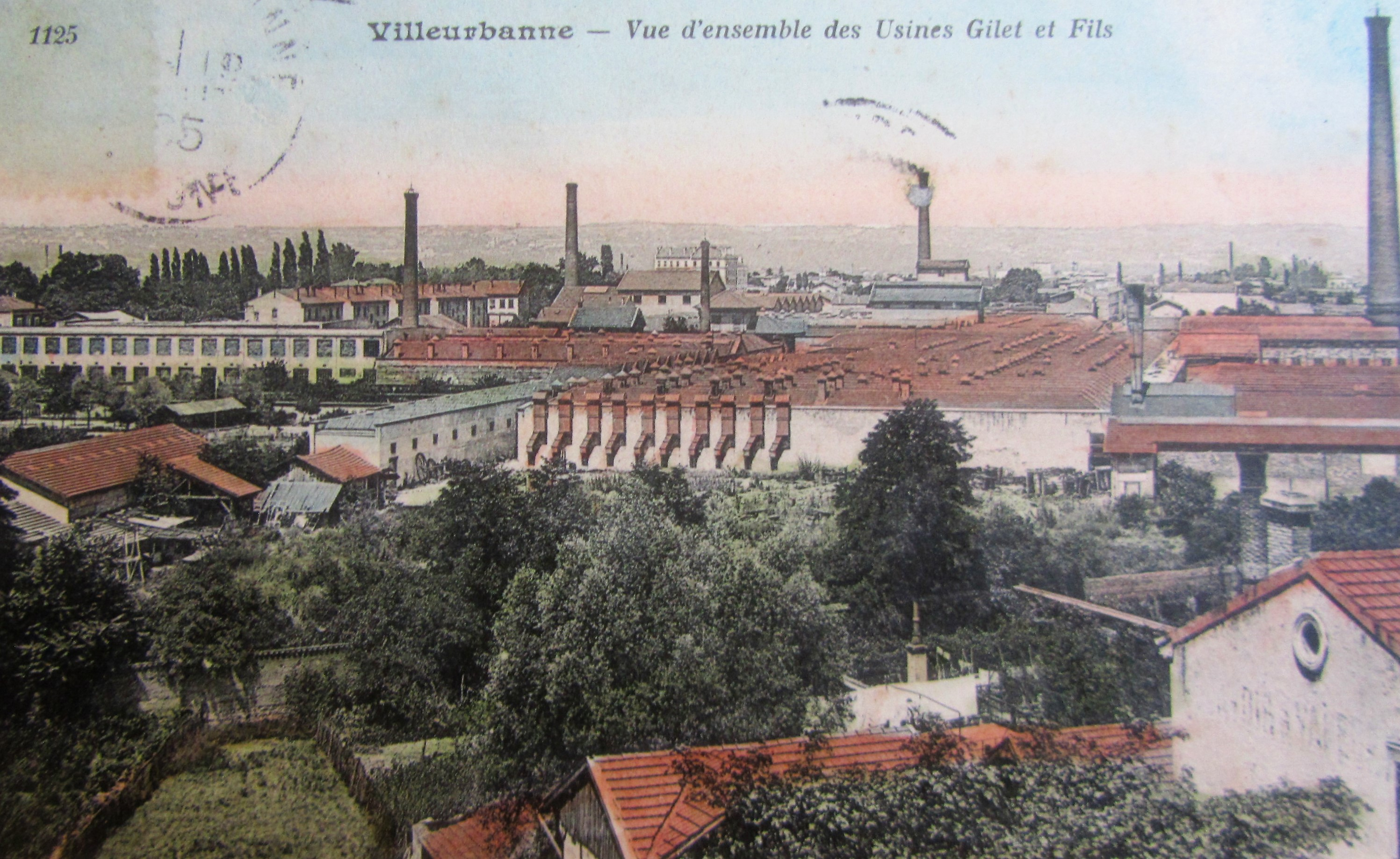
Vue ancienne des usines Gillet.

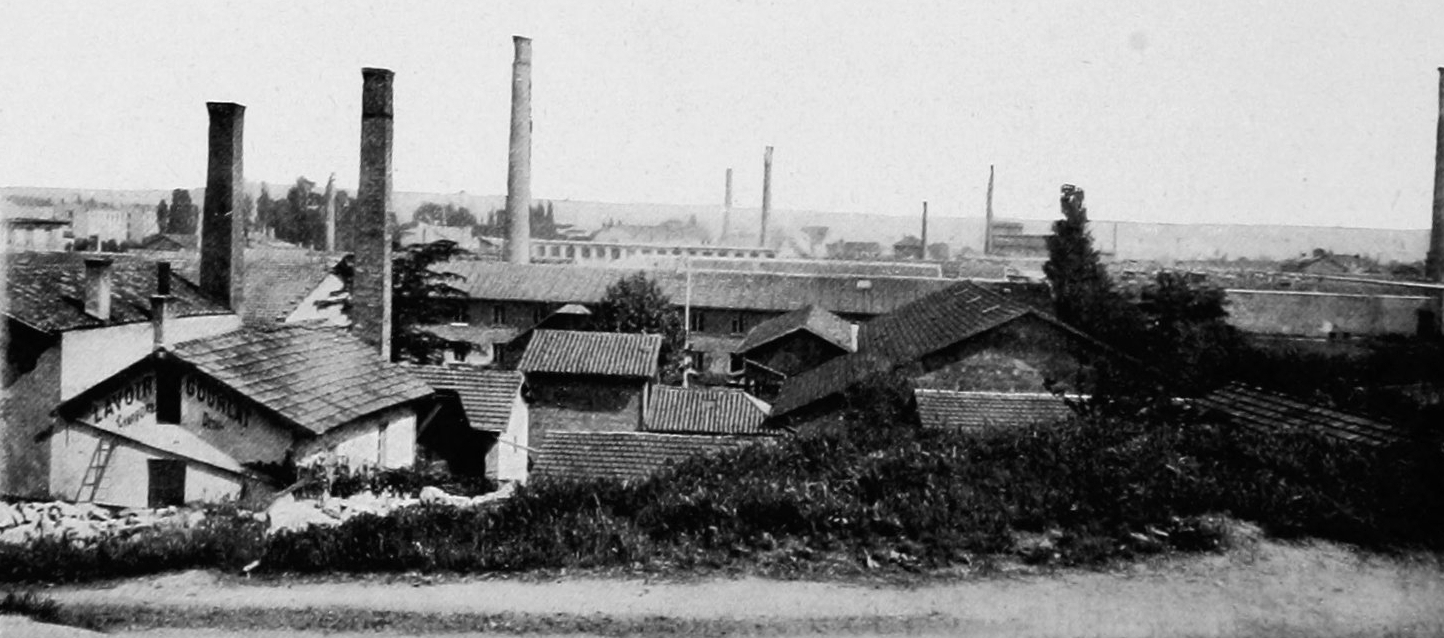
Paysage industriel de Villeurbanne au début du XXe siècle.

Avec le développement industriel de l'agglomération lyonnaise au XIXe siècle, le ruisseau est convoité pour la bonne réputation de ses eaux. Dès le premier quart du siècle, le développement industriel de l'est lyonnais se concentre en partie autour de la Rize.
À partir de là, les chercheurs Alexandre Brun, Hervé Caltran, Llewella Maléfant et Paul Garcias isolent la première des trois périodes dans lesquelles ils intègrent l'histoire contemporaine de la Rize, à savoir celle des « usages ».
Dans les faits, les eaux du cours d'eau servent en effet aux teintureries, qui quittent le quartier des Brotteaux, de Vaise et de La Croix-Rousse, et aux blanchisseries, tanneries et autres activités nécessitant une abondante ressource en eau. Les blanchisseries se concentrent rue Chevreul à Villeurbanne, et rue Baraban à Lyon. Les sociétés textiles sont nombreuses, notamment les fabricants d'indiennes, les rouisseurs de chanvre (dans le quartier de la Ferrandière) et les cordiers qui utilisent le chanvre ainsi traité, (comme rue Sainte-Anne-de-Baraban). Plusieurs lavoirs publics sont installés à Villeurbanne, et on en compte six sur la totalité du cours jusqu'à Lyon. En 1868 encore, à Villeurbanne, on promeut la vente d'un terrain situé sur les rives de la Rize, près de la mairie alors située sur l'actuelle place Grandclément, pour y installer des lavoirs « plus convenables que sur le Rhône et la Saône » ou des « bassins pour des poissons, des sangsues, des écrevisses » ; le ruisseau est alors qualifié d'« intarissable ». Dès le XIXe siècle, de premiers travaux de curage et de canalisation opérés sur le Rize amont, entre Chessin et la Berthaudière, sur la commune de Décines, permettent d'améliorer la circulation de l'eau nécessaire aux approvisionnements urbains et industriels.
Parmi les principales entreprises industrielles situées à proximité de la Rize, les bâtiments de la société de textiles artificiels Gillet, sont les plus imposants, établis en rive droite, séparés du ruisseau par la rue du Docteur-Frappaz.

#### Dégradation et artificialisation
Progressivement, la qualité de l'eau se dégrade, causant d'importants désagréments olfactifs, notamment par le pourrissement du chanvre et les rejets des tanneries et usines textiles. Au printemps 1874, une épidémie de fièvre typhoïde touche le lycée de Lyon, et en réaction, une commission propose d'améliorer le nettoyage des égouts en augmentant la circulation de l'eau à partir du captage des sources des Balmes viennoises, jusqu'à la Rize. En octobre de la même année, le conseil général du Rhône préconise aussi d'orienter les eaux de ruissellement de la route vers la Rize,. En 1877, la Rize est évoquée à la Chambre des députés par son « cours tortueux, boueux et nauséabond [qui] transporte la fièvre tout le long de son parcours ». La même année, elle est décrite comme étant « tantôt canalisée, tantôt coulant à ciel ouvert », recevant toutes les « souillures » de l'industrie, et n'aboutissant déjà plus depuis plusieurs années dans le fossé d'enceinte séparant le fort du Colombier du fort de la Vitriolerie. En 1892, la Rize à Villeurbanne est présentée comme « [semant] un peu de fraîcheur », mais dont les eaux sont considérablement amenuisées par le captage industriel et « [infectées] de matière organique ». En 1893-1894, elle est même accusée d'être à l'origine d'une nouvelle épidémie de fièvre typhoïde qui frappe le quartier des Maisons-Neuves.
De plus, les dérivations et autres barrages qui envahissent son lit l'appauvrissent. Des mesures de curetage sont prises tardivement : si dès 1846, l'architecte Christophe Crépet défend l'idée d'un renforcement des eaux de la Rize par création d'un canal de drainage depuis les marais en amont, ce projet patine. En 1853, un syndicat intercommunal est mis en place, et il s'engage effectivement à creuser un nouveau lit artificiel pour la Rize, en remontant vers Décines. Son activité végète cependant après quelques décennies ; déjà remanié en 1858, dans les années 1900 il végète. Le projet de canalisation de Crépet aboutit tardivement, dans les années 1860, alors que la qualité du cours d'eau s'est déjà fortement dégradée.

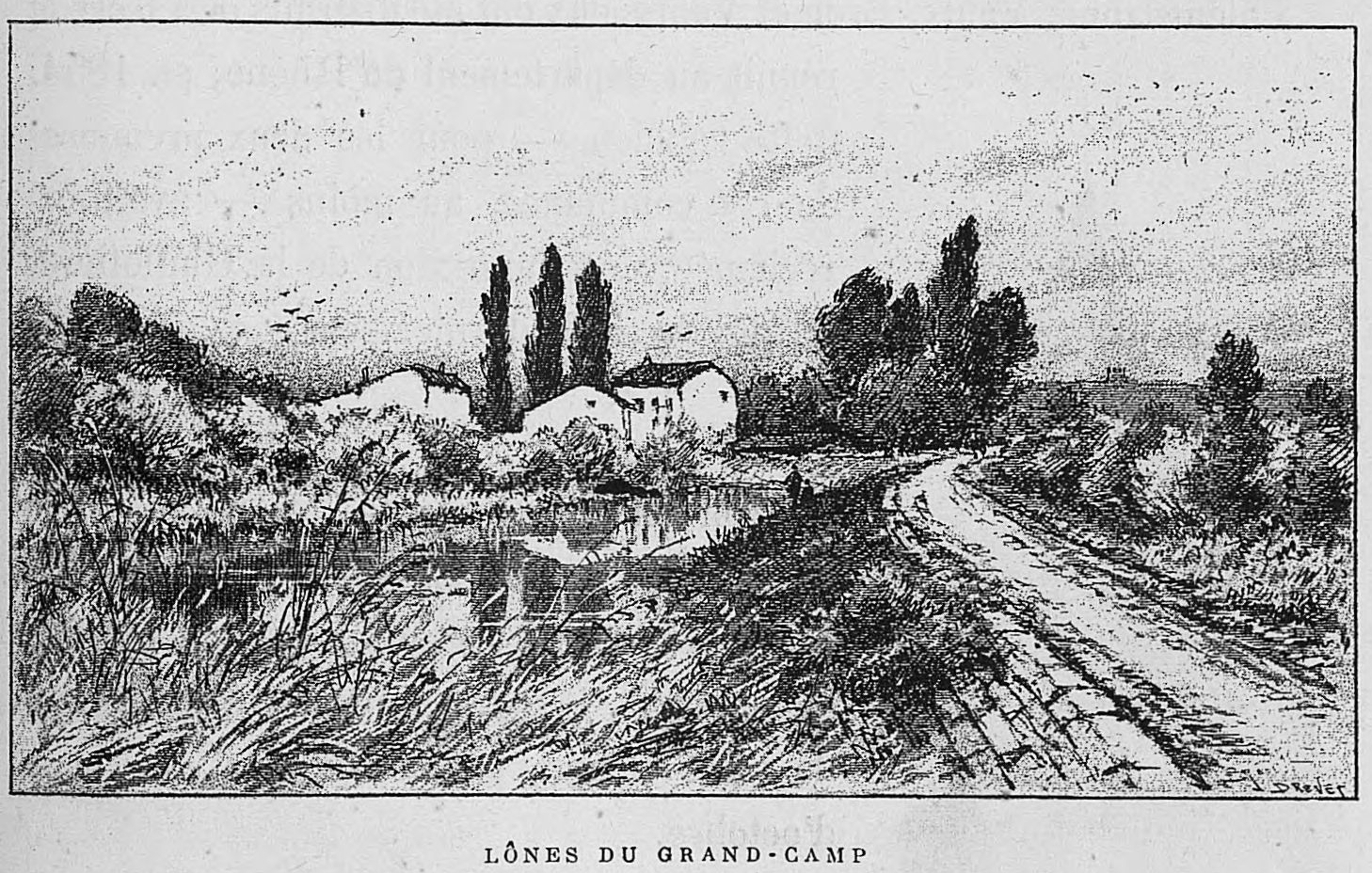
Paysage marécageux de lônes au nord de Villeurbanne avant assainissement (dessin de Joannès Drevet vers 1892).

Plusieurs crues du Rhône et donc de la Rize marquent le XIXe siècle (1840, 1842, 1856), mais les épisodes de sécheresse sont d'autant plus marquants (1826 à 1830 notamment) que le débit moyen s'atténue à mesure du développement urbain, dans la portion lyonnaise notamment. Le faible dénivelé dans la traversée de Lyon, et l'absence d'entretien régulier du cours d'eau, expliquent aussi son altération prononcée durant le XIXe siècle.
Le plan parcellaire de Lyon levé en 1863 à l'initiative du préfet Claude-Marius Vaïsse, met en évidence plusieurs portions de la Rize, notamment dans les quartiers de la Villette et de la Buire, mais un certain nombre de sections semblent déjà disparues, notamment en aval de la grande rue de la Guillotière. Les travaux d'urbanisme que la municipalité de Lyon mène dès les années 1850, une fois le territoire de la Guillotière lui a été rattaché, dans le secteur de la Buire, ont aussi des conséquences sur la Rize.

#### Disparition du cours aval et déplacement du cours amont
Les mesures prises pour limiter la dégradation continuelle du cours d'eau demeurent vaines ; le 6 avril 1875, le conseil municipal de Lyon adopte la suppression de la Rize dans l'intérieur de la ville, pour assainir le quartier du 3e arrondissement. La mesure, qui concerne le cours de la Rize à partir du « chemin de la Corne-de-Cerf » (actuelle rue Maurice-Flandin) ne soulève aucune protestation et est déclarée d'utilité publique le 16 avril 1880, communiquée par le Préfet lors du conseil municipal du 4 mai 1880. Les travaux sont engagés dans la foulée. Depuis 1881, le cours lyonnais de la Rize, à l'ouest de la Part-Dieu, s'écoule en égout dans le sous-sol. En 1882, la Rize se réduit à la section comprise entre la Ferrandière et la Villette, bien qu'elle apparaisse encore sur le plan de la ville de Villeurbanne de 1891. Cette artificialisation méthodique s'inscrit dans la deuxième phase historique identifiée par les chercheurs Brun, Caltran, Maléfant et Garcias, à savoir la période de la « bétonnisation ».

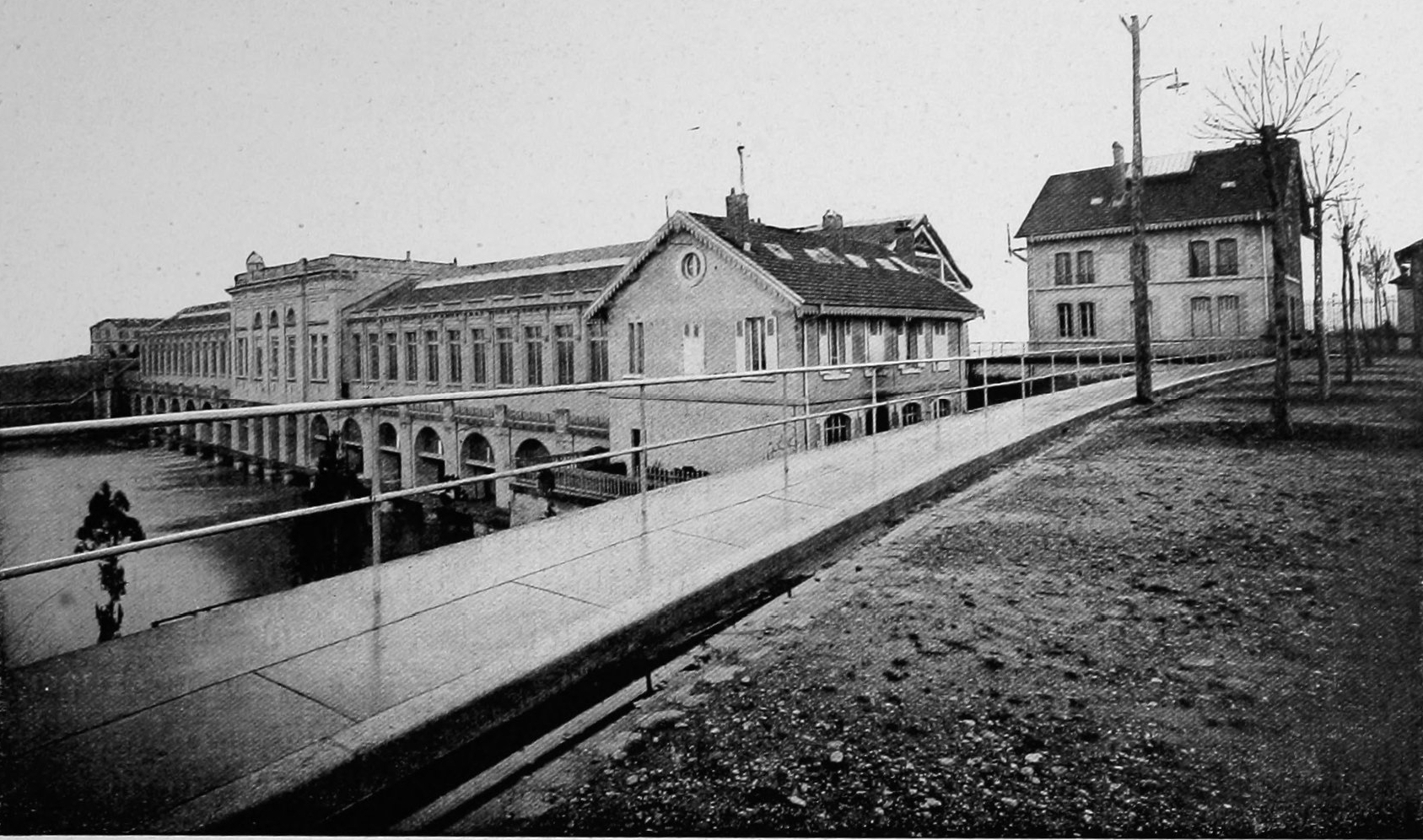
La centrale hydroélectrique de Cusset, vers 1901.

En 1894, le coup de grâce de la Rize est donné lors du creusement du canal de Jonage, nécessaire à la mise en route de la centrale hydroélectrique de Cusset. Les huit premiers kilomètres du canal, de Jonage jusqu'au pont d'Herbens, à l'entrée du réservoir du Grand-Large, empruntent le tracé d'un bras du Rhône encore actif lors des grandes eaux. Mais en aval du réservoir, c'est le cours supérieur naturel de la Rize qui est presque totalement absorbé par l'ouvrage, et avec lui les ruisseaux du Plat et du Gua, auxquels il était connecté et qui alimentaient deux moulins (Platacul et Chessin), profondément perturbés. Ainsi, la portion de la Rize aujourd'hui en eau à l'air libre à Vaulx-en-Velin résulte véritablement d'un déplacement du cours historique et d'une re-création du ruisseau quelques dizaines à quelques centaines de mètres vers le nord, faisant office de contre-canal.

« Le canal supprimant le ruisseau de la Rize [...], la Société du canal de Jonage fut tenue de rendre cette eau aux intéressés. Elle a utilisé, pour cela, une partie des eaux du ruisseau latéral établi sensiblement au même niveau que l'ancien lit de la Rize. »

La création du canal fait également disparaître le bras de la Rize, ancienne portion médiévale du Rhône qui file vers la Doua par le quartier de Villeurbanne Saint-Jean.
En 1896, en aval du pont de Cusset, on fait passer la rivière sous le canal par un siphon, qui aboutit en résurgence, — le « trou de la Rize » — côté ouest. Le siphon se compose originellement de deux tuyaux de tôle superposés, d'un diamètre de 35 cm et d'une longueur de 113,5 m, dont le bon fonctionnement est exigé auprès de la Société des forces motrices par deux conventions signées en 1897 et 1898. Le trou d'eau sert de lieu d'apprentissage de la nage aux riverains. Pour limiter les discontinuités, la Société lyonnaise des forces motrices du Rhône s'engage à construire des pontons.
En 1934, la construction du boulevard de ceinture entraîne la reconfiguration du siphon, et l'interruption définitive de la continuité hydrologique vers l'aval.

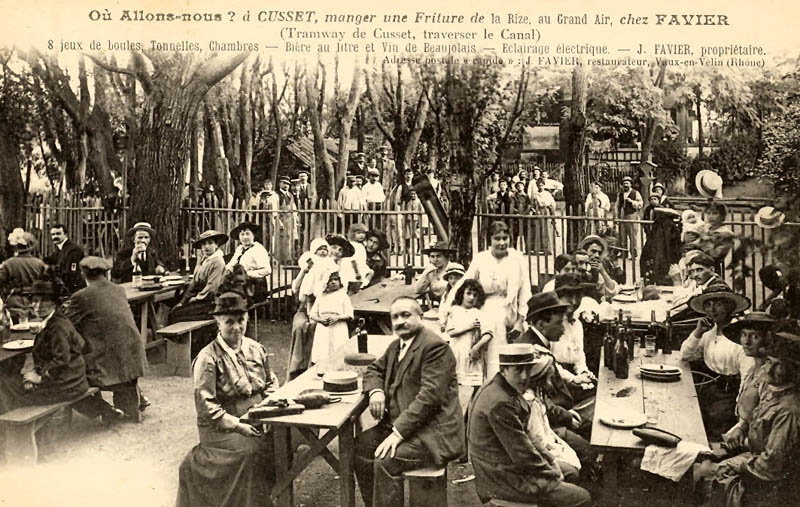
Guinguette Chez Favier vantant une « friture de la Rize », à Vaulx-en-Velin, au début du XXe siècle).

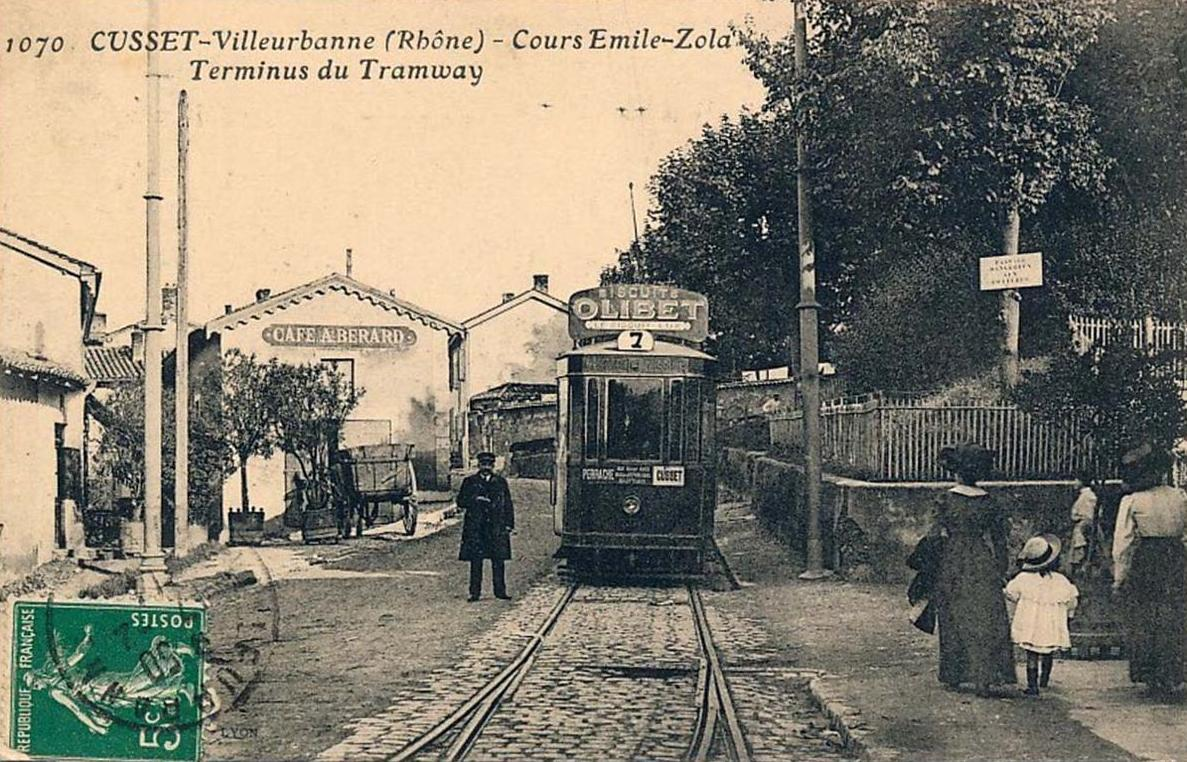
Le tramway à Cusset, vers 1905.

La partie orientale de la Rize, en amont du canal de Jonage et du pont de Cusset, bien qu'en partie déplacée, conserve une dimension naturelle et bucolique plus longtemps : au début du XXe siècle, elle demeure un lieu de promenade et de détente apprécié des Lyonnais, qui empruntent la ligne 27 du tramway jusqu'à Cusset pour ensuite rejoindre les guinguettes établies au bord du ruisseau, dans l'actuel quartier du pont des Planches, à Vaulx-en-Velin. Plusieurs de ces cafés sont d'ailleurs fondés par des ouvrières arrivées dans la région pour la construction du canal de Jonage, et prennent place dans des bâtiments issus du chantier. Les établissements de la Villa des Saules (ou chez Jean Favier), du Transvaal (puis Ma Ritournelle), du Terminus du tramway ou du café Bornicat sont fréquentés pour leurs fêtes et jeux et les « fritures de la Rize »,,,. Ils bénéficient de l'instauration du repos dominical obligatoire en 1906. D'autres établissements persistent en aval, notamment dans le secteur de l'actuelle place Grandclément, et il existe également deux cafés à La Petite-Camargue. Mais déjà dans les années 1920, sa transformation en canal par la suppression de sa partie aval, a des conséquences sur la flore, des enquêtes naturalistes attestant une modification importante par rapport aux inventaires du XIXe siècle. À Décines, les demandes d'ouverture de cafés se généralisent plutôt sur les bords du canal de Jonage et les activités ludiques se concentrent sur le réservoir du Grand Large.
Avec les développements de Lyon et Villeurbanne, l’envasement s’accélère et la Rize continue à être couverte et enfermée dans des tunnels souterrains pour que les architectes puissent bâtir en surface. La rivière ne subsiste plus que dans la mémoire des anciens et sous forme d'égouts à Lyon. En 1906, elle apparaît encore symboliquement dans le nom qu'une éphémère communauté libertaire se donne, sur la rive gauche du Rhône, le « village communiste de la Rize », bien qu'elle se réduise à une unique maison.
Dans les années 1910, les grandes entreprises textiles continuent d'acheter des terrains sur les bords de la Rize, délaissant les Charpennes où le foncier est plus onéreux. La carte IGN des années 1950 en montre encore quelques portions visibles, à la Pérallière, la Ferrandière et la Villette. À Villeurbanne, 2,6 km demeurent à l'air libre en 1964, puis seulement 200 m depuis 1973. Au début des années 1960, la chute d'un vieillard de l'asile des Petites-Sœurs des Pauvres, situé à la Villette, accélère la couverture du ruisseau. En 1965, on le voit encore dans le secteur de la rue Sainte-Pauline (actuelles rue Marius-Pionchon et rue du 24-Février-1848 à la limite de Lyon et Villeurbanne). La rue Louis-Jasseron, finissant initialement en impasse sur la Rize, est achevée et avec elle le ruisseau bouché. En 1987, de nouveaux travaux causent la disparition totale du cours d'eau sur le territoire de Villeurbanne. La Rize y subsiste par son lit asséché, maintenu sous la forme d'un dalot. À Lyon, il n'en reste rien. En ce sens, la Rize suit une trajectoire commune à nombre de cours d'eau urbains, comme la Bièvre à Paris ou l'Erdre à Nantes.
Dans le même temps, les bâtiments industriels, dont le développement était corrélé à la dégradation puis la disparition de la Rize, sont progressivement supprimés à leur tour. C'est ainsi le cas des usines Gillet de Villeurbanne, dont les locaux sont démolis en 1968 et remplacés par les barres d'immeubles de la Perralière.

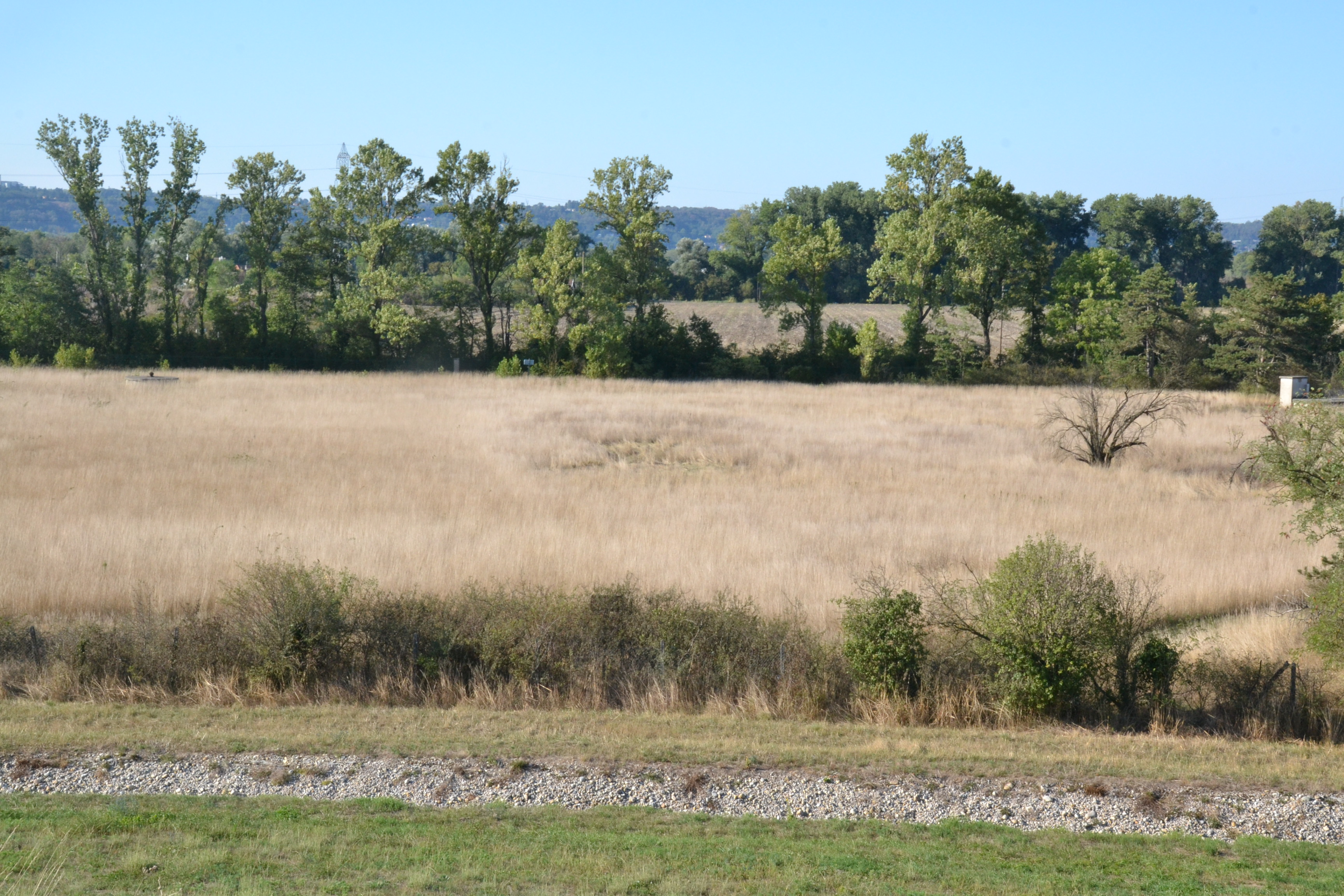
Le champ de captage de la Rubina, devant la Rize (rangée d'arbres au troisième plan).

En 1976, au moment de l'aménagement du captage d'eau potable de la Rubina, sur la commune de Décines, l'arrêté préfectoral déclarant les travaux d'utilité publique proscrit la modification du lit de la Rize, situé à proximité immédiate, en raison d'eaux « très polluées ».
La requalification du périphérique en 1984 cause la disparition définitive du siphon de Cusset et consacre celle de la partie ouest de la Rize.
Dans les années 1990, des riverains de la Rize busée se plaignent encore de la présence de rats et de moustiques.
Une ultime artificialisation est effectuée dans les années 2000, lors de la création du rond-point de la Soie à Vaulx-en-Velin, qui impose le détournement d'une courte portion de la rivière.

### Revalorisation (années 1990-2020)

#### Enjeux
La requalification de la Rize apparaît depuis le début du XXe siècle comme un chantier pouvant répondre à certains enjeux posés par le réchauffement climatique (optimisation de la ressource en eau, lutte contre les îlots de chaleur urbains, continuité paysagère). Cette prise de conscience inaugure une troisième phase historique, celle de la « réparation », dans laquelle s'impliquent autant les acteurs publics et privés.

#### Travaux de renaturation

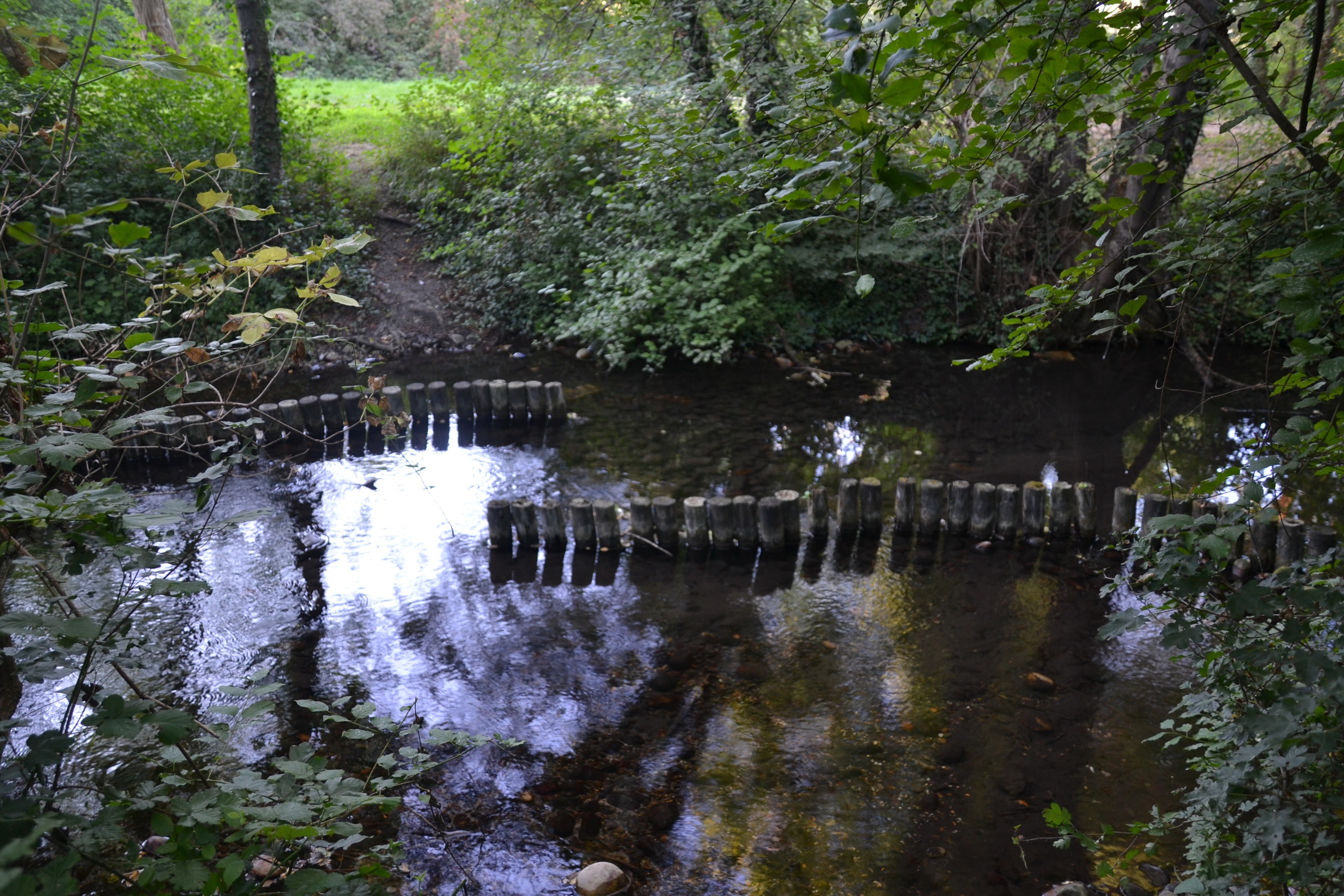
Aménagements réalisés dans les années 1990 pour assurer la diversification des écoulements.

À Décines, Vaulx-en-Velin et en partie Villeurbanne, la Rize est au grand jour sous la forme d’un canal, parallèle à celui de Jonage, résultant d'un projet intercommunal, baptisé « Les bords de la Rize », réalisé par le paysagiste Pierre Pionchon, au début des années 1990. Il est donc possible de se promener au bord de la rivière sur les communes concernées. Ce projet s'inscrit dans le contexte du « Plan bleu » décidé en 1990 par la Communauté urbaine, visant à réhabiliter progressivement les berges du Rhône et de la Saône, et qui aboutit à la reconstitution d'un Syndicat intercommunal pour la mise en valeur de la Rize, dans lequel s'associent les communes de Décines, Vaulx et Villeurbanne et qui a pour objet « la mise en valeur, la protection et la promotion de la Rize ». Le projet « Les bords de la Rize » n'est toutefois pas mené à son terme ; l'idée d'un parc aquatique et d'un stade d'eau vive, avancée par la ville de Vaulx-en-Velin, n'est pas concrétisée. De même, des riverains proposent de revaloriser la Rize dans le quartier de la Part-Dieu en créant une fontaine, mais ce projet lui non plus n'est pas validé.
Dans les années 1990, les discussions visant à renouveler la concession d'exploitation de la centrale hydroélectrique de Cusset permettent de rappeler qu'EDF, titulaire de la concession initialement attribuée à la Société lyonnaise des forces motrices du Rhône, a aussi la charge de l'entretien du lit de la Rize.

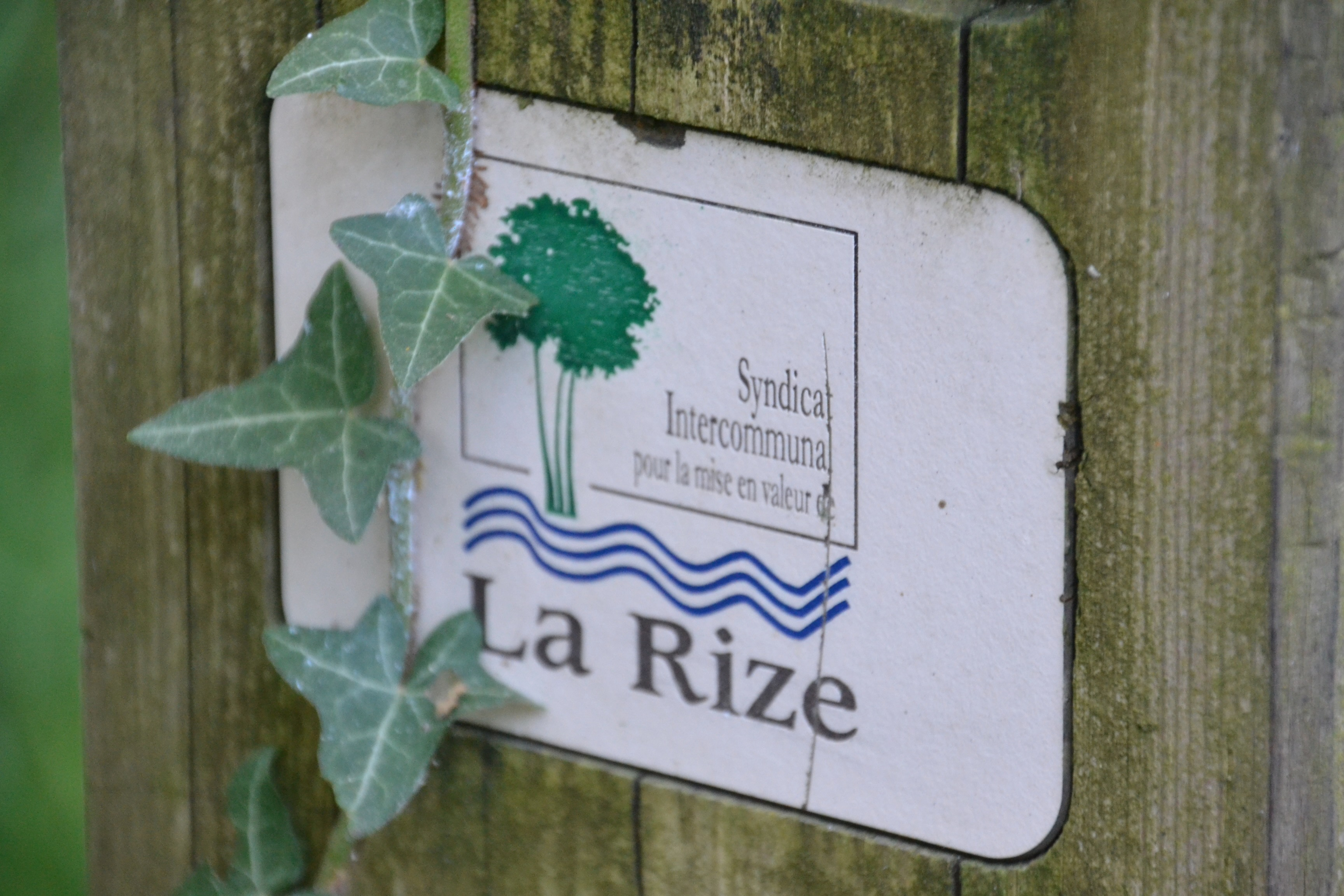
Logotype du Syndicat sur un poteau du parcours aménagé le long de la Rize amont.

Le Syndicat intercommunal poursuit son activité dans les années 2000, en élaborant un premier plan de gestion en 2005, en concrétisant la valorisation de l'amont et en engageant une première étude hydraulique en 2010. À la fin des années 2000, la revalorisation de la Rize s'inscrit aussi dans les priorités du projet de l'« Anneau Bleu », porté par la communauté urbaine.
En 2015, une étude sur la qualité des eaux est conduite, inscrite dans le Schéma d'aménagement et de gestion des eaux de la nappe de l'est lyonnais. L'année suivante, une étude hydro-morphologique est réalisée,. Il en ressort des préconisations condensées en un programme d'actions présenté fin 2017, comprenant entre autres la restauration des berges, la lutte contre les espèces invasives, l'aménagement de caches piscicoles, la découverture d'une partie de la portion busée entre Décines et Vaulx, le dévasement et la création d'un bassin de traitement des eaux de la zone industrielle.

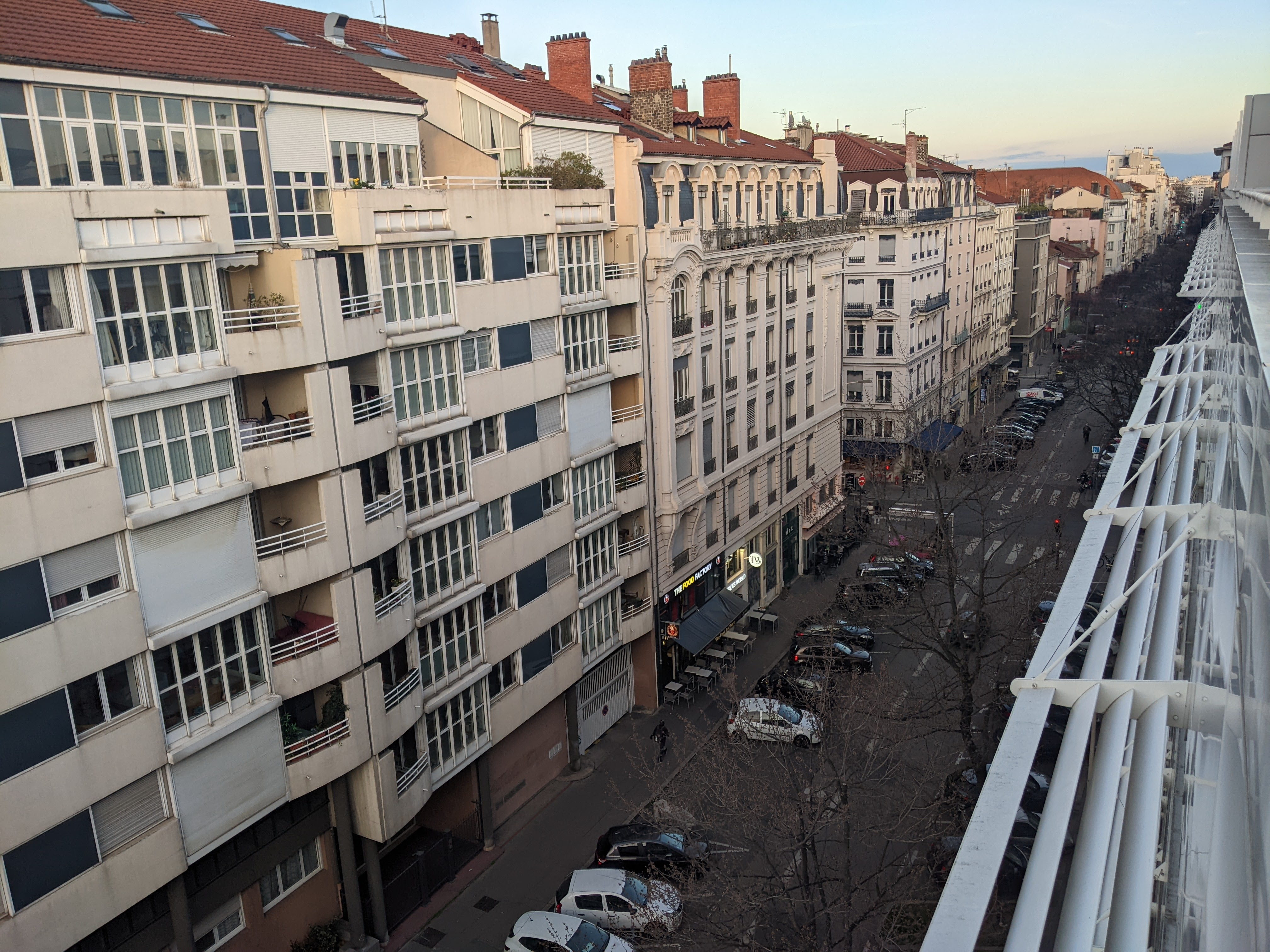
En 2017, un projet visant à recréer la Rize le long de la rue Chevreul à Lyon est proposé par une équipe de chercheurs et techniciens.

En 2017, une nouvelle étude visant à recréer une portion de rivière en contexte urbain, à savoir la rue Chevreul à Lyon, près de l'embouchure du bras sud dans le Rhône, est menée par la direction de l'eau du Grand Lyon, une UMR du CNRS et la société Artelia. S'inspirant de la restauration partielle du ruisseau des Planches, dans le 9e arrondissement de Lyon, ce programme « Pr[eau]jet urbain » s'en différencie dans le sens où la Rize n'existe plus à Lyon, et doit donc ainsi être complètement recréée, et non simplement réhabilitée. Le respect du tracé historique, la conciliation des projets urbains en cours sur le secteur et la réduction du projet de « rue-parc » à une seule voie publique et non un quartier entier apparaissent comme des points centraux de cette réflexion.
La mise en place d'un plan de gestion et de restauration des ruisseaux constituant les « annexes fluviales » du canal de Miribel, concernant notamment la Rize amont, est promue dans le cadre du Programme de restauration du fleuve Rhône à Miribel Jonage.
À l'automne 2023, les villes de Décines-Charpieu et Vaulx-en-Velin mettent en place des réunions de concertation pour solliciter l'avis des riverains, dans la perspective d'une réouverture partielle de la Rize sur un tronçon de 500 m et de sa dépollution d'ici à 2027,.

#### Dépollution et nettoyage

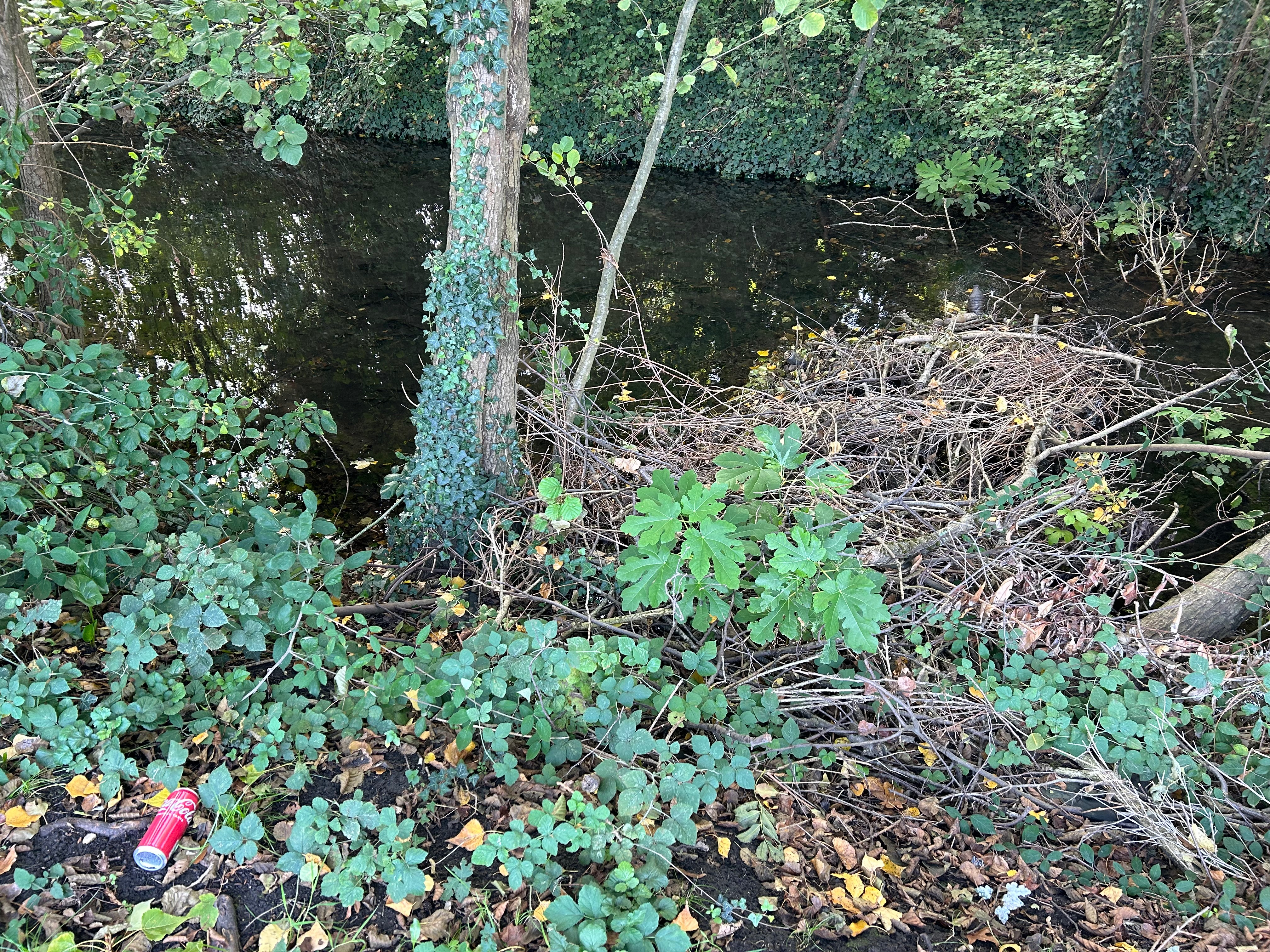
Déchets présents dans la Rize.

Dans les années 2010, des travaux visant à améliorer la réception des eaux pluviales et prévenir la pollution de la Rize par leur biais, sont menés dans le secteur de la zone d'activités de la Rize, à Vaulx-en-Velin. Ils comprennent la mise en place d'un bassin de dépollution et d'une chambre de décantation préalable à l'arrivée des eaux de ruissellement dans le cours d'eau. La réception des eaux pluviales de la zone d'activités sans traitement était encore attestée en 2016.
Des opérations de nettoyage de la Rize sont également organisées par la municipalité de Vaulx-en-Velin.
Les dépôts sauvages d'ordures et les pollutions intempestives demeurent toutefois récurrents. Les prélèvements effectués depuis les années 2010 dans la Rize à Vaulx-en-Velin et à Décines-Charpieu indiquent de bons résultats en matière de température, de présence de nutriments azotés ou phosphorés (« très bon état » pour ces trois items de 2018 à 2023 sans interruption) et d'acidification (« bon état »), mais sont moins bons en ce qui concerne l'oxygénation et le potentiel écologique (« moyen », chaque année sans interruption depuis le début des mesures) et surtout l'état chimique (« mauvais »),. Dans les années 2010, une pollution aux hydrocarbures aromatiques polycycliques est attestée. Les mesures effectuées en 2016 font état de l'absence de composés aromatiques volatiles et d'hydrocarbures aromatiques polycycliques (fluoranthène excepté en amont), mais de la contamination des eaux par des polychlorobiphényles et des sédiments par plusieurs métaux (arsenic, zinc, cuivre et plomb).
En 2025, la Métropole de Lyon prévoit le lancement d'un grand chantier de dépollution, après avoir identifié 151 entreprises impliquées dans l'altération de la qualité des eaux du cours d'eau. Ce projet comprendra aussi la redéfinition du lit du ruisseau sur certaines portions.

#### Autres actions

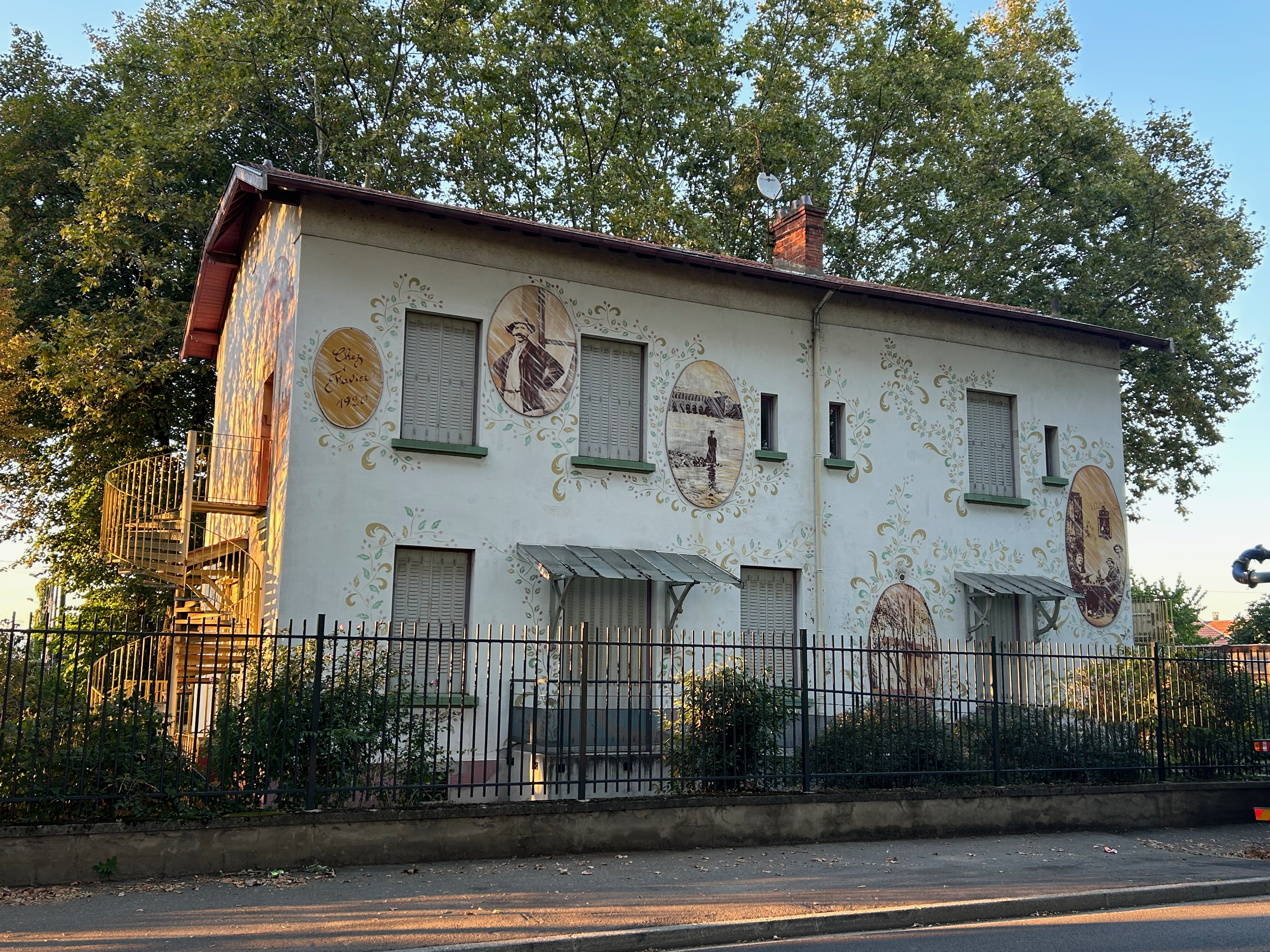
Ancienne guinguette Favier, dont le passé est évoqué à travers les décorations peintes sur les façades.

La revalorisation de la Rize passe aussi par des travaux visant à en restituer le patrimoine culturel. Le souvenir de l'ancienne guinguette Favier, dont le bâtiment est préservé, est entretenu par la décoration apposée sur les murs de l'édifice.

## Environnement

### Faune et flore

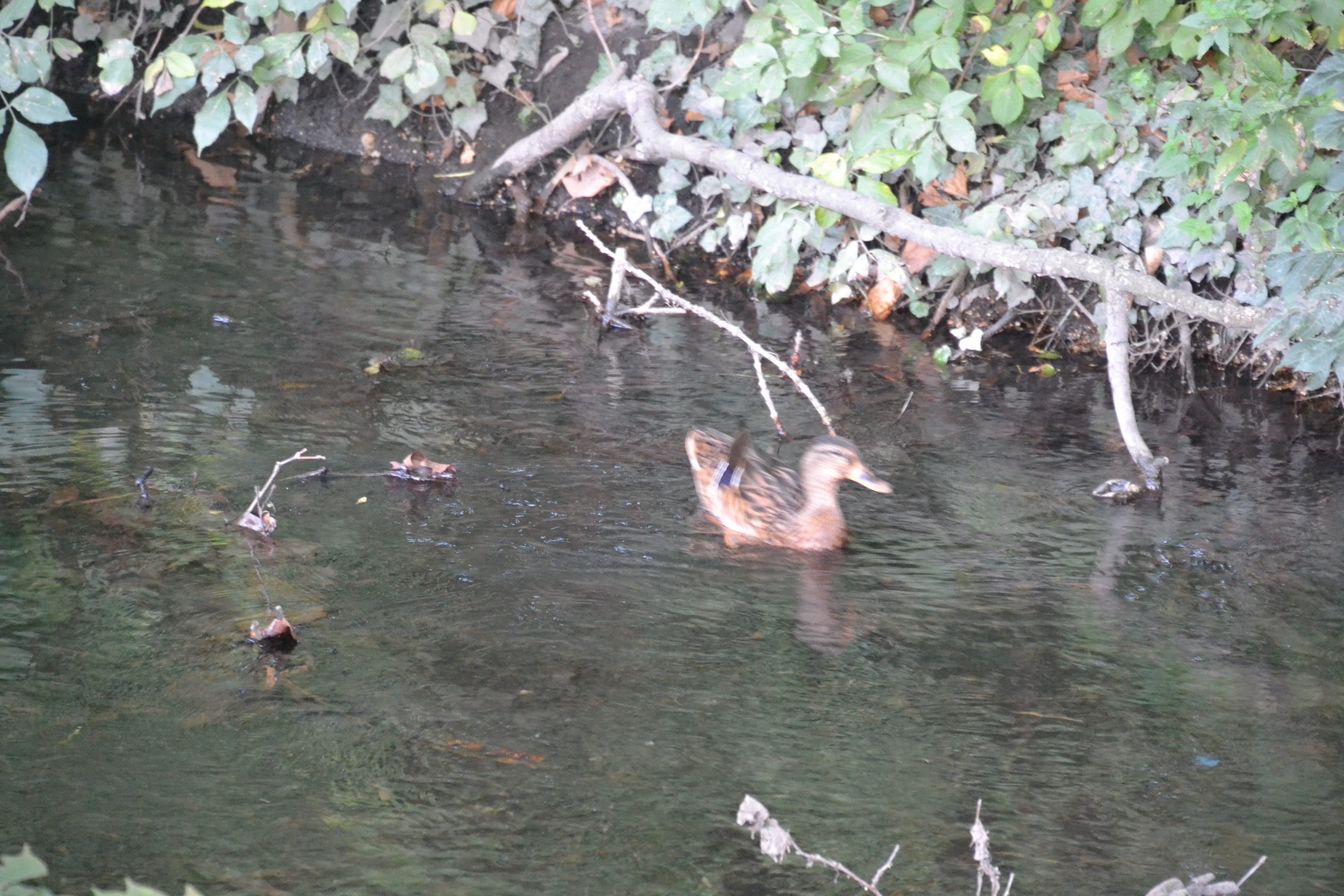
Canard dans la Rize.

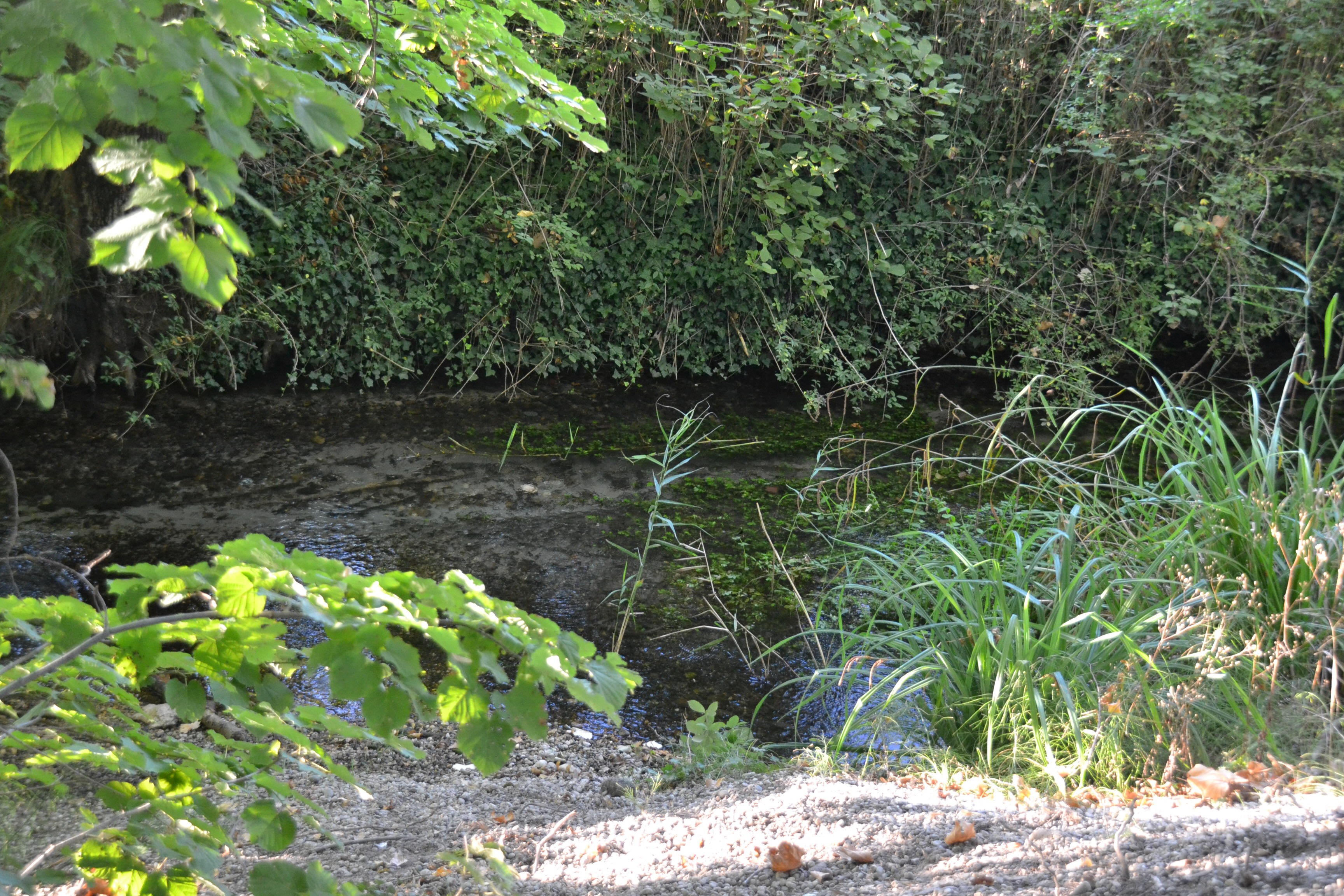
Berge de la Rize.

Les rives de la Rize sont sujettes à la prolifération de certaines espèces invasives, végétales comme la balsamine, la renouée du Japon et le buddleia, et animales comme le ragondin.
L'ichtyofaune est pauvre, comprenant de rares truites, chevesnes et brochets.
La qualité des habitats aquatiques est aléatoire, souvent altérée par l'envasement, la mauvaise qualité du substrat, l'uniformité des berges et de l'écoulement, et la présence de deux obstacles à la continuité biologique sans passe à poissons. Il existe en outre peu de frayères.
Les ripisylves sont présentes en amont, mais souvent de mauvaise qualité (interruption du linéaire, faible épaisseur, déconnexion des arbres du lit du cours d'eau, espèces peu adaptées au milieu et occasionnant une obstruction par le feuillage comme l'alignement des platanes de l'avenue Grandclément). Quelques sections plus qualitatives existent toutefois, quand la largeur du boisement dépasse les 5 m. L'étude hydromorphologique de 2016 évalue la part de ripisylve en bon état à environ 45 % du linéaire.

### Protection environnementale

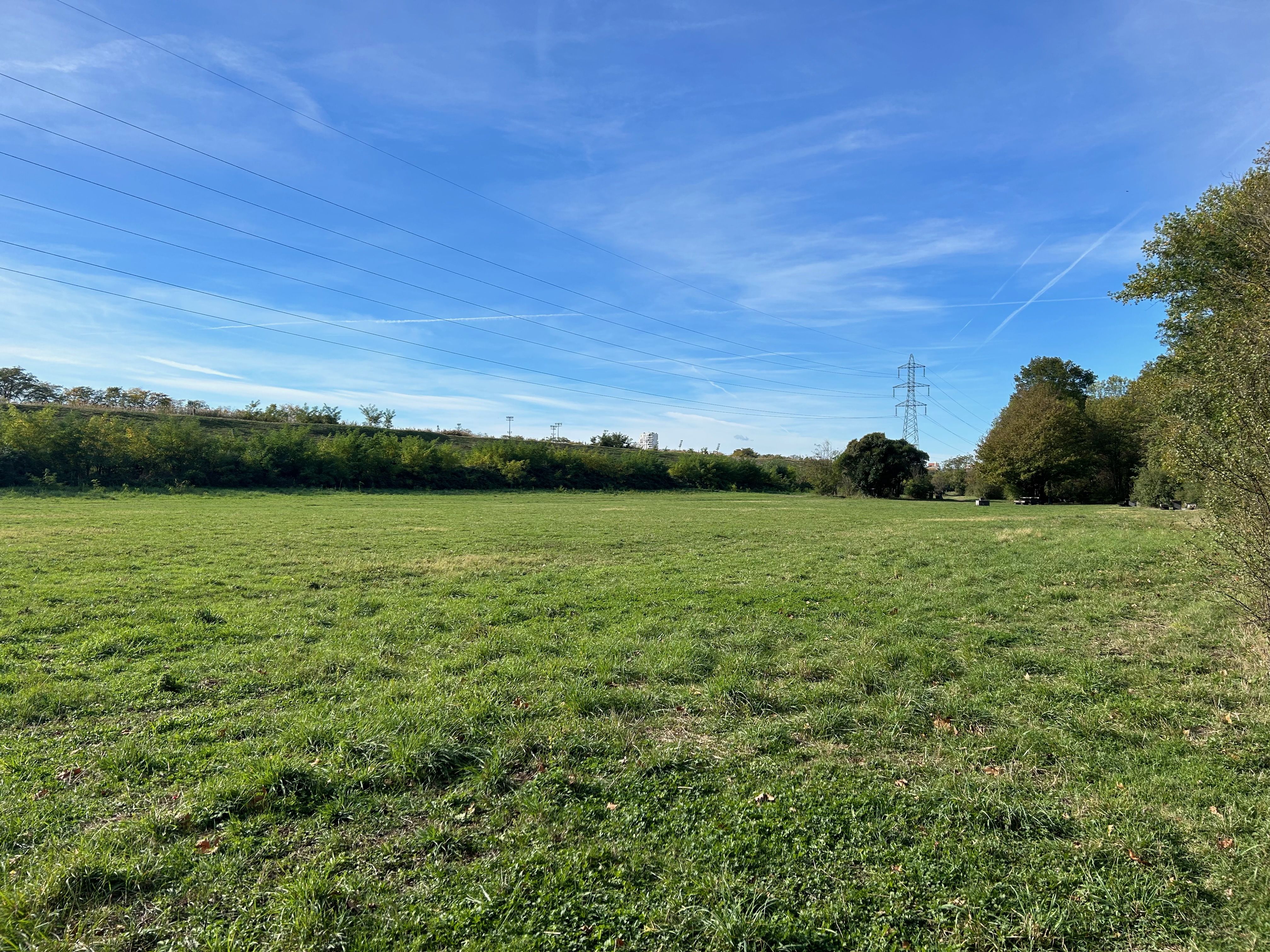
Prairie humide au sud de la Rize, inventoriée par la Métropole de Lyon au titre des zones humides d'intérêt.

Le cours de la Rize est partiellement couvert par la Zone naturelle d'intérêt écologique, faunistique et floristique de type II « Ensemble formé par le fleuve Rhône, ses lônes et ses brotteaux à l'amont de Lyon », mais les spécificités du ruisseau ne sont pas mentionnées dans le descriptif de la zone.
La Métropole de Lyon et la Fédération Rhône-Alpes de protection de la nature sont engagées entre 2011 et 2016, appuyées par d'autres partenaires, dans la réalisation d'un inventaire des zones humides sur le territoire métropolitain. Ce recensement permet d'identifier quatre zones à proximité immédiate de la Rize :
- la Rize au Pontet (1 430 m2), à Décines-Charpieu, comprenant le cours de la Rize au sud-est de la rue Auguste-Rodin. La zone, qui correspond à un linéaire cumulé d'environ 800 m, est répertoriée pour le milieu suivant : végétations aquatiques ;
- l'ourlet de la Rize (1 758 m2), correspondant à la portion à l'air libre du ruisseau longée par une promenade piétonne, parallèle à l'avenue Grandclément, entre le pont de la Soie et la rue Jean-Foucaud, à Vaulx-en-Velin. La zone est répertoriée pour les milieux suivants : mégaphorbiaie, roselière à phragmites, herbier aquatique ;
- deux secteurs dits des « prairies humides de la Rize » (150 m2 et 209 m2), localisés sur les terrains situés en rive gauche de la Rize dans le même secteur de Vaulx-en-Velin, bordés au sud par le canal de Jonage. Les deux zones sont répertoriées pour le milieu suivant : prairies humides eutrophe. Elles font figure de zones d'expansion en cas de crue décennale[2].

La pêche est interdite dans la Rize, par arrêté préfectoral en date du 21 mars 2011. Des pêches effectuées en 1987 puis en 2013 font état d'une réelle « faiblesse piscicole ».

## Paysage toponymique

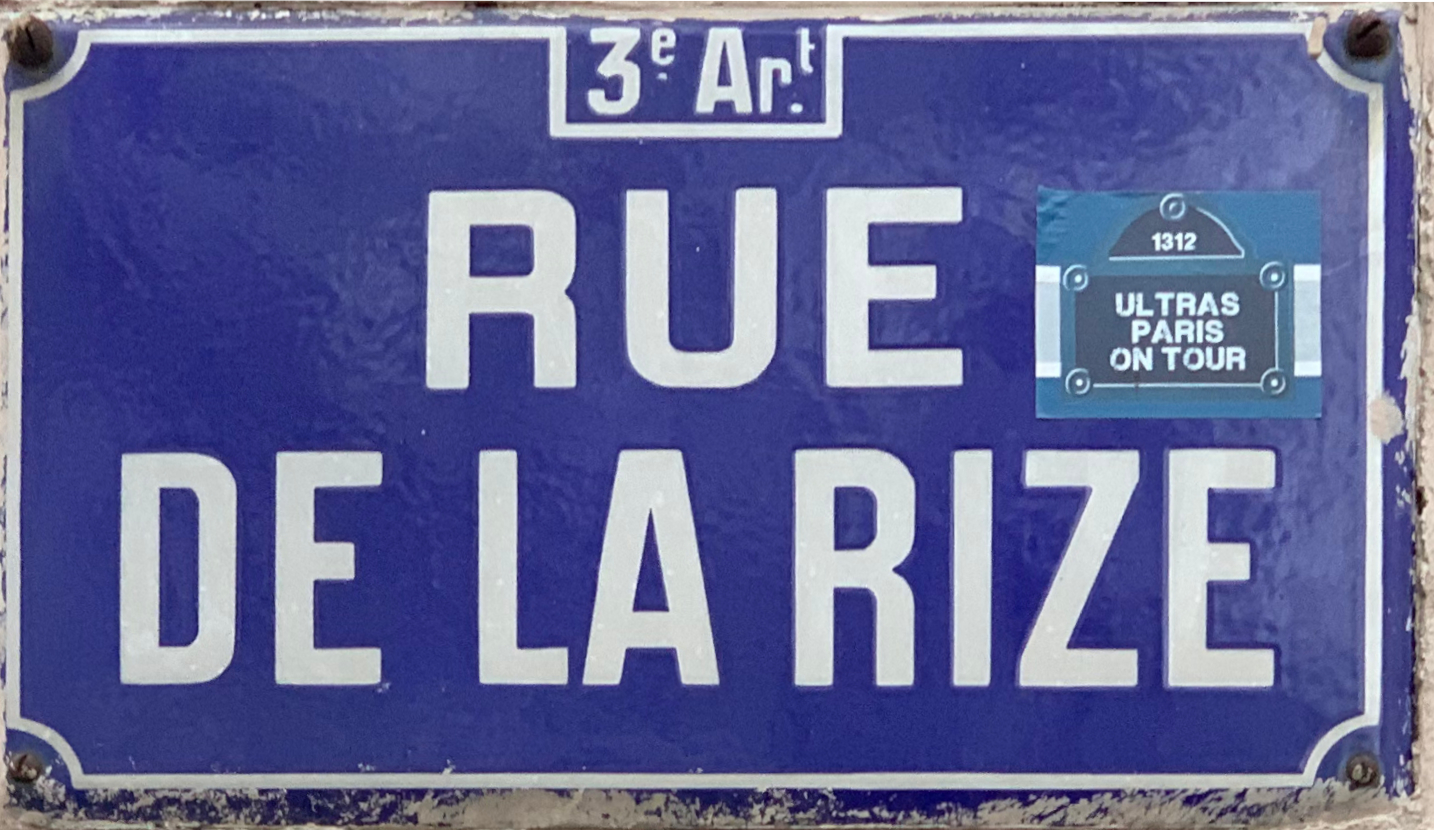
Plaque de la rue de la Rize, à Lyon.

La présence de la Rize se traduit dans un certain nombre de toponymes sur les différentes communes que le cours d'eau traverse historiquement.
Six odonymes sont recensés :
- chemin de la Rize, à Décines-Charpieu ;
- avenue de la Rize, impasse de la Rize et chemin de la Rize, à Vaulx-en-Velin ;
- petite rue de la Rize, à Villeurbanne ;
- rue de la Rize, dans le 3e arrondissement de Lyon.

En outre, plusieurs autres types de lieux comportent cet hydronyme :
- la zone industrielle de la Rize, le snack de la Rize, la concession automobile de la Rize, la Pharmacie Nouvelle de la Rize, à Vaulx-en-Velin ;
- le Rize, lieu culturel de Villeurbanne ;
- l'école nouvelle de la Rize, la Pharmacie Rize-Part-Dieu, le cabinet dentaire de la Rize, dans le 3e arrondissement de Lyon.
- l'atelier d'architectes de la Rize ;
- le « château » de la Rize, demeure bourgeoise du XIXe siècle, dans le 7e arrondissement de Lyon[91].

Enfin, certains toponymes rappellent indirectement la présence de la Rize, notamment par l'évocation de ses anciens usages, comme la rue des Teinturiers dans le 3e arrondissement de Lyon.

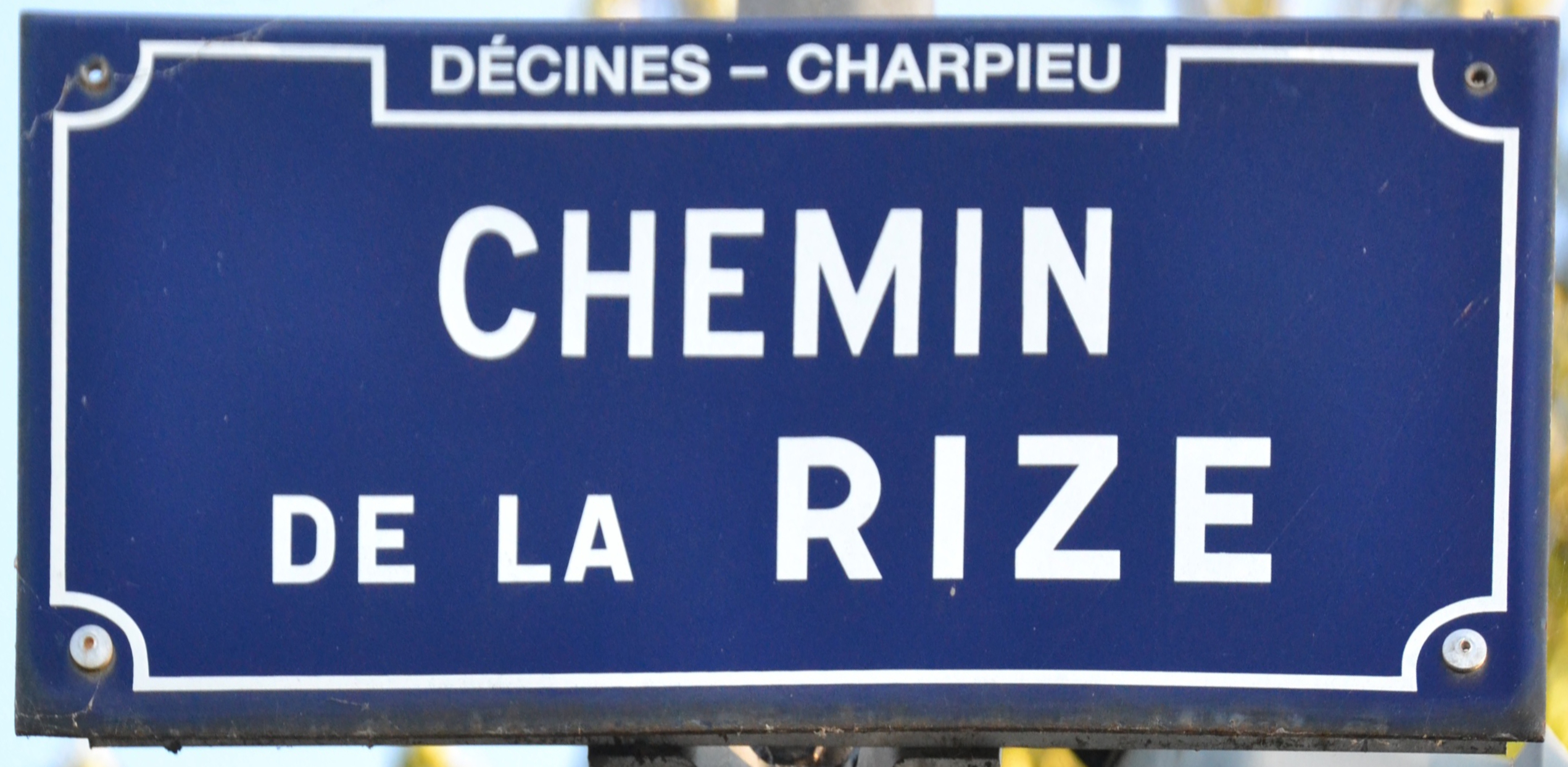
Chemin de la Rize, Décines-Charpieu.
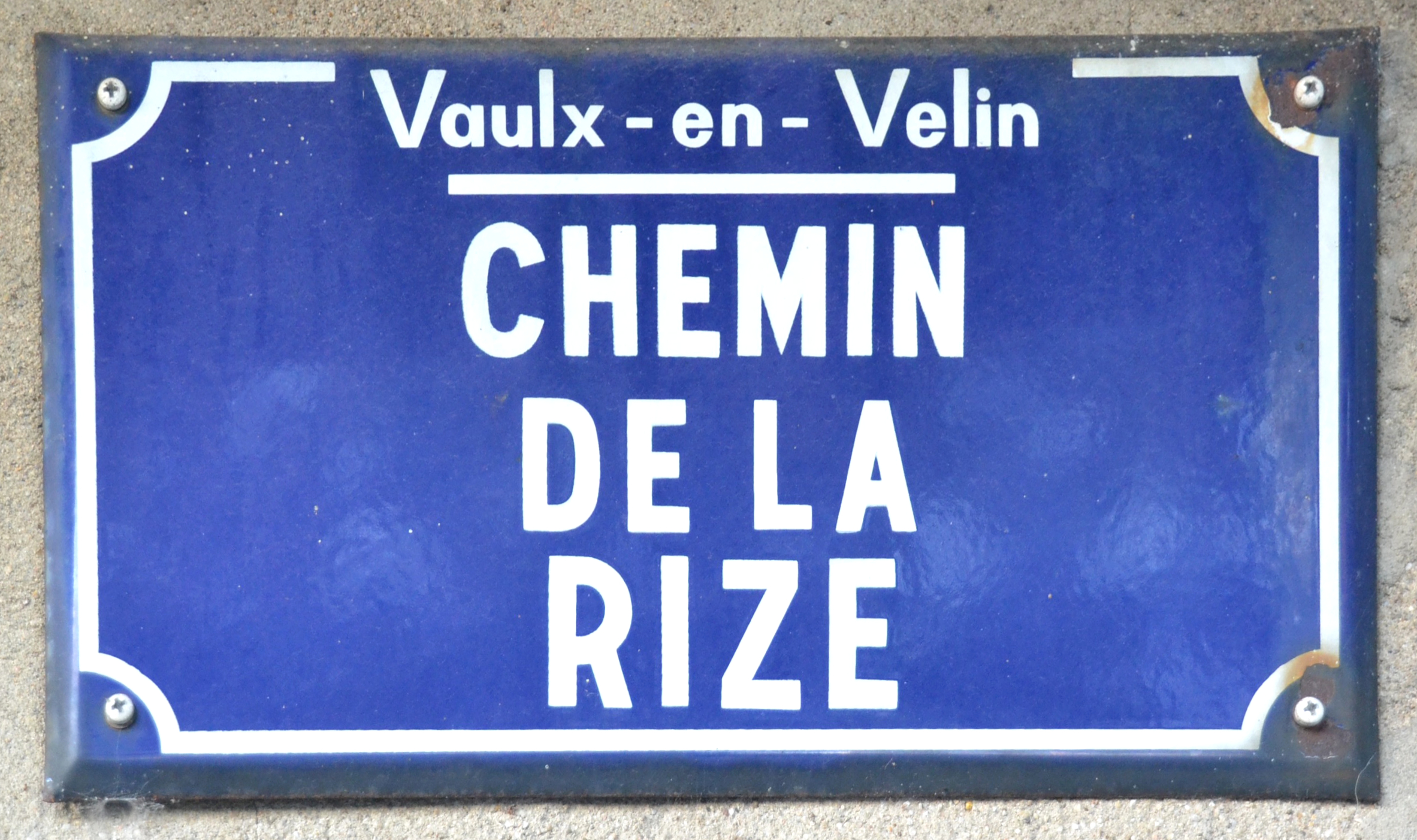
Chemin de la Rize, Vaulx-en-Velin.
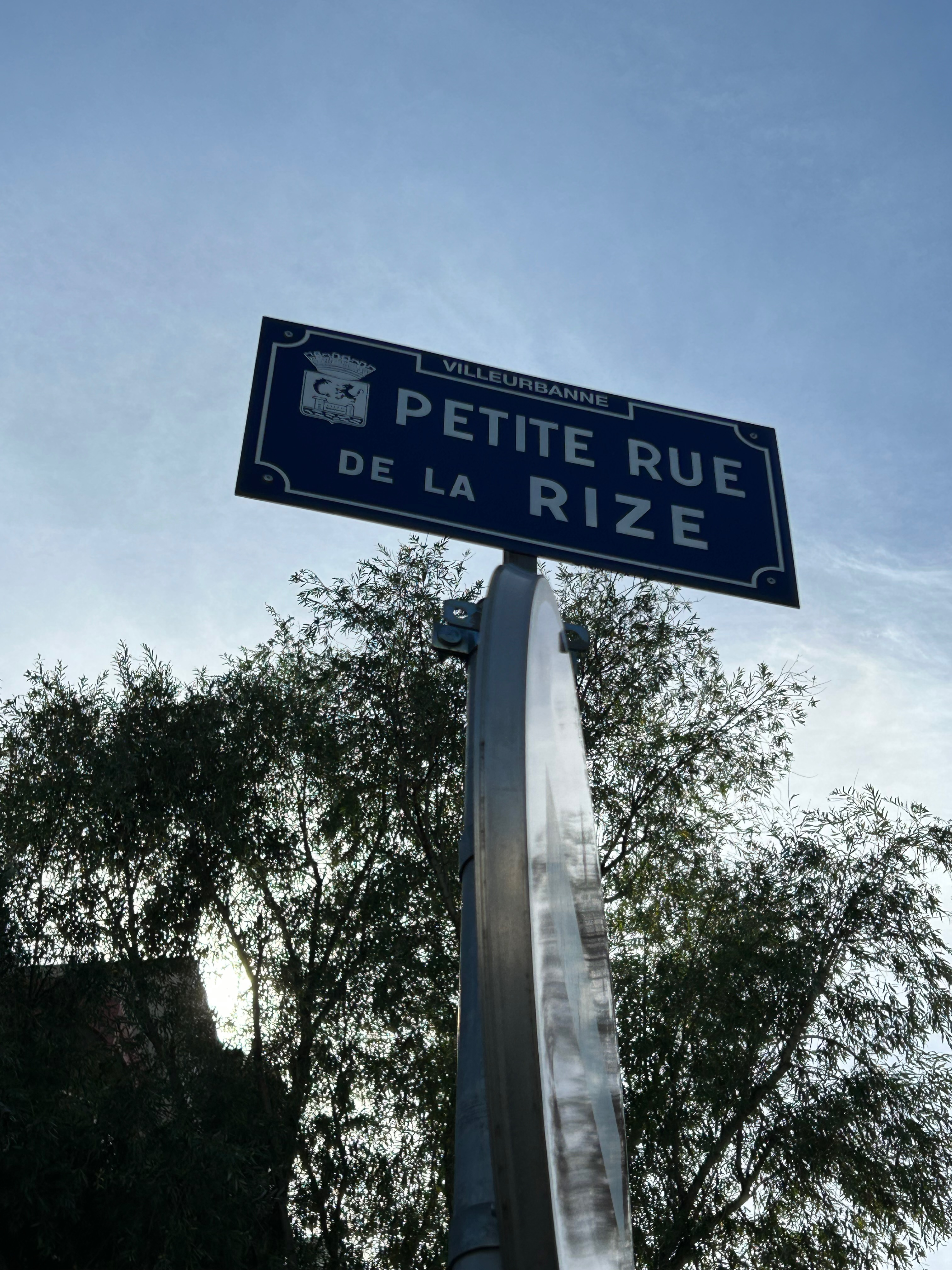
Petite rue de la Rize, Villeurbanne.

## Valorisation patrimoniale

### Le Rize

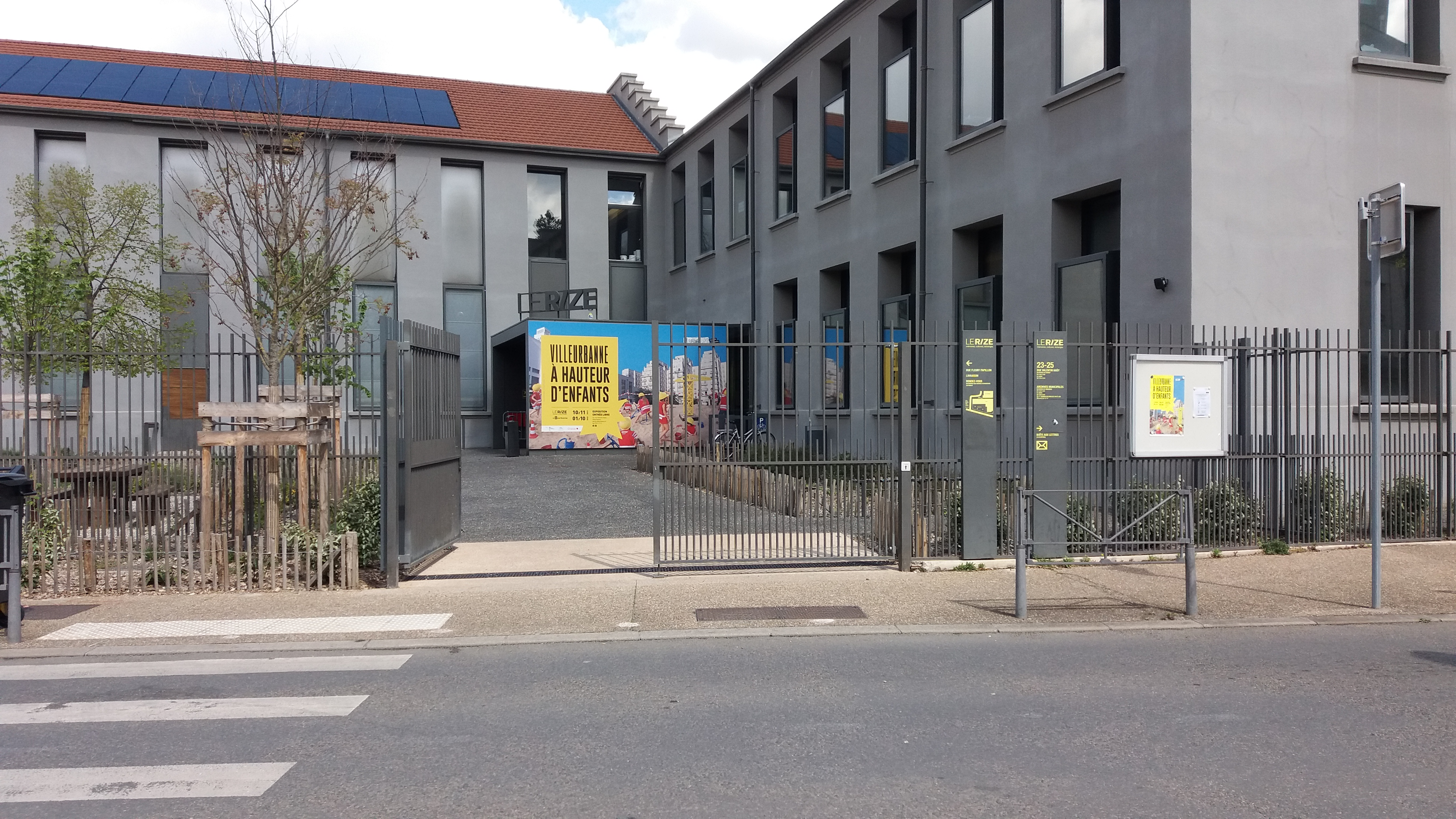
Le Rize, établissement culturel municipal de Villeurbanne, nommé d'après la Rize.

Le Rize, structure culturelle municipale de Villeurbanne, tient son nom du passage à proximité du cours de la Rize. Ouvert en 2008, cet établissement répond à la volonté politique de mettre en place un centre dédié à la « mémoire ouvrière, multiethnique et fraternelle des villes du XXe siècle ». Le Rize rassemble en un même lieu la bibliothèque municipale, le service des archives municipales, un centre de médiation culturelle et un lieu de recherche. Parmi les projets portés par Le Rize, figurent deux outils numériques, réunis sur la plateforme « Le Rize+ » : le « Carnet des mémoires de Villeurbanne », inventaire participatif du patrimoine de la commune, et l'« Encyclopédie de Villeurbanne », dont plusieurs des notices font référence à l'histoire de la Rize.

### Parcours balisés

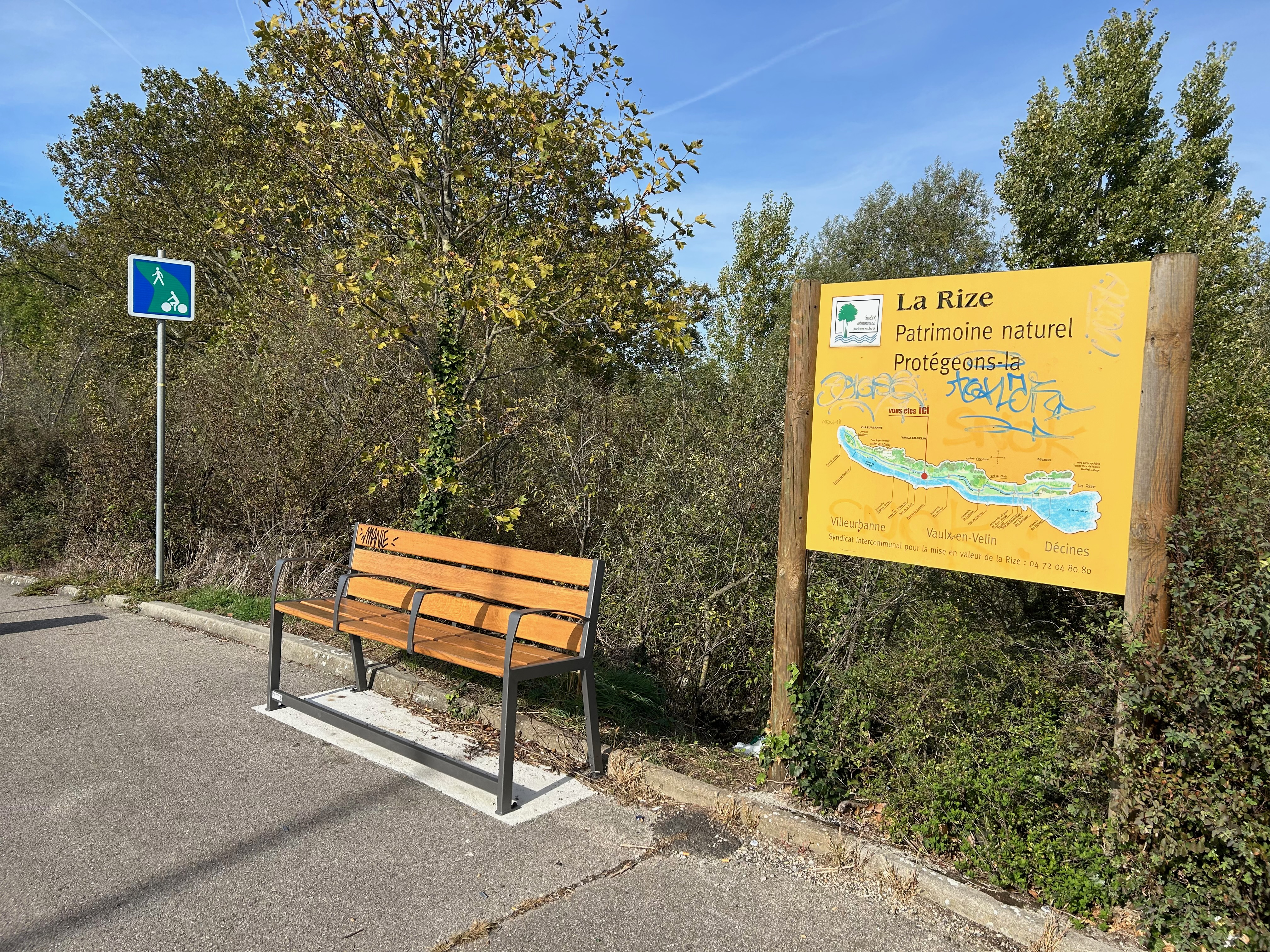
Panneau de découverte et de sensibilisation au patrimoine de la Rize, ici à Vaulx-en-Velin.

Plusieurs parcours de petite randonnée balisés concernent explicitement le patrimoine de la Rize : « le Velin », mis en place par la métropole du Grand Lyon à Vaulx-en-Velin, ou la balade découverte « Villeurbanne au fil de l'eau », créée par la ville de Villeurbanne.
Le cours amont de la Rize est également jalonné de panneaux comprenant une cartographie de la Rize et des aménagements (passerelles, chemins) réalisés dans les années 1990 lors de la première campagne de renaturation.

### Autres initiatives

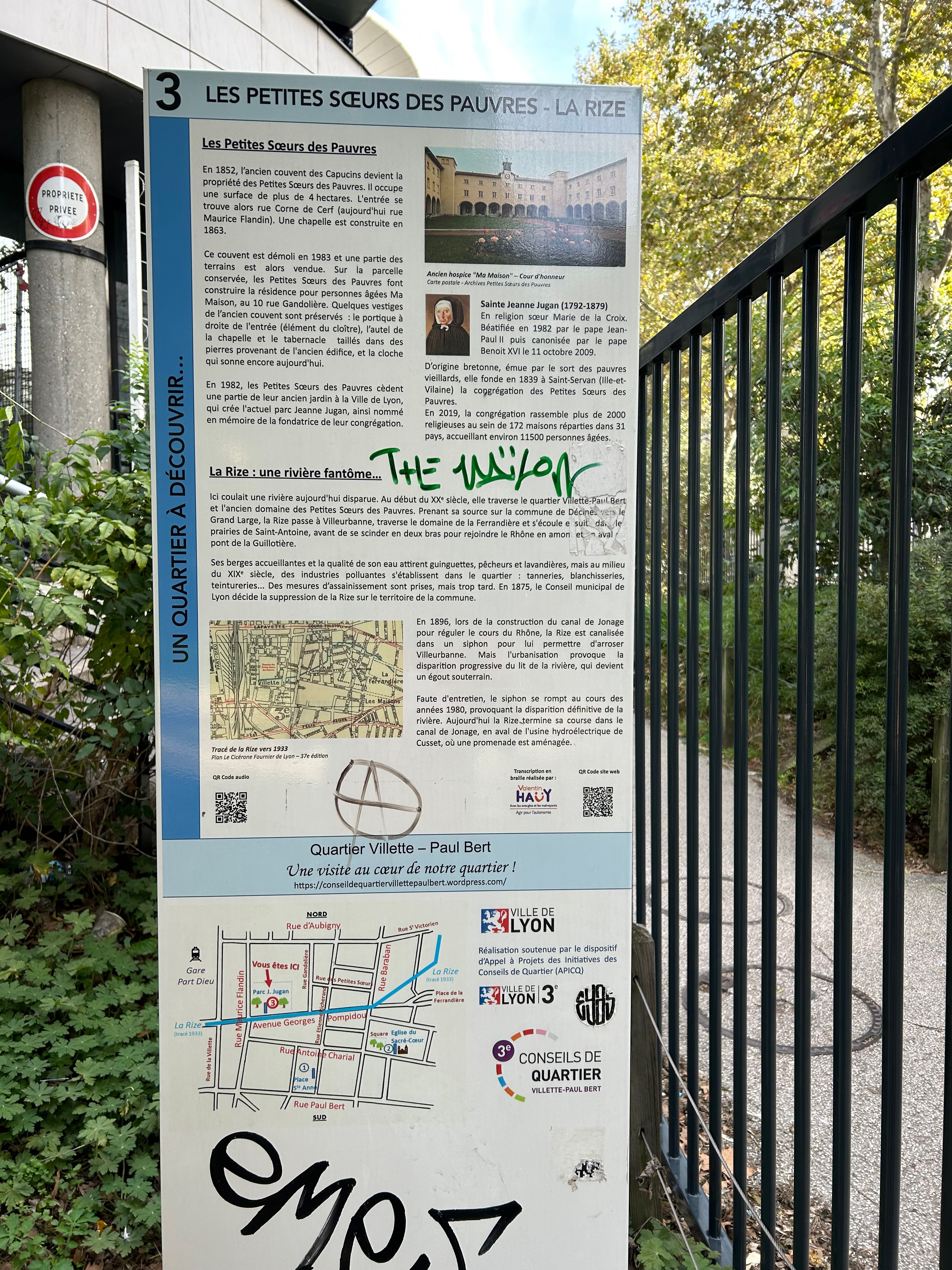
Panneau du parc Jeanne-Jugan.

Quelques panneaux d'interprétation rappellent l'histoire de la Rize sur les lieux où elle coulait : il en existe le long de la promenade arborée réaménagée dans les années 1990 sur les bords de la Rize entre Décines et Vaulx. Un panneau rappelle aussi le passage de la Rize dans le parc Jeanne Jugan, dans le 3e arrondissement de Lyon.
Certains aménagements paysagers constituent des évocations de l'ancien cours du ruisseau : c'est le cas dans le parc Jacob-Hugentobler à Villeurbanne, où une noue a été aménagée à l'emplacement de la Rize, ainsi que dans le parc Jeanne Jugan, avec un alignement d'arbres le long de l'avenue Georges-Pompidou, dans l'axe du lit disparu.

## Dans les arts et la littérature
Le documentariste et artiste contemporain Maxime Possek est l'auteur d'un documentaire expérimental La Rize, rivière fantôme, réalisé en 2016.